# Monts de Souabe et Franconie

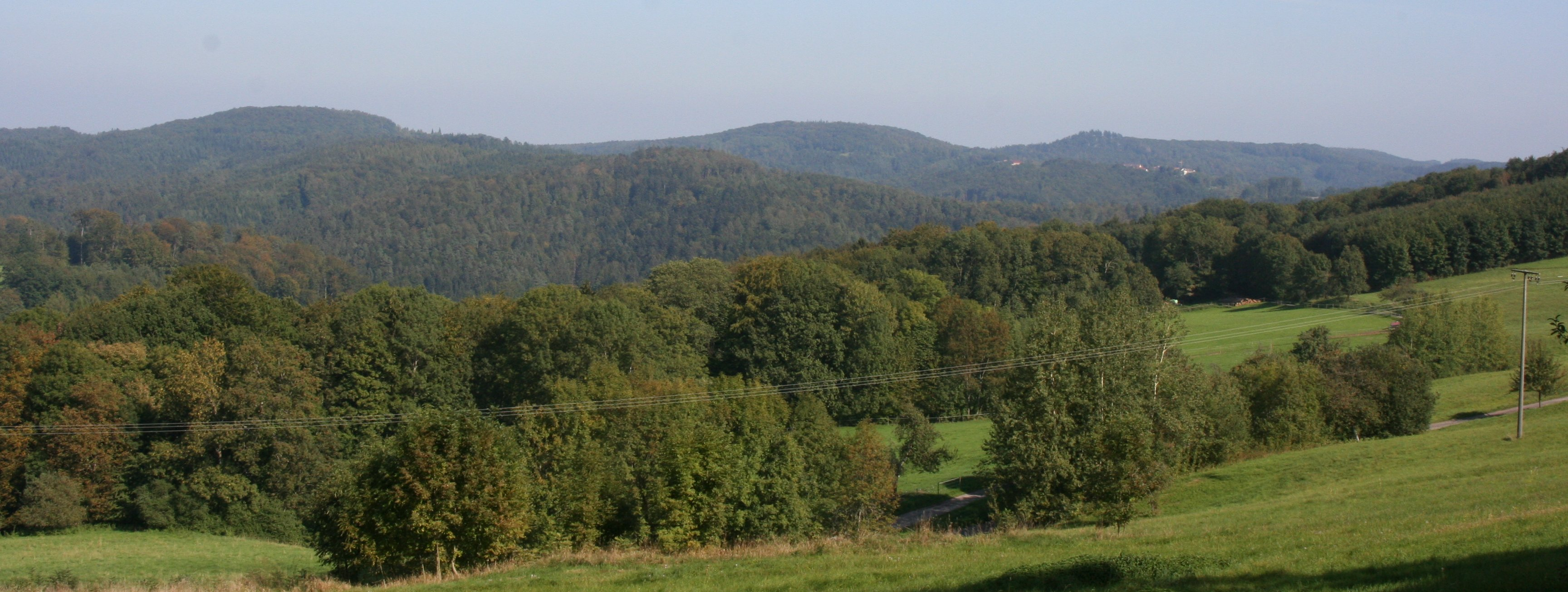
Vue des monts de Löwenstein depuis le Stocksberg, partie occidentale des monts de Souabe et Franconie.

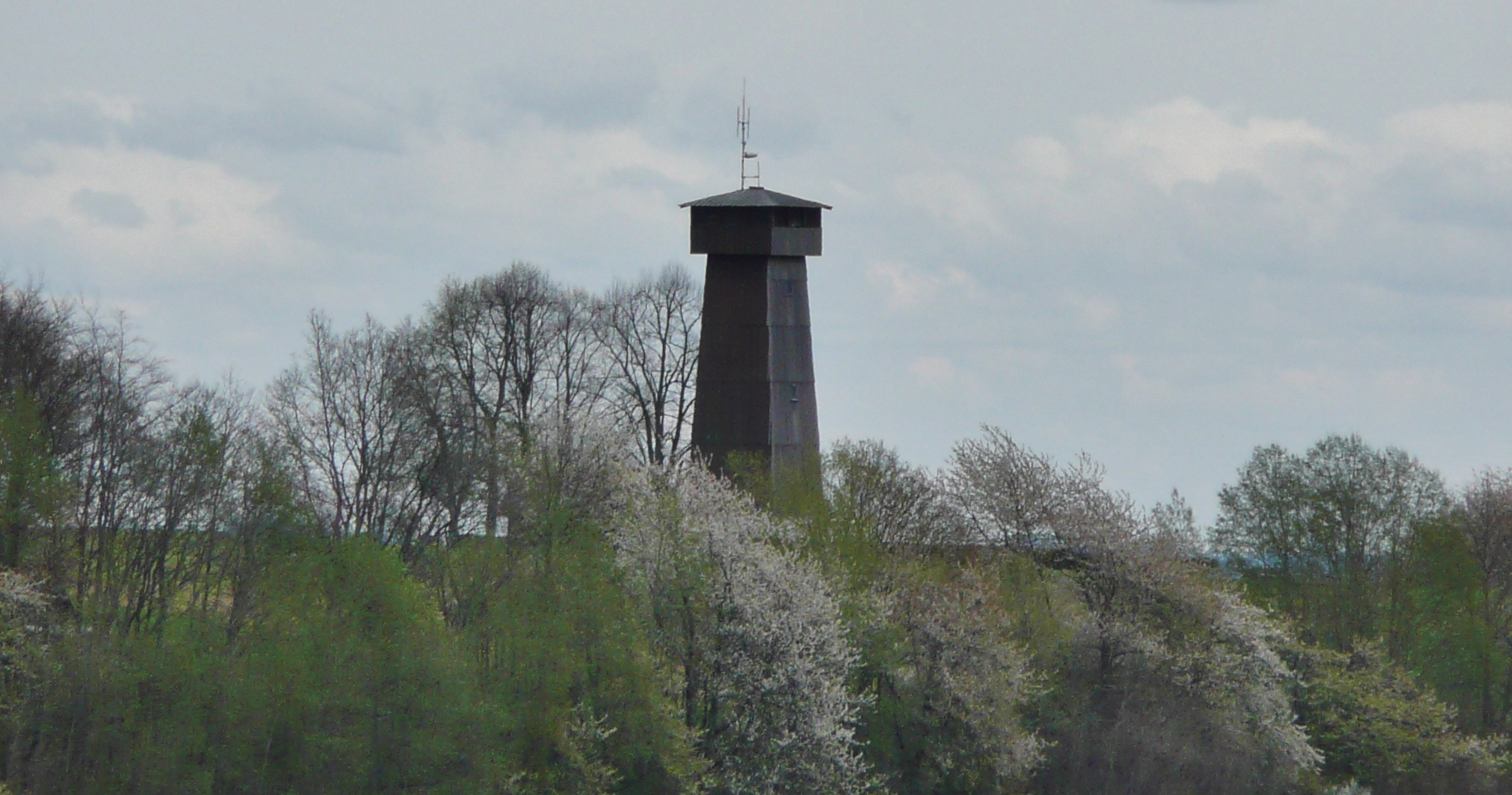
Tour panoramique sur le Juxkopf (533 m) dans la forêt souabe-franconienne, construite en 1932.

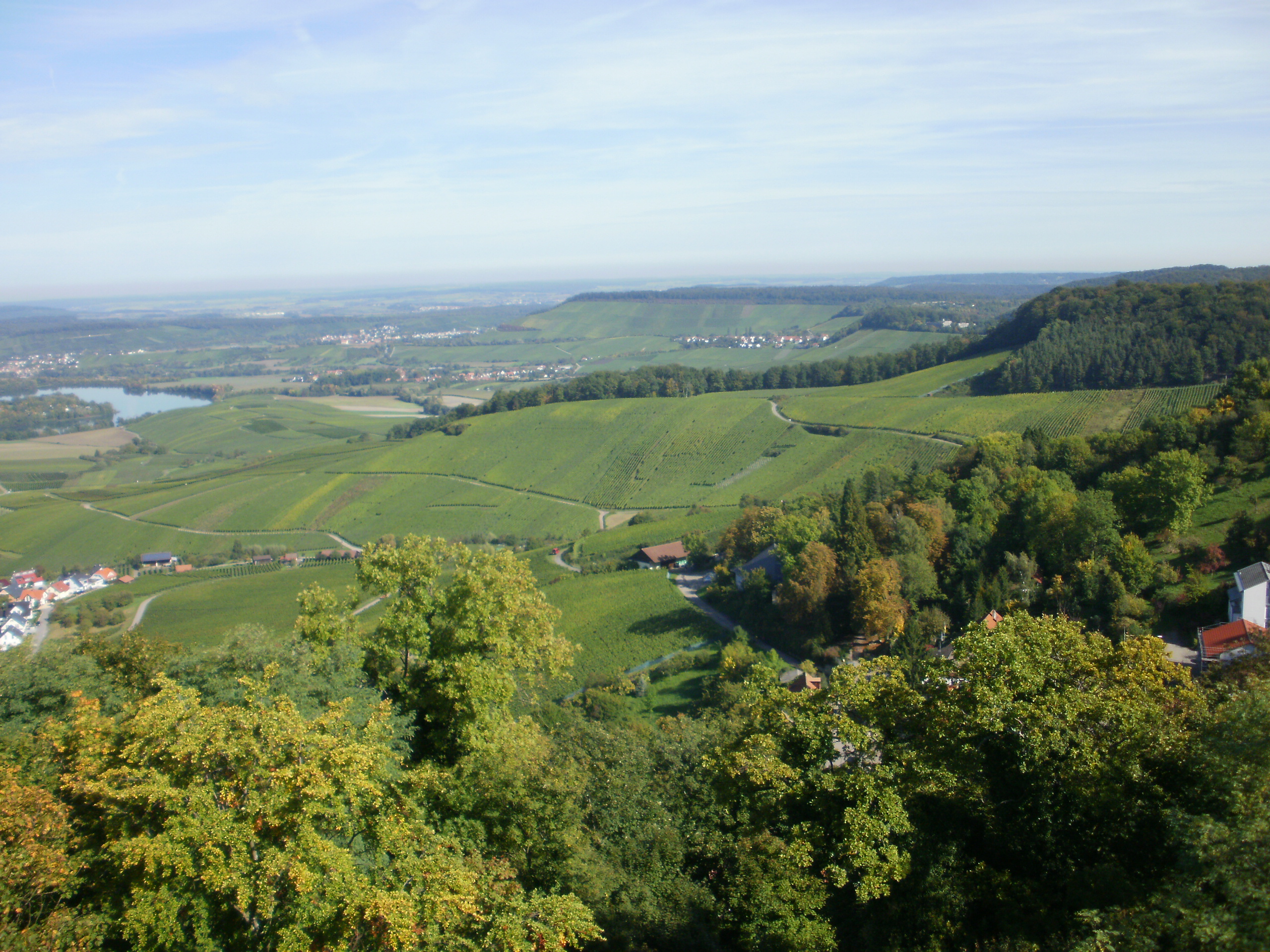
Strates du Keuper avant la côte de Löwenstein avec vignobles.

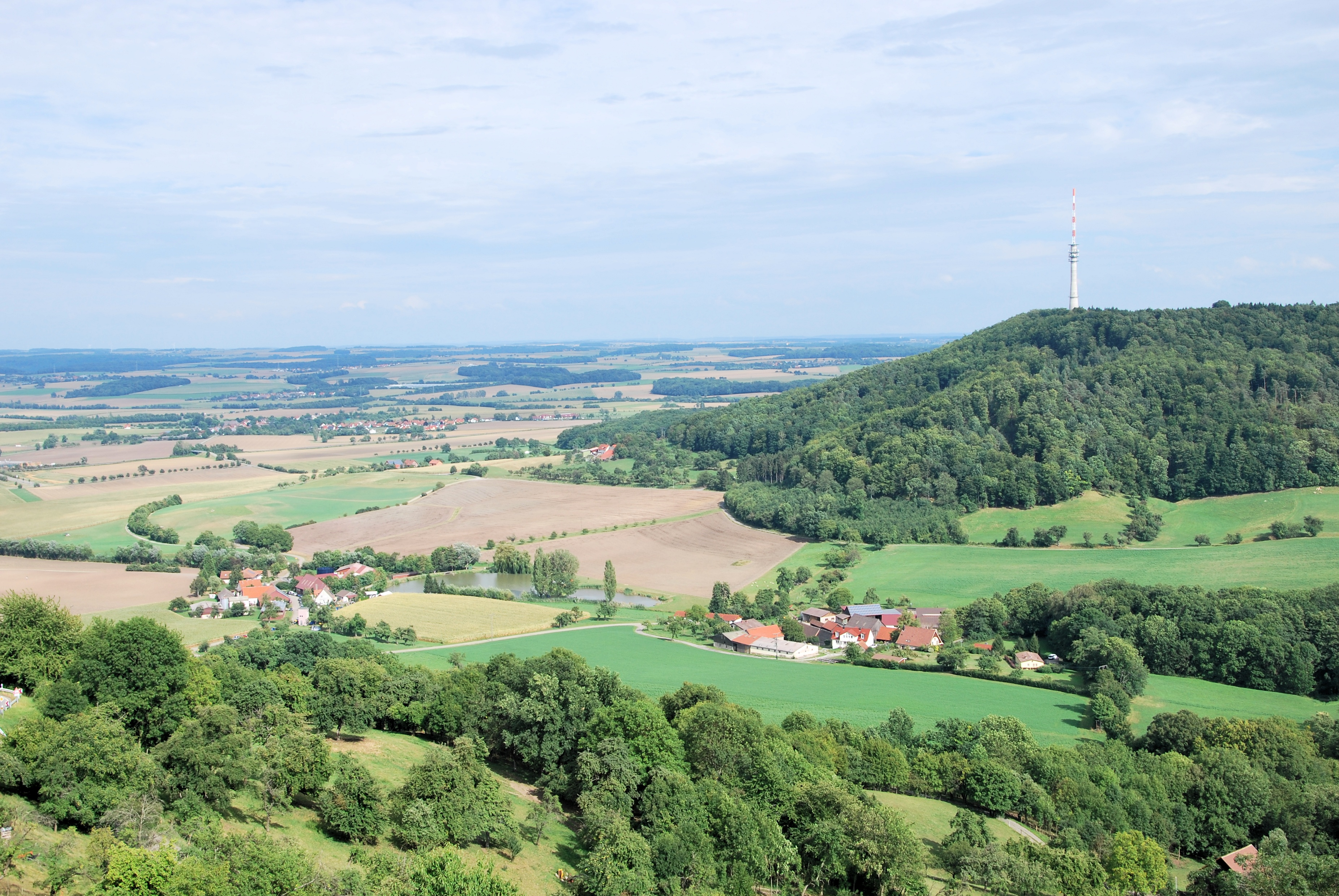
Vue sur la plaine de Hohenlohe depuis les monts de Waldenburg.

Les monts de Souabe et Franconie ou la Forêt souabe-franconienne (en allemand Schwäbisch-Fränkische Waldberge ou Schwäbisch-Fränkischer Wald) est une zone montagneuse de basse altitude au nord-est du Bade-Wurtemberg. Le point culminant est la Hohe Brach avec 586 m d’altitude dans la forêt de Mainhardt. Ils font partie intégrante de la cuesta souabe, pendant allemand des cuestas de Lorraine. Ils sont composés de plusieurs petits massifs de faible altitude très boisés dont la jonction est assurée par des vallons de petits cours d’eau qui entaillent plus des hauts plateaux que de vrais sommets. En raison de sa configuration géologique du Keuper moyen et inférieur marqué par le grès à roseaux et la dolomie, des thalwegs torrentiels incisent les parties supérieures en formant des cascades sur rochers dénudés et des vallons en V très inaccessibles qu’on désigne localement par le terme « Klinge ».
Malgré sa faible altitude, ce massif de moyenne montagne au couvert forestier dense se caractérise par une forte vocation de frontière qui le place systématiquement aux confins de territoires historiques. D’ailleurs, son nom actuel n’a rien d’historique en soi ; chaque petit massif préfère s’appeler par son propre nom dans la population locale. Le terme générique provient du fait que cette région montagneuse servit de frontière naturelle entre le duché de Franconie et le duché de Souabe, pratiquement sur le parcours de la Fichtenberger Rot, ruisseau frontière qui sert également de frontière linguistique entre l’aire dialectale francique et la famille dialectale souabe. De ce fait, les monts de Souabe-Franconie sont une vraie région de transition dans le continuum linguistique et culturel entre l’Allemagne méridionale et l’Allemagne centrale.
Une autre frontière séculaire traversa ce petit massif de Souabe-Franconie du nord au sud : l’ancien limes de Germanie supérieure et rhétique. Il suit une liste rectiligne de Lorch à Öhringen en traversant la forêt de Welzheim, la forêt de Murrhardt et la forêt de Mainhardt, trois localités éponymes où se trouvait respectivement un castellum auxiliaire de l’époque antoninienne (138-161 apr. J.-C.) avec parfois un fortin militaire directement placé sur la frontière en poste avancé comme à Mainhardt. Le massif séparait sur ce tronçon le monde romanisé des peuples germaniques non-romanisés. Les traces du limes germanique sont toujours visibles sur le terrain aujourd’hui. Le limes a été classé au patrimoine mondial de l’humanité de l’UNESCO.
Tous les monts de Souabe et Franconie, ainsi que quelques paysages naturels périphériques, font partie maintenant d'un parc naturel régional qui porte le nom du massif montagneux : le parc naturel de la forêt souabe-franconienne.

## Géographie

### Topographie

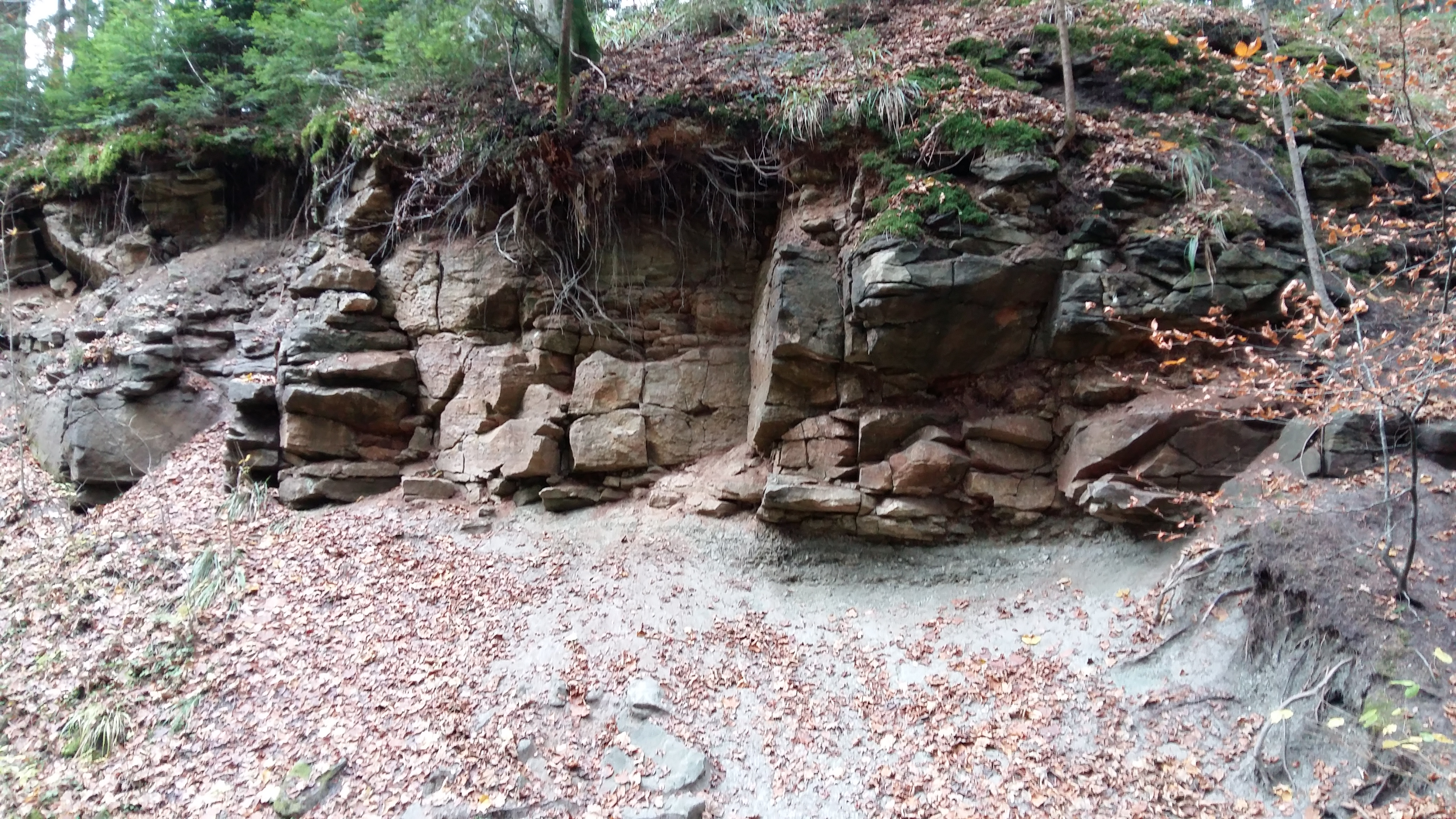
Formation de Löwenstein, dite Stubensandstein, keuper moyen, route forestière de Hankertsmühle.

La région naturelle des monts de Souabe et Franconie, qui porte le code de province géologique no 4039, forme l’extrémité du paysage de côtes du Keuper (Keuperbergland) qui traverse le Bade-Wurtemberg du sud-ouest (à la frontière suisse) au nord-est (Hassbergen en Bavière) entre la Forêt-Noire et le Jura souabe. La formation de Löwenstein (dénommée Stubensandstein dans le Bade-Wurtemberg et Burgsandstein en Bavière) est une formation lithostratigraphique du Keuper moyen pendant le Trias germanique. Elle se situe entre la formation de Mainhardt et la formation de Trossingen. Elle date du Norien. Dans la partie occidentale plus élevée (entre 500 et 600 m), les vallons perpendiculaires très nombreux proviennent du flux de ruissellement qui entaillent la dolomie : en conséquence des formes d'incisions spectaculaires dans les couches plus résistantes de la dolomie et les grès à roseaux confèrent un profil très caractéristique aux monts souabes-franconiens de ce côté qui n’est pas forcément visible depuis les axes routiers. Le réseau de sentier de randonnée étant dense, il permet de se rendre dans ces vallons étroits et encaissés (Klingen). L’incision est progressive car elle s’atténue en marnes inférieures pour former une vallée plus évasée. L’autre particularité du massif sont les grottes ou niches dans la roche gréseuse dans la partie supérieure des vallons où le ruissellement provoque des petites cascades.
La partie orientale du massif moins élevée (entre 400 et 500 m) se caractérise davantage par ses plateaux de cuestas.
Les espaces naturels limitrophes sont à l’ouest le bassin du Neckar, au nord la plaine de Hohenlohe et Schwäbisch Hall, à l’est le piémont du Jura Souabe oriental et la Frankenhöhe, au sud le Schurwald et la forêt de Welzheim.
Les monts de Souabe-Franconie se composent de parties montagneuses très boisées appelées « monts » (Berge) ou « forêt » (Wald), de vallées et plaines.
Les principaux sous-massifs sont, d'ouest en est : 
- bois de Murrhardt ;
- monts de Löwenstein ;
- haut plateau de Sulm ;
- monts de Heilbronn ;
- massif boisé du Kocher moyen ;
- bois de Kirnberg ;
- bois de Sulzbach ;
- bois de Mainhardt ;
- monts de Waldenbourg ;
- monts de Limpurg ;
- monts d’Ellwangen ;
- monts Virngrund.

Les vallées, vallons, bassins et piémonts sont, d'ouest en est :
- vallée de Weinsberg ;
- vallée de la Murr ;
- vallée de la Rot ;
- bassin de Gaildorf ;
- vallée du Kocher à Sulzbach ;
- piémont de Limpurg ;
- baie de Fischach et piémont ;
- piémont d’Ellwangen ;
- piémont de Burgberg et baie de Speltach.

Les principaux sommets sont, par altitude :
1. Hohe Brach (586 m) ;
2. Hagberg (585 m) ;
3. Hornberg (580 m) ;
4. Hohenstein (572 m) ;
5. Hohenberg (569 m) ;
6. Altenberg (565 m) ;
7. Hohentannen (565 m) ;
8. Flinsberg (535 m) ;
9. Burgberg (534 m) ;
10. Stocksberg (539 m) ;
11. Juxkopf (533 m) ;
12. Steinknickle (525 m).

### Hydrographie

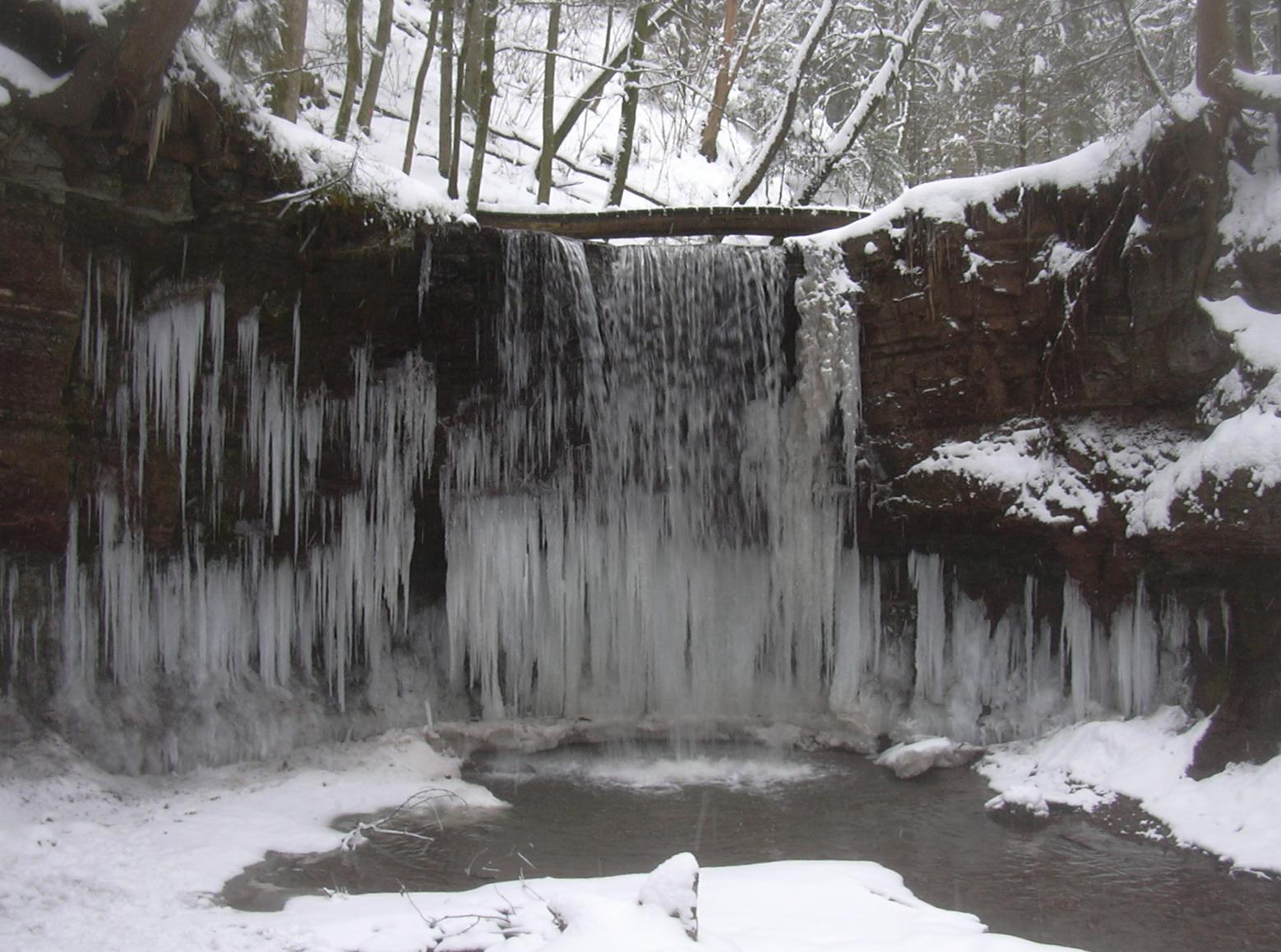
Cascade inférieure du Hörschbach en hiver. Forêt de Murrhardt.

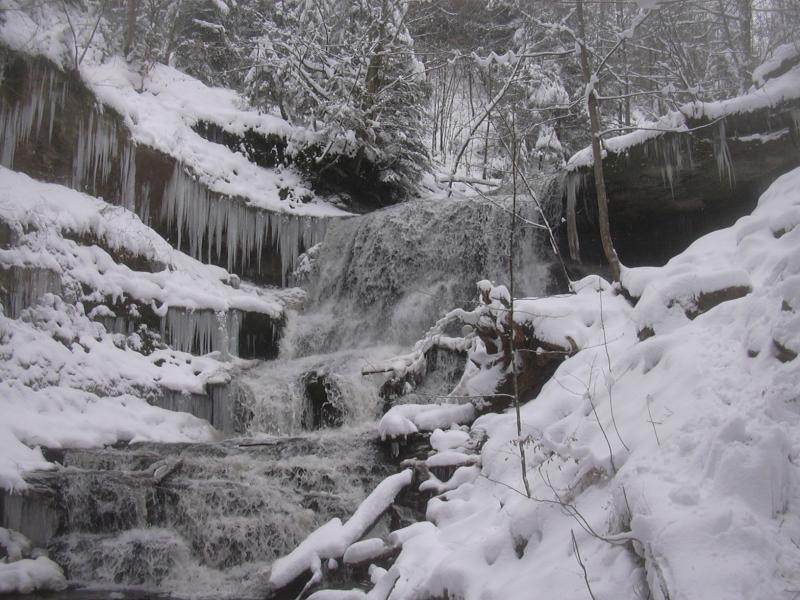
Cascade supérieure du Hörschbach en hiver, Forêt de Murrhardt.

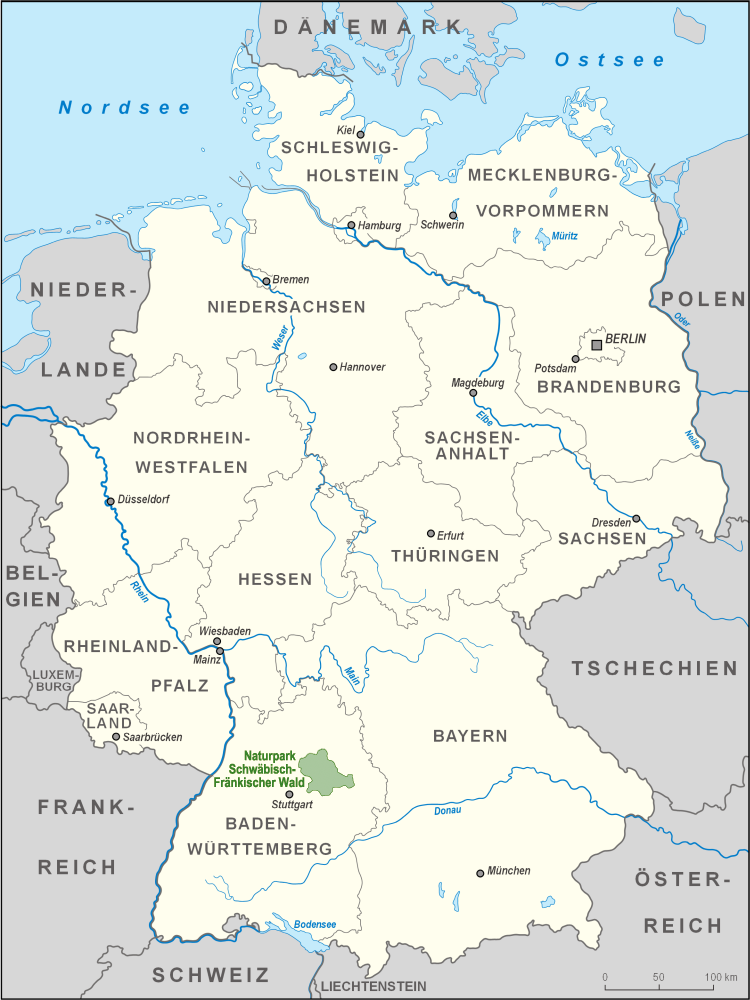
Carte du parc naturel de la forêt souabe-franconienne.

La ligne de partage des eaux entre le bassin du Rhin et le bassin du Danube ne se situe pas sur le territoire des monts souabes-franconiens, mais dans leur prolongement dans la Frankenhöhe où la Rotach prend sa source. Celle-ci se jette dans la Wörnitz qui conflue avec le Danube à Donauwörth.
Donc les monts appartiennent au bassin versant du Rhin par son affluent droit le Neckar. Les monts de Souabe et Franconie sont traversés de part en part sur un axe NO-SE par la Jagst, la Bühler et le Kocher.
Dans la partie occidentale, trois affluents du Neckar prennent leur source dans la Forêt de Murrhardt, la Murr, dans les monts de Löwenstein, la Sulm, et dans la forêt de Mainhardt, la Brettach et la Ohrn. Les affluents du Kocher sont la Bibers, la Lein, la Fichtenberger Rot (communément appelée Rot sur place), la Blinde Rot et la Bühler.
Les affluents de la Murr sont la Lauter, la Bottwar et le Hörschbach. La Sulm et la Schozach prennent leurs sources dans les monts de Löwenstein et confluent directement avec le Neckar.
La Rems coule en dehors des monts souabes-franconiens mais la Wieslauf provenant de la forêt de Murrhardt conflue avec elle à Schorndorf, port du flottage du bois flotté depuis le lac Ebnisee sur la Wieslauf. Les lacs dans le massif sont de fait le plus souvent des lacs de barrage ou des retenues collinaires comme le Ebnisee ou des barrages pour les moulins ou des bassins de rétention des crues. De nombreux lacs étaient ou sont encore utilisés pour nager ou pour le patin à glace en hiver.
Sont situés dans le massif les lacs :
- d'Aichstrut ;
- d'Ebni ;
- d'Eisenbach ;
- de Fornsbach ;
- de Hagerwald ;
- de Breitenau ;
- de Buchhorn ;
- de Diebach ;
- de Döbel ;
- de Finsterrot ;
- de Gleichen ;
- de Gnadental ;
- de Hüttenbühl ;
- de la Hammerschmiede ;
- de Leineck ;
- de Neumühl ;
- de Reichenbach ;
- de Treib.

## Population

### Peuplement
La région compte 181 000 habitants. Il n’y aucune agglomération importante à l’intérieur ce massif boisé où la densité de population s’élève à 119 habitants par km2. Le seul centre urbain de moyenne taille est plutôt en marge des monts : Ellwangen dans l’arrondissement d'Ostalb. La surface de ce paysage montagneux se compose dans l’ordre décroissant de : 
- bois, forêts : 54,33 % ;
- paysages à champs ouverts, prairies : 42,6 % ;
- agglomérations : 3,05 % ;
- plans d’eau : 0,03 %.

Sinon, les agglomérations principales au sein du massif forestier de Souabe et Franconie sont situées dans les vallées comme Murrhardt sur la Murr, Gaildorf et Abtsgmünd sur le Kocher. Deux petites communes sur les hauteurs servent également à désigner des sous-entités du massif comme Mainhardt (Forêt de Mainhardt) et Waldenbourg (Forêt de Waldenbourg).
En périphérie proche des monts de Souabe et Franconie, la seule agglomération la plus importante est Heilbronn qui sert de zone d’attraction pour la moitié occidentale du massif, puis un peu plus loin Ludwigsbourg. Pour trouver un pôle urbain encore plus important il faut se rendre à Stuttgart, la capitale du land. À l’est, Nuremberg, capitale de la Franconie en Bavière, représente déjà une petite distance à parcourir sauf peut-être pour la façade orientale du massif comme à Stimpfach limitrophe de la Frankenhöhe. Parmi les villes autour des 30 000 habitants hors du massif, Schwäbisch Hall joue un rôle non négligeable sur le plan économique et touristique pour tout le secteur, sinon Neckarsulm, Backnang ou Crailsheim sont trois villes moyennes dans la région.
Jusqu’à la seconde moitié du XXe siècle, les habitants des monts de Souabe-Franconie étaient considérés comme très pauvres par les habitants des plaines environnantes.

### Linguistique

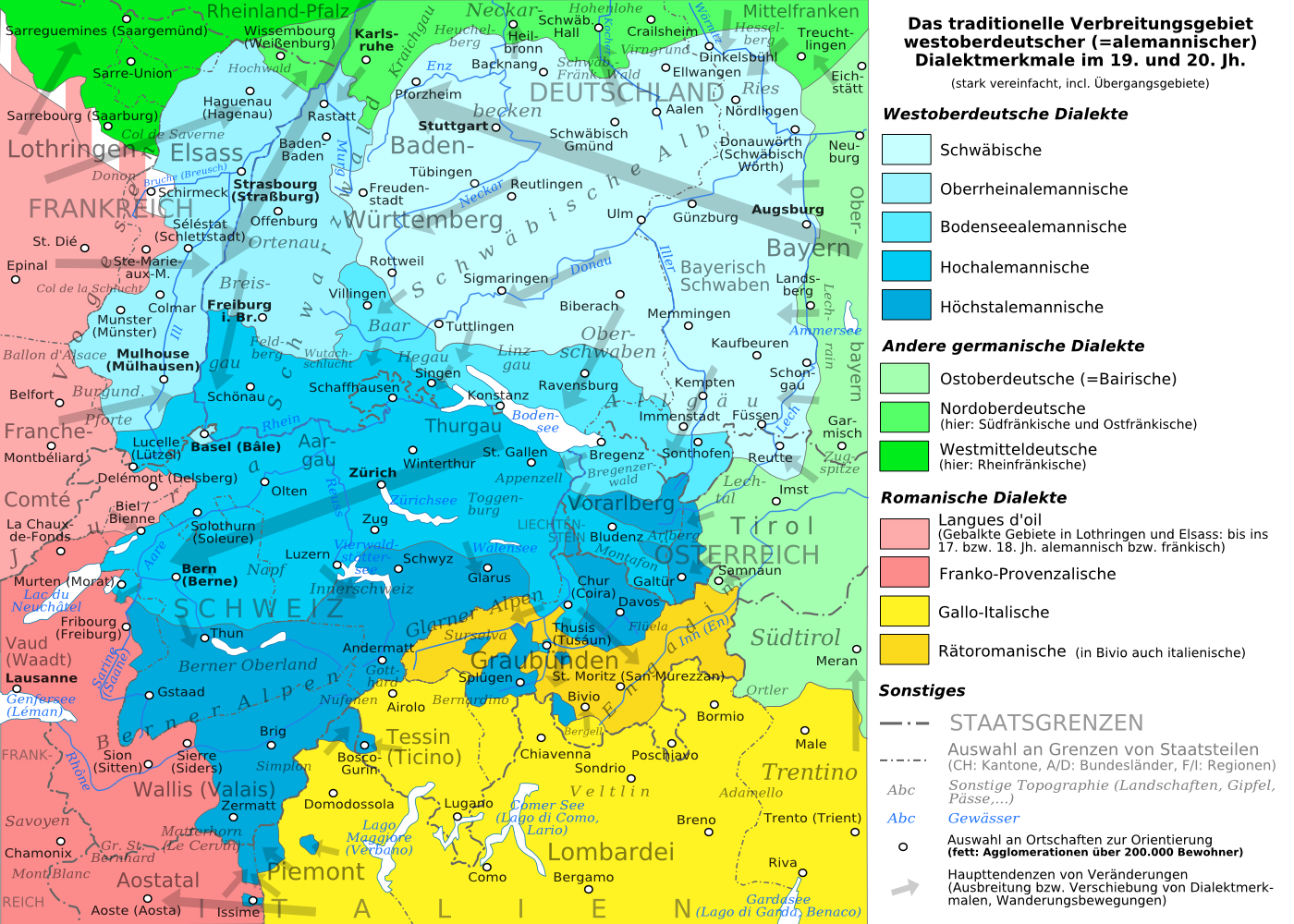
Aires dialectales alémaniques au sud des monts de Souabe et Franconie. On aperçoit la limite au nord-est entre bleu clair souabe et vert clair francique.

Il est difficile d'identifier une limite établie qui séparerait les dialectes franciques des dialectes alémaniques. Comme partout ailleurs, les différentes variantes forment un continuum où l’intercompréhension est largement possible d’une aire à l’autre. Le souabe au nord de la zone est déjà perçu par les Souabes comme une langue différente imprégnée d’autres zones dialectales voisines. À l’inverse, pour des Franconiens en Bavière voisine, le francique oriental des Nord-Wurtembergeois sonne comme du souabe. D’ailleurs, les habitants des arrondissements franconiens du Wurtemberg ne disent pas spontanément qu’ils parlent francique, mais souabe, alors que d’un point de vue linguistique il ne fait aucun doute que leur langue est majoritairement francique. Ces va-et-vient sur la prétendue authenticité du dialecte parlé çà et là démontrent bien que la zone est une aire de transition. Deux sous-familles de l’allemand supérieur (Oberdeutsch) se rencontrent dans la forêt de Souabe-Franconie : le francique et le souabe. Le souabe appartient certes à la grande famille alémanique mais il occupe une place à part dans cet ensemble. Les personnes parlant alémanique sont associées au Bade, à l’Alsace et à la Suisse. Le souabe est en quelque sorte déjà une transition entre l’alémanique et le francique finalement puisqu’il ne pratique pas la monophtongaison si caractéristique des Alémaniques.
L’aire francique orientale est occupée par les bassins dialectaux de Hohenlohe et de Löwenstein. On pourrait donc dire par simplification que les habitants parlent un francique oriental du sud. Le souabe regroupe les bassins de Böblingen, Esslingen, Schwäbisch Gmünd et Aalen. Un francique méridional existe dans la région de Heilbronn au pied du massif à l’ouest. Ce francique se poursuit vers Karlsruhe avec quelques incursions sur le territoire français où il est fallacieux de penser que tout le monde parle alsacien. Sur le terrain, n’importe qui maîtrisant l’allemand entend clairement le changement d’aire dialectale quand il descend dans la vallée de la Rot (donc de l’arrondissement de Schwäbisch Hall) depuis le nord pour remonter vers les premiers villages de l’arrondissement de Rems-Murr. Les Souabes se reconnaissent également à leur intonation et à leur accent très spécifiques. Toutefois, dans la langue quotidienne, l’avancée du souabe est visible dans les zones autrefois franciques en faisant cohabiter dans une même maison les mots allemands standards, la forme souabe et la forme francique selon le principe de l’alternance codique. Les raisons avancées par les sociolinguistes sont la mobilité croissante de la population et la mixité qu’elle implique, l’image plus positive qu’aurait le souabe par rapport au francique, la présence moindre du francique dans les médias et la sphère publique par rapport au souabe qui garde sa fonction identitaire forte auprès des habitants plus au sud

## Histoire

### Enceinte fortifiée du Burgberg
L'enceinte fortifiée du Burgberg est un ouvrage de castramétation qui rappelle la présence celtique et protoceltique dans le Sud de l’Allemagne actuelle avant les grandes migrations germaniques à l’instar de la Heuneburg, agglomération beaucoup plus grande qui sert de référence dans le Wurtemberg comme le premier centre urbain habité par des milliers de personnes au VIIe siècle av. J.-C., et désigné par les spécialistes comme le premier synœcisme avéré dans le domaine nord-alpin. L'enceinte de Burgberg était constituée d'un haut plateau mis en défense par deux ouvrages de terre, circulaires, composés de fossés et de talus aplanis pour des palissades à mi-côte. Le sommet de la croupe, situé à 534 m d’altitude, était déboisé mais entouré de l’épaisse forêt du Einkornwald, un des sous-massifs des monts souabes-franconiens. Après l’abandon du site resté longtemps inoccupé, une chapelle y a été érigée. Aujourd’hui, c’est un des sites du Club du Jura souabe dans la région pour favoriser les activités pédestres ; un gîte-refuge et une tour panoramique ont remplacé l’ancienne chapelle.

### Limes et Empire romain

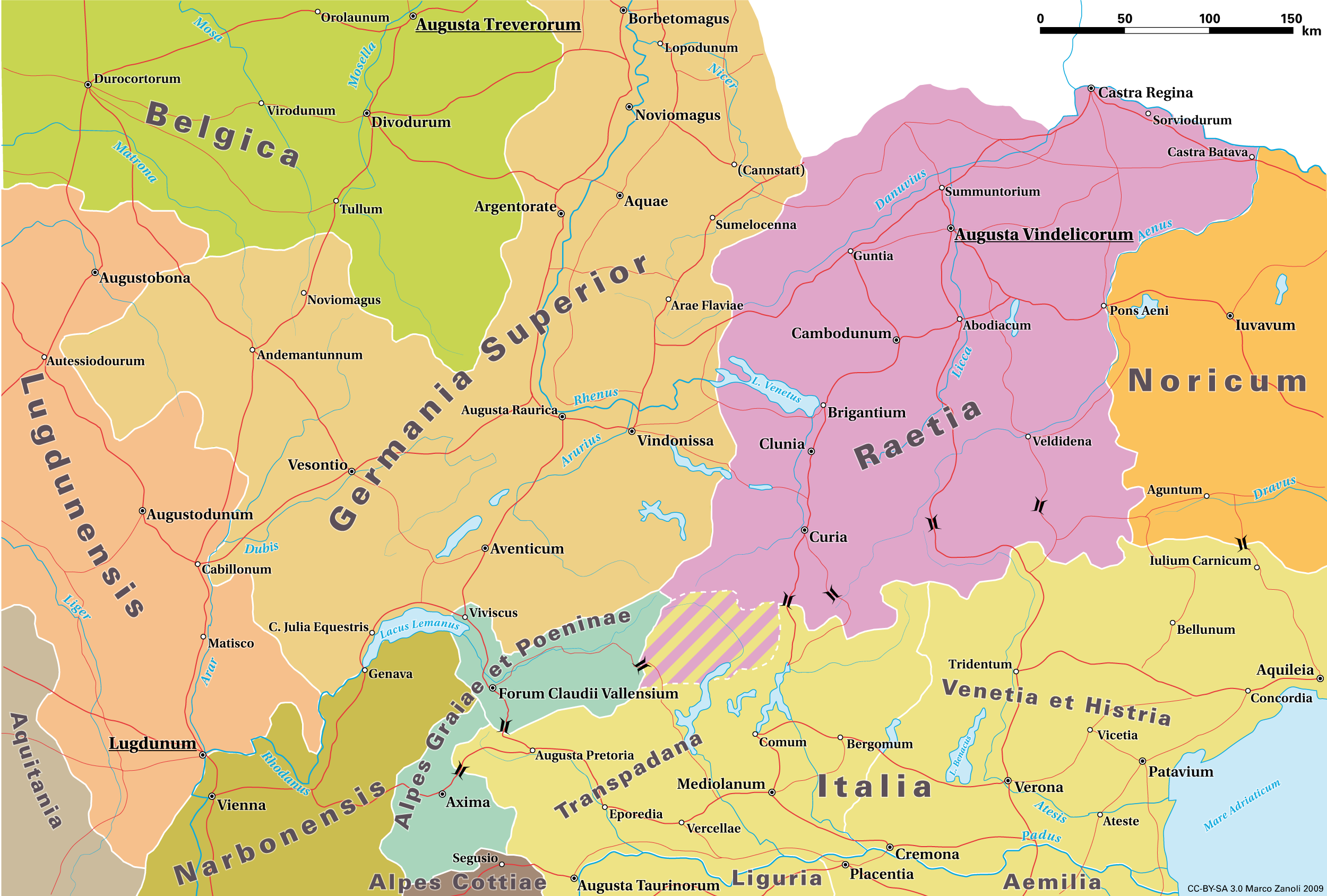
Germanie supérieure au nord des provinces romaines alpines.

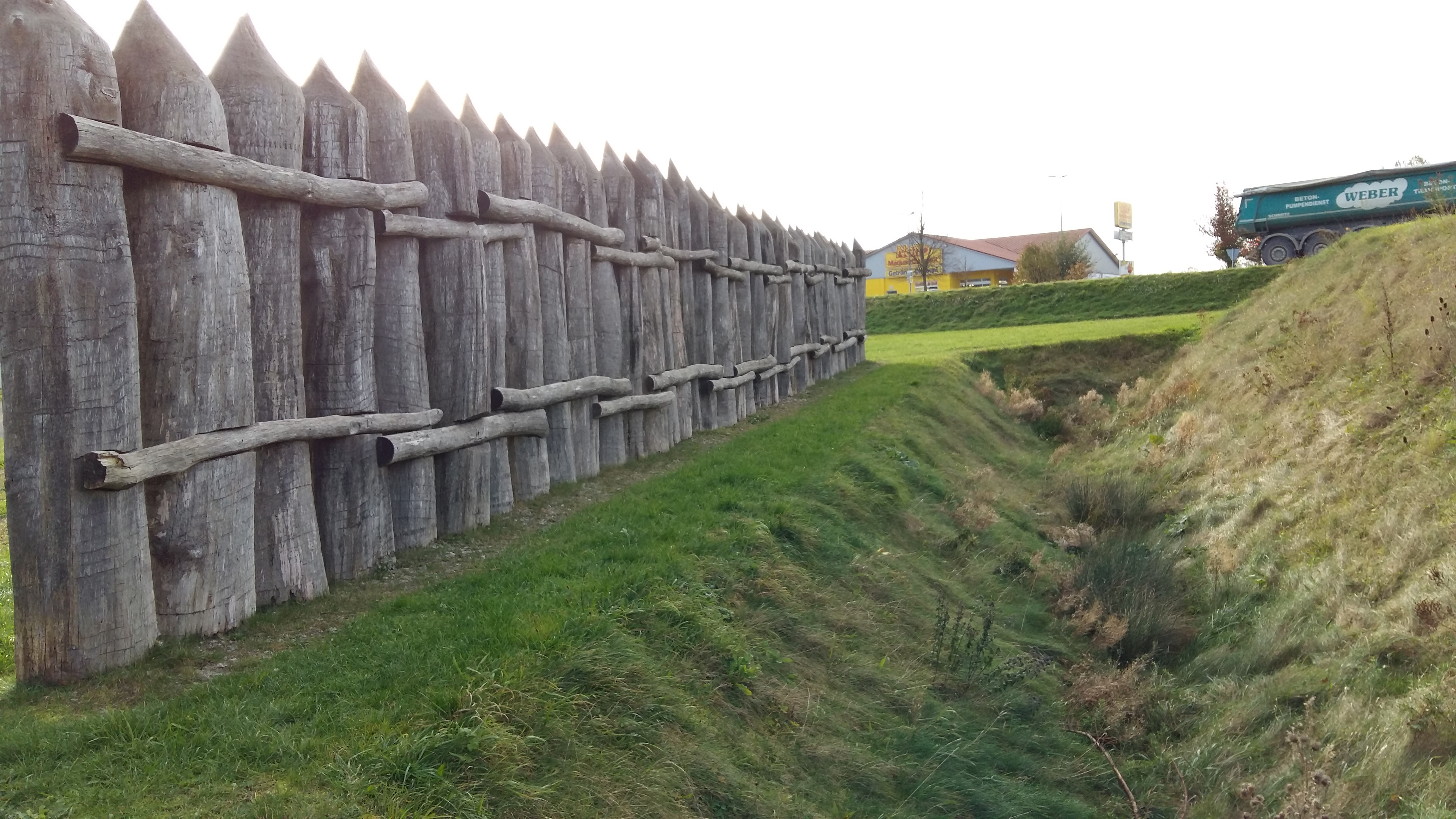
Palissade et talus reconstitués à Mainhardt, sentier du Limes, patrimoine mondial de l'humanité.

Les conflits fréquents sur la rive droite du Rhin entre les Chattes et les légions romaines sous l’empereur Domitien plus au nord dans la Vettéravie et le Taunus ont poussé les autorités romaines à stabiliser les frontières ou « limites » (pluriel de « limes ») aux confins de la Germanie sur le Main, dans l’Odenwald et sur le Neckar moyen. La jonction entre le tronçon du limes Taunus-Wetterau et le tronçon du Jura souabe fut réalisée au premier siècle apr. J.-C.. Les monts de Souabe et Franconie sont encore en terres germaniques à ce moment-là. Un correctif à la frontière germano-romaine fut apporté au IIe siècle en déplaçant le limes rhétique sur le versant nord de la vallée de la Rems en marge du massif souabe-franconien à Abtsgmünd : elle traverse Aalen, Halheim, Dambach, Gunzenhausen et se dirige vers le Danube à Eining. Le limes germanique supérieur fut déplacé de la vallée du Neckar vers les monts de Souabe et Franconie. La garnison établie dans le castellum de Walheim-sur-Neckar établit son camp à Mainhardt, partie occidentale et franconienne du massif. Le contrôle de la plaine fertile du Neckar, où fut également introduite la vigne, s’en trouva facilité par la topographie des monts comme base arrière plus aisée à contrôler puisque le panorama sur la plaine est dégagé depuis les hauteurs des monts souabes. Huit castella de cohortes, 9 petits castella et 267 tours de guet surveillaient la frontière romaine du Main à Lorch qui fut renforcé sous Antonin le Pieux vers 150 apr. J.-C.
L’exemple du castrum de Mainhardt est applicable aux autres castra stativa ou camps devenus permanents de Welzheim et Murrhardt dans le massif souabe-franconien ou à Öhringen dans la plaine de Hohenlohe. Les fouilles archéologiques des années 1940 sur un lieu de culte dédié à Jupiter ont dévoilé grâce à certaines stèles les noms de soldats romains en poste sur ce tronçon du limes et surtout le nom de la cohorte auxiliaire stationnée dans ce secteur : Cohors I Asturum equitata. Elle a été fondée à l’origine avec des recrues des Asturies (Espagne) et elle était partiellement composée de cavaliers. Une cohorte auxiliaire comptait environ 400 hommes, c’est-à-dire six centuries. À partir de 213, les incursions des Francs et des Alamans en Rhétie et en Germanie supérieure sont devenues fréquentes. Plusieurs fois, ils ont été repoussés. En 259-260, la percée des tribus germaniques ne put être empêchée. Deux ans plus tard, la zone entre le limes et le Rhin fut abandonnée et la frontière de l’Empire romain devint le Rhin. Autour des camps romains permanents se sont formés alors des agglomérations urbaines ou des hameaux ruraux qui dépendaient économiquement de la présence des légions ou des troupes auxiliaires. Ce sont des structures en village-rue avec des maisons alignées façades côté rue pour héberger artisans, commerçants et logis. Le passage du limes dans les monts de Souabe et Franconie a donc accéléré la colonisation humaine d'une région boisée qui serait restée probablement inoccupée pour quelques siècles encore à l'instar des autres massifs de moyenne altitude d'Europe de l'Ouest.
Les explications données sur le panneau informatif de la tour WP 9/75 du limes dans la forêt de Mainhardt au lieu-dit Hofbergle résument le quotidien des soldats romains qui effectuent les gardes à la frontière romaine. La tour se trouvait à 8,5 m derrière le fossé. Elle mesurait 3,7 m de longueur et l’épaisseur des murs atteignait 80 cm. N’ayant aucune entrée de plain-pied, il fallait une échelle pour entrer dans la tour de guet par une porte au 1er étage. Les premières fouilles de la tour du poste 9/75 ont été faites au XIXe siècle. À partir de 1970, les archéologues ont également découvert plusieurs indices qui prouvent que les factionnaires romains ne restaient pas enfermés dans leur tour jusqu’à la relève de la garde, mais qu’ils avaient de nombreuses activités à l’extérieur : au Hofbergle, ils entretenaient un jardinet pour leurs propres besoins et pour lequel ils construisaient une cabane ; ils se construisaient aussi des ateliers, des enclos pour du bétail, parfois des latrines ; ils assuraient enfin le contrôle des chariots et marchands qui traversaient le limes s’il y avait un chemin et une porte à cet endroit.

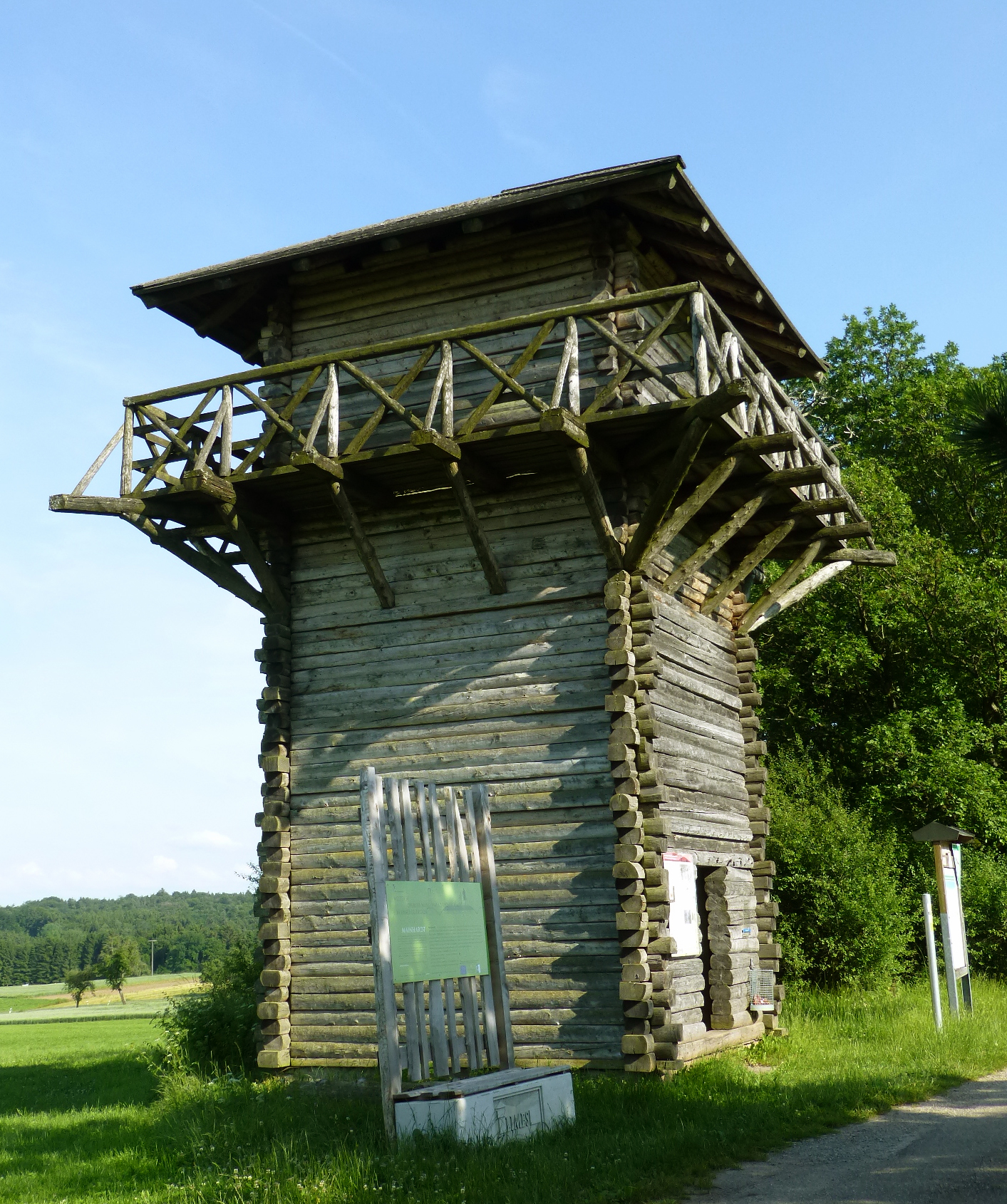
Limes à Mainhardt : tour reconstituée.
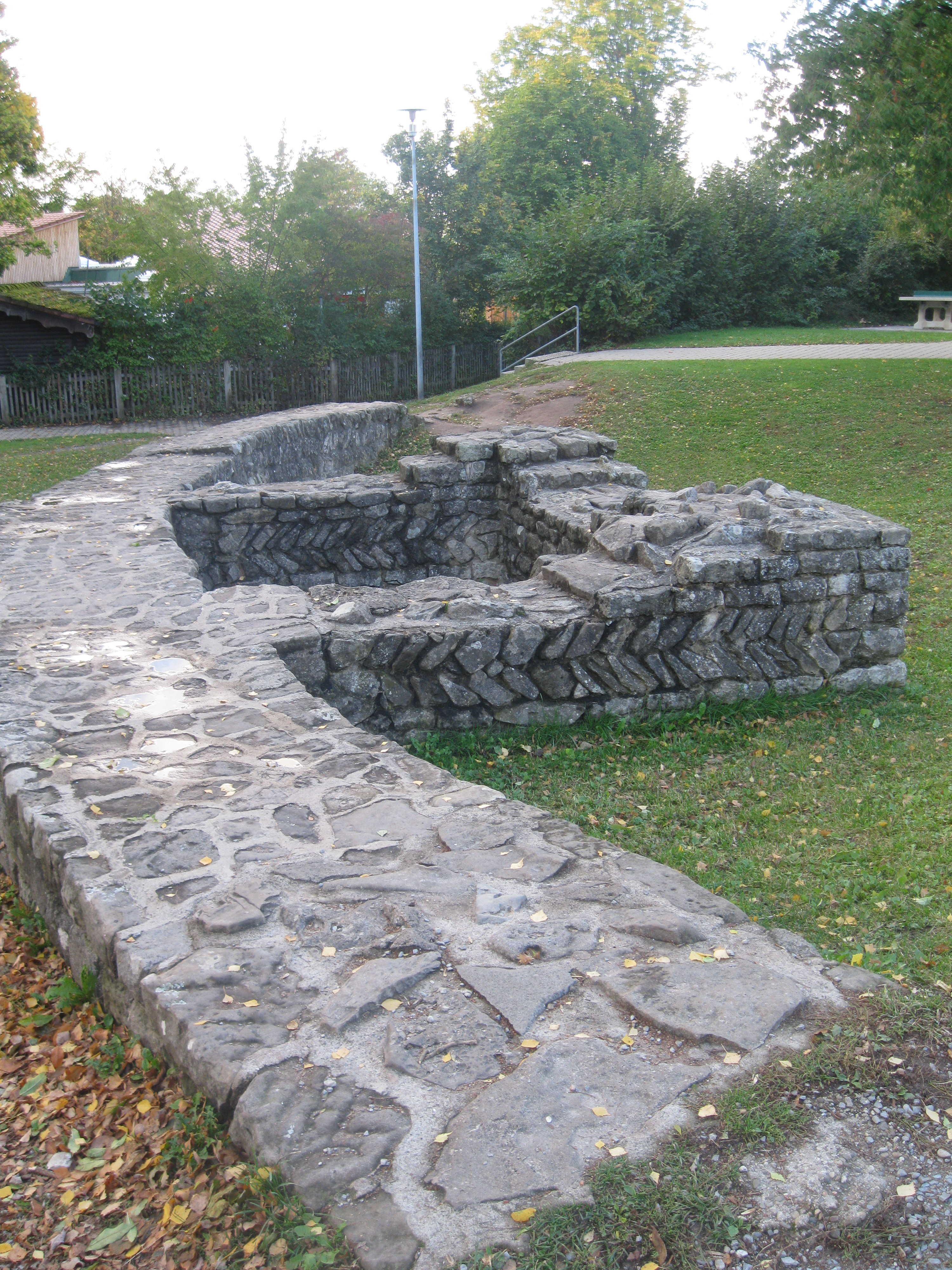
Mainhardt, restes mur du castellum.
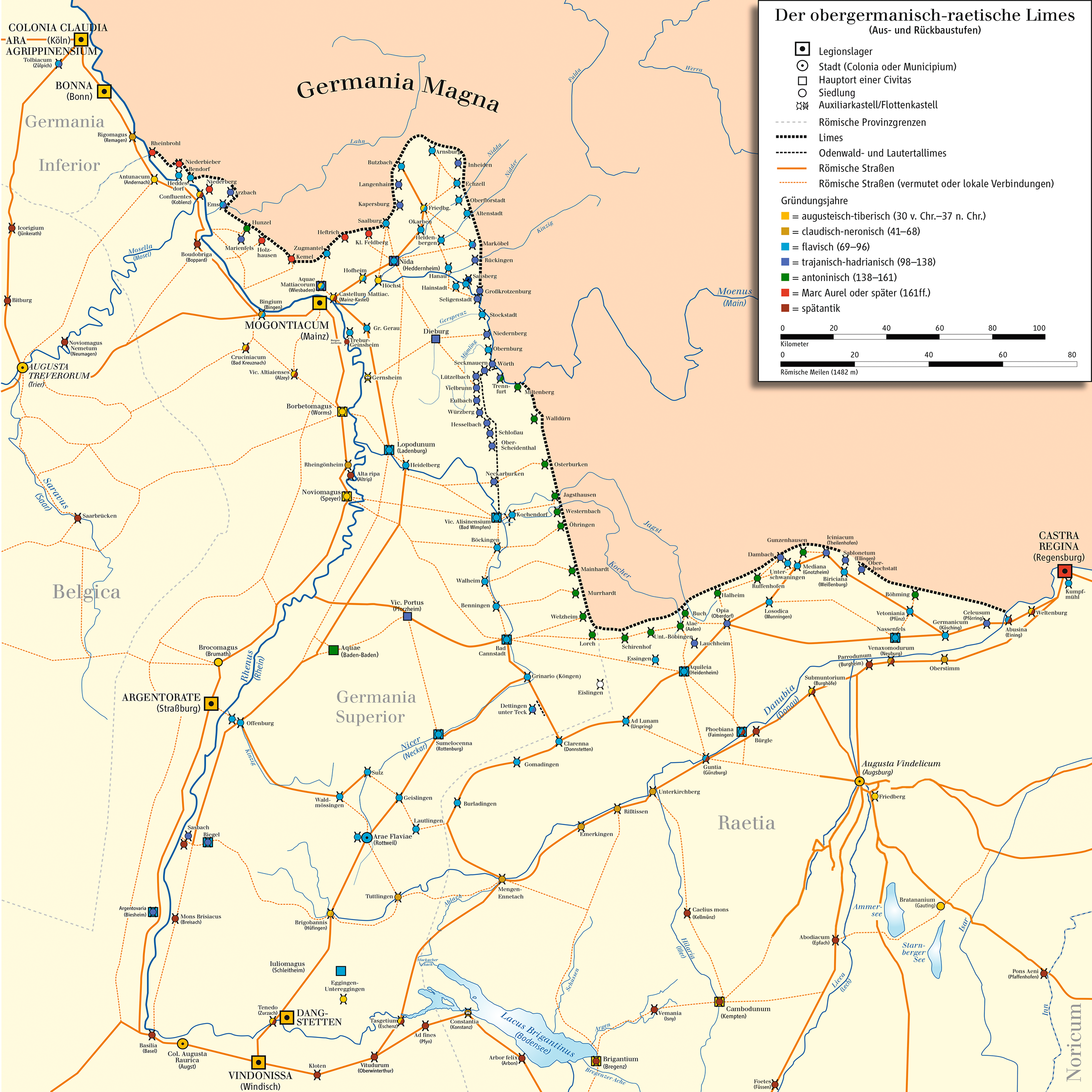
Tracé du limes en Germanie.
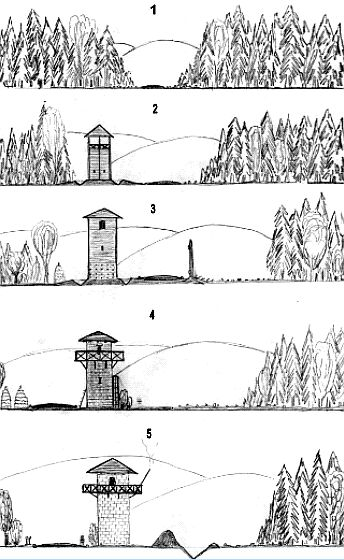
Phases de construction de la ligne défensive du limes.
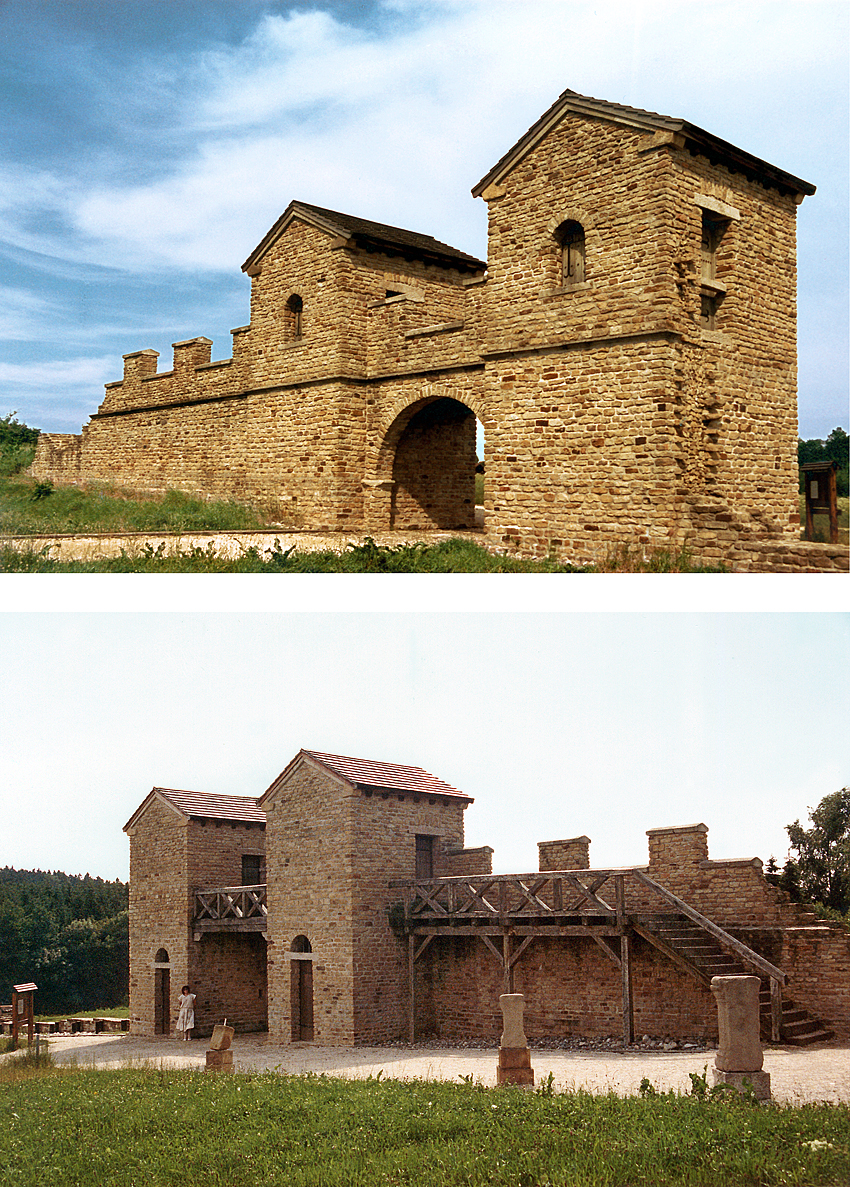
Reproduction de la porte Est (porta praetoria) du castrum de Welzheim.

### Christianisation des Alamans et fondation de l'abbaye d'Ellwangen

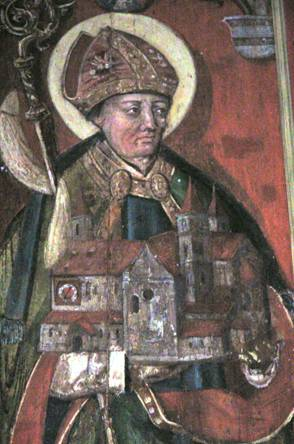
Saint Hérulphe de Langres portant l'église collégiale Saint-Vith de l'abbaye d'Ellwangen.

À l'instar de nombreux autres sites ecclésiastiques majeurs du début du haut Moyen Âge, le processus de christianisation progressif s'est également enclenché avec le peuplement du piémont du Jura souabe oriental par les Alamans initialement païens et s'est concrétisé par la fondation du monastère d'Ellwangen en 764 dans la forêt Virngrund au sud-est des monts de Souabe et Franconie dans sa partie souabe.
Le royaume alaman indépendant qui existait encore au Ve siècle n'arrive pas à se pérenniser à cause des multiples défaites contre les Francs de Clovis. L'un des plus grands cimetières alamans jamais fouillés en Europe à Lauchheim révèle une adoption progressive des mœurs franques et une introduction de symboles chrétiens dans des pratiques cultuelles encore germaniques. Les Alamans ont longtemps nourri des sentiments anti-francs, mais avec la création de ce monastère par l'abbé Hérulphe, 31e évêque de Langres, un Alaman ayant fait serment d'allégeance au roi franc, l'église institutionnelle franque a réussi son extension grâce à un travail pastoral et missionnaire fort. Le diplôme de protection du monastère d'Ellwangen par l'empereur Louis le Pieux, daté de 814, en faveur de Hérulphe, est le plus ancien conservé au Bade-Wurtemberg, aux archives d'État à Stuttgart.
Ellwangen est aujourd'hui une ville jumelée avec Langres.

### Seigneuries de la partie occidentale du massif

#### Le ganerbinat du château de Maienfels

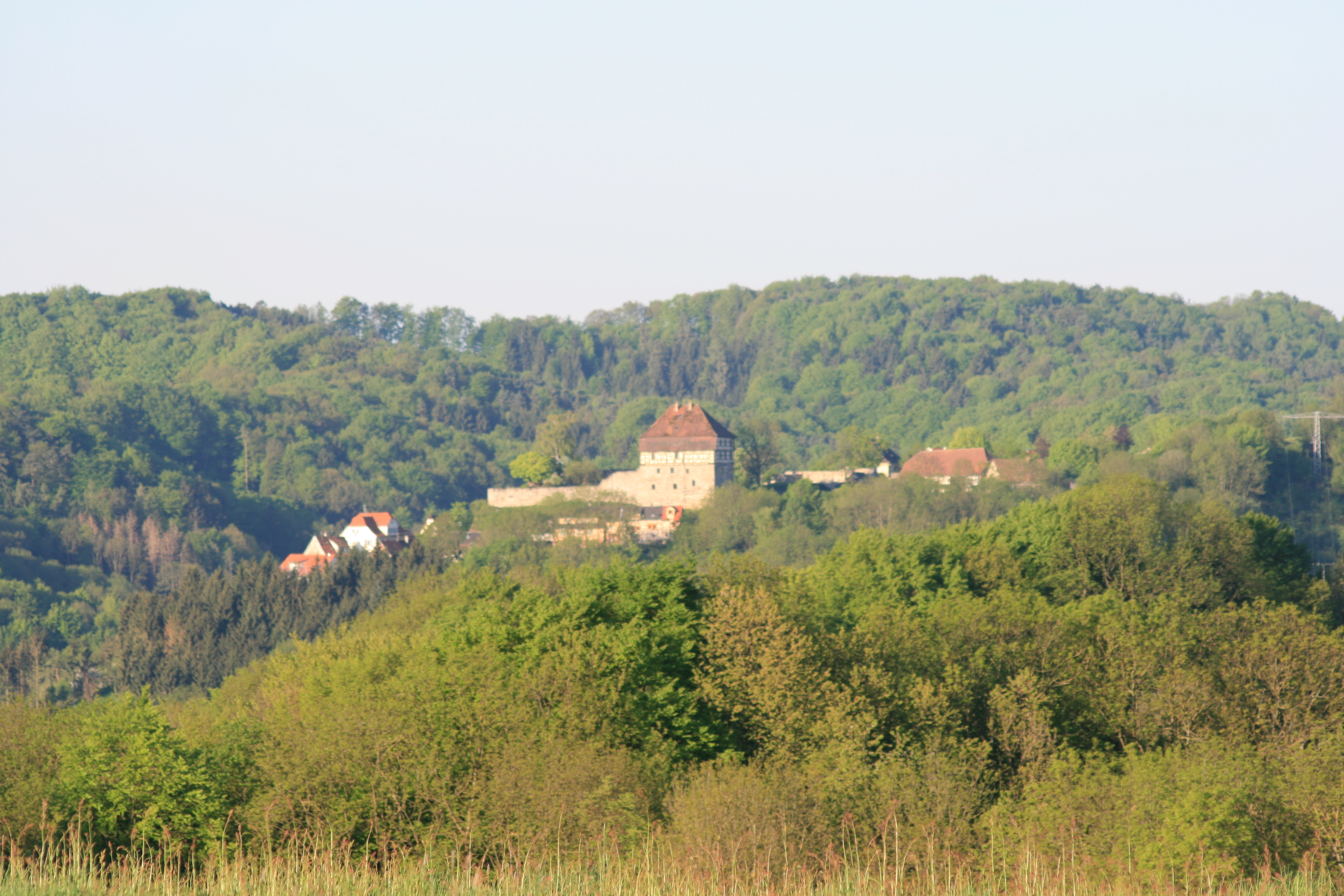
Maienfels2008

Dans la partie occidentale des monts de Souabe et Franconie se trouve le château de Maienfels, un château-fort aménagé à plusieurs reprises sur un éperon rocheux qui illustre l'histoire féodale de cette région très morcelée à l'époque médiévale entre les différents seigneurs, les villes d'Empire et les prélats ecclésiastiques qui se sont souvent fait la guerre pour le contrôle de la voie de communication qui traverse le massif. En 1246, le château de Maienfels forme un ganerbinat et un fief féminin des familles de petite noblesse, les seigneurs von Urbach, von Venningen, von Sickingen et von Weiler. Ils furent traditionnellement les ennemis héréditaires des villes d’Empire libres, Heilbronn et Schwäbisch Hall reliées par la route du sel qui traverse la partie occidentale de la forêt souabe-franconienne à proximité immédiate du château de Maienfels. En 1441, ce sont les villes d’Empire qui gagnent dans ce conflit d'influence permanent: ils font saper une partie du château.
Les familles Schott von Schottenstein, Rauch von Winnenden, von Gültlingen, von Remchingen, von Freyberg und von Vellberg reconstruisent le château qu’ils donnent en fief au comte palatin en 1464 pour profiter de sa protection contre les troupes des villes impériales. Les six familles habitent dans le château, par conséquent il fut agrandi. En 1504, c’est Ulrich VI de Wurtemberg qui envahit le château et en fait un fief wurtembergois. Par le fief féminin, la maison des von Gemmingen entre dans le ganerbinat pour deux tiers grâce à des mariages avec des femmes ayants droit à Maienfels. Le dernier tiers appartenait encore aux von Weiler, mais il passa finalement aux von Gemmingen au XVIIIe siècle.
La branche cadette Gemmingen-Maienfels s’éteignit par manque de descendance mâle en 1799 et la branche Gemmingen-Hornberg en hérita sans y habiter. En 1930, après de gros travaux de restauration, Hans Dieter von Gemmingen et sa femme Martha emménagent dans le château. Il reste dans la famille jusque Udo von Gemmingen, châtelain de Maienfels aujourd’hui. En 1997, il crée la Fondation Château Maienfels pour financer l’entretien de l’édifice.

#### Seigneurie de Gleichen

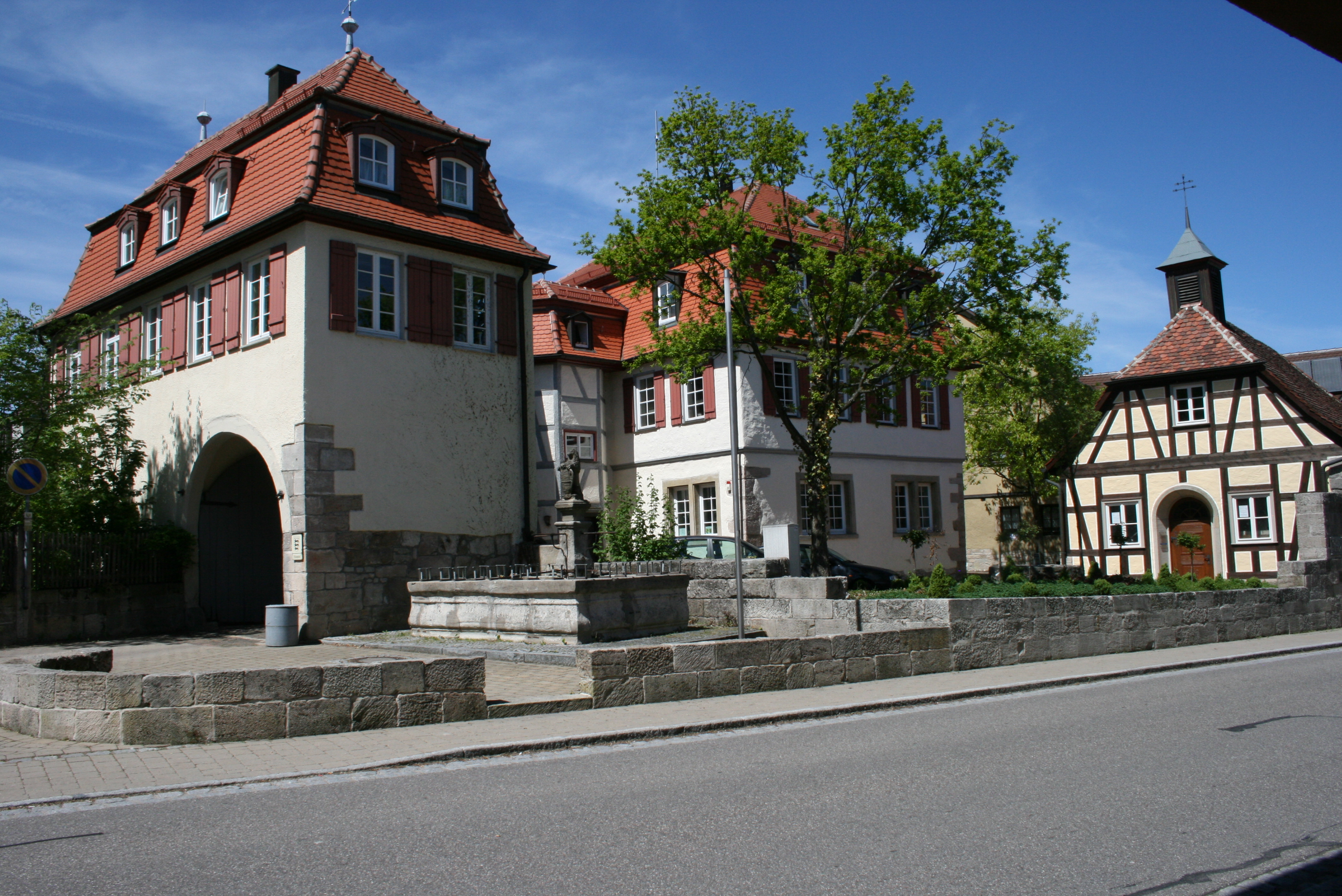
Manoir de Mainhardt, siège d'une subdivision des seigneurs Hohenlohe-Bartenstein.

Quelques manants et serfs à l’ouest du massif souabe-franconien ont vécu sous l’autorité brève d’une petite seigneurie dans la forêt de Mainhardt au-dessus de la vallée de la Brettach non loin du château de Maienfels. À cette époque, les agglomérations de Pfedelbach et de Mainhardt appartenaient en effet à la seigneurie de Gleichen qui s’est constituée autour d’un château-fort érigé au XIIe siècle. Elle fut rapidement intégrée comme fief à des territoires plus puissants. Le roi Conrad II le Salique fit don de la forêt autour de Mainhardt à l’évêque de Wurtzbourg en 1027. Le fief passa ensuite dans les maisons des comtes Schenken de Limpurg et 1274 la « villa de Mainhardt » fut cédée au roi Rodolphe Ier de Habsbourg qui la confia à un ministériel impérial. La seigneurie de Gleichen comportant le château et le hameau appartenait par conséquent directement à l’empire. Le roi Rodolphe Ier la céda à son fils illégitime Albrecht de Schenkenberg, fondateur de la ligne des comtes de Löwenstein. Gleichen et les dépendances Pfedelbach et Mainhardt passent sous le contrôle des comtes de Löwenstein. Le roi Albrecht échangea Mainhardt avec les comtes de Löwenstein qui la mirent en gage en 1380 avec le château aux seigneurs de Weinsberg voisins dans la plaine. En 1416, les comtes de Hohenlohe lèvent la mise en gage. Pfedelbach qui n’est pas dans la partie montagneuse est remise en gage à plusieurs reprises auprès de nombreuses familles nobles pour faire face aux difficultés financières des comtes de Löwenstein. Le comte, Albrecht de Hohenlohe, fit l’acquisition de la seigneurie de Gleichen en 1416 ; elle reste jusqu’en 1806 possession des princes de Hohenlohe-Bartenstein.

#### Commanderie des Hospitaliers de Schwäbisch Hall-Affaltrach

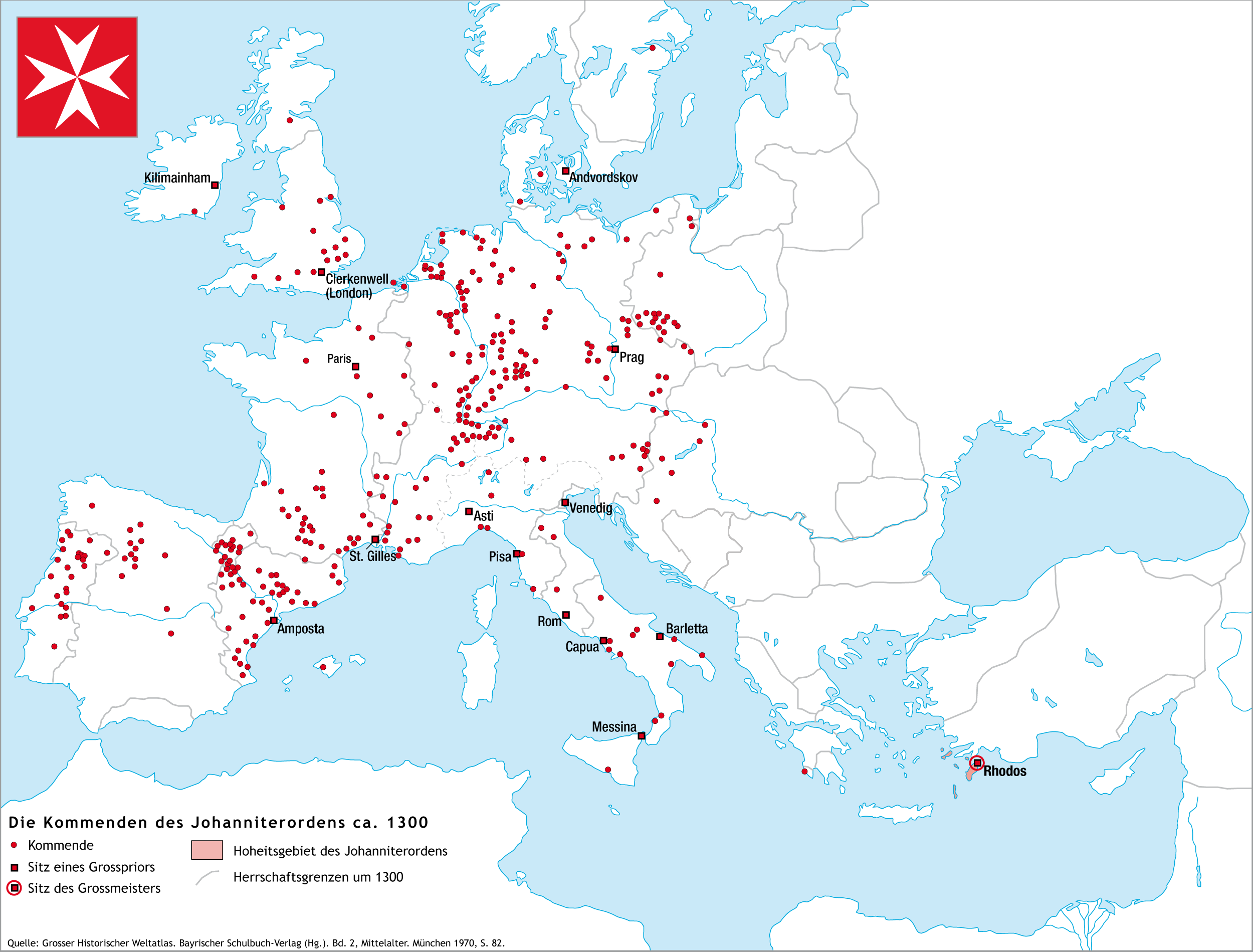
Commanderies des Hospitaliers vers 1300.

La commanderie hospitalière de Schwäbisch Hall avait sa maison-mère à Affaltrach sur la rive gauche du Kocher en face de la ville libre d’Empire halloise et plusieurs maisons (domi) et terrains dans les monts de Souabe et Franconie (partie franconienne). Il s’agissait de terres de rapport, sources de revenus pour gérer les activités de la commanderie. La commanderie elle-même avait une chapelle et gérait un hôpital pour Schwäbisch Hall en 1228. Cette chapelle des Hospitaliers de Saint-Jean de Jérusalem héberge aujourd’hui le musée de la fondation Würth consacré aux anciens maîtres de la peinture médiévale.
C’est en 1185 qu’est créée la première commanderie dans le Sud-Ouest de l’Allemagne à Heimbach dans le Palatinat. La seconde sera à Schwäbisch Hall avant 1200. Les autres commanderies suivront jusqu’au XVe siècle.
Les commanderies dépendent du grand prieuré d’Allemagne qui eut son siège à Fribourg-en-Brisgau à partir de 1428, puis à Heitersheim à partir de 1505. À partir de 1548, le grand prieuré d’Allemagne est élevé au rang de principauté ecclésiastique d’Empire. Les maisons et les territoires enclavés dans les monts de Souabe et Franconie appartenant à la commanderie d’Affaltrach créée en 1278 ont leur souverain plus au sud à Heitersheim. Le grand prieur siègera à la diète d’Empire sur le banc des prélats et dans le conseil des princes d’Empire. L’un des plus célèbres fut le chevalier et prince George Schilling von Cannstatt, originaire de Souabe, membre de la langue d'Allemagne car il connut encore les deux phases majeures de l’histoire de l’Ordre des Hospitaliers à Rhodes et Malte avant de rentrer à Heitersheim en 1546 pour succéder à Johann de Hattstein. L’empereur l’élève à la dignité de prince du Saint-Empire en 1548 ainsi que ses successeurs au grand priorat. Les Hospitaliers passent pour être de fervents défenseurs de la foi catholique de sorte que l’empereur a besoin d’eux à la diète impériale. Dans les monts de Souabe et Franconie, les Hospitaliers et l’abbaye d’Ellwangen sont les deux remparts catholiques face à des seigneuries qui passent majoritairement au protestantisme au XVIe siècle, notamment dans la partie franconienne, mais aussi dans le Wurtemberg traditionnellement protestant. Son successeur est son neveu, George Bombastus de Hohenheim, qui fut élevé à la cour de l’empereur Maximilien. Il fut d’abord commandeur de la commanderie de Dorlisheim en Alsace en 1549, puis grand bailli de l’Ordre à Malte où il dirige les travaux du fort Saint-Elme dont il deviendra le gouverneur. Il est cité et a signé les registres de présence de matricule d'Empire où il est parfois assisté du juriste et chancelier épiscopal strasbourgeois, Christophe Welsinger au service de nombreux prélats catholiques à la diète impériale.
La commanderie percevait la dîme et autres taxes dans les terres qu’elle possédait en totalité ou en partie. Ceci pouvait conduire à des conflits avec les seigneuries voisines ou copropriétaires pour cause de fraude fiscale. De même, grâce aux comptes rendus des cours de justice, on sait que les Hospitaliers et la ville libre d’Empire Schwäbisch Hall se disputaient la possession régalienne des biens et serfs dans certaines enclaves du massif souabe-franconien. C’est le cas à Gailsbach (commune de Mainhardt aujourd'hui) pour laquelle les Hospitaliers demandent l’arbitrage de la Chambre impériale.
Les litiges concernent également les taxes perçues aux maisons de Gailenkirchen et Gliemenhof qui appartenaient aux Hohenlohe-Waldenburg au pied des monts de Waldenbourg au nord du massif souabe-franconien. L’annexe de Gottwollshausen, encore dans la plaine de Schwäbisch Hall, est la seule qui appartenait en totalité aux Hospitaliers de Saint-Jean de Jérusalem.
Pour la partie du massif montagneux, les Hospitaliers faisaient vivre des familles de paysans, libres ou serfs, ainsi que des artisans qui pouvaient être au service de la commanderie de manière provisoire ou permanente. Dans la Forêt souabe-franconienne, les travaux d’essartage réalisés par la commanderie ont joué un rôle non négligeable dans la colonisation de cette région au Moyen Âge. Les conflits de voisinage avec les maires, prévôts et châtelains étaient inévitables puisque tous les fermiers, artisans et forestiers se côtoyaient par la force des choses, notamment à Gailsbach enclavé dans le territoire de Mainhardt.

#### Émergence de trois grands territoires principaux

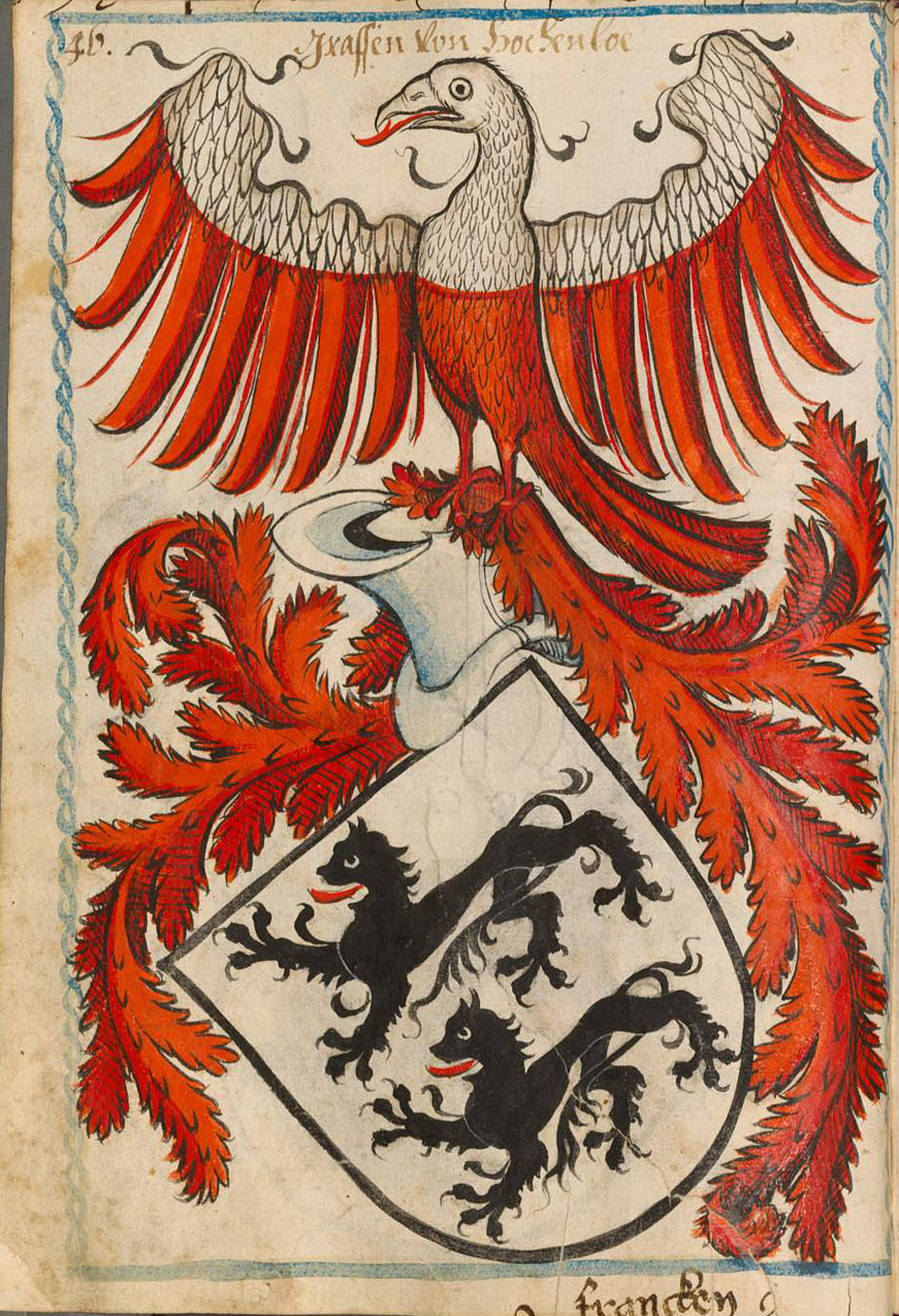
Armes de la maison de Hohenlohe dans l'armorial de Scheibler.

Depuis le milieu du XIe siècle, les premiers châteaux sur les sommets et rochers sont érigés comme le Combourg, Kirchberg ou Lobenhausen, Vellberg, Bielriet, Burleswagen et Oberrot. Les premiers territoires seigneuriaux se créent autour de ces petits centres de décision percevant taxes et rendant justice.
Au XIIIe siècle, les comtes échansons von Schüpf, originaires de Lauda-Königshofen dans le Taubergrund, s’installent dans le château de Oberlimpurg. Les Limpurg et la noblesse urbaine de Schwäbisch Hall sont de même rang social puisqu’ils sont issus de la petite noblesse qui fournit les ministériels aux souverains staufiens. Les comtes de Limpurg jouèrent un rôle majeur dans l’entourage de l’empereur Frédéric Barberousse et le roi de Germanie Heinrich VI, son fils et successeur sur le trône impérial. Dans le conflit qui éclatera entre père et fils, les Limpurg prirent le parti du fils alors que les Hohenlohe furent du côté de l'empereur. Comme c’est l'empereur qui gagna, les Limpurg tombèrent en disgrâce et les Hohenlohe assurèrent leurs possessions au nord jusque Langenburg.
Forts de cette ascension sociale dans les sphères de décision, les Limpurg tentèrent aussi au début de s’emparer de la ville libre d'Empire Schwäbisch Hall à partir de 1254. Après plusieurs conflits successifs où la ville libre put repousser l’assaillant, l’arbitrage de Vienne de 1280 met fin à la querelle permanente. Depuis cet arbitrage, trois seigneurs principaux se partagent pour des siècles le territoire de transition entre la Souabe et la Franconie : les Limpurg, les Hohenlohe et la ville libre de Hall. Ce sont les mêmes territoires qui, un demi-millénaire plus tard, feront l'objet d'un démantèlement au profit du Wurtemberg dans le processus de sécularisation et de réforme territoriale de 1802 à 1806.

#### Schwäbisch Hall et Comburg

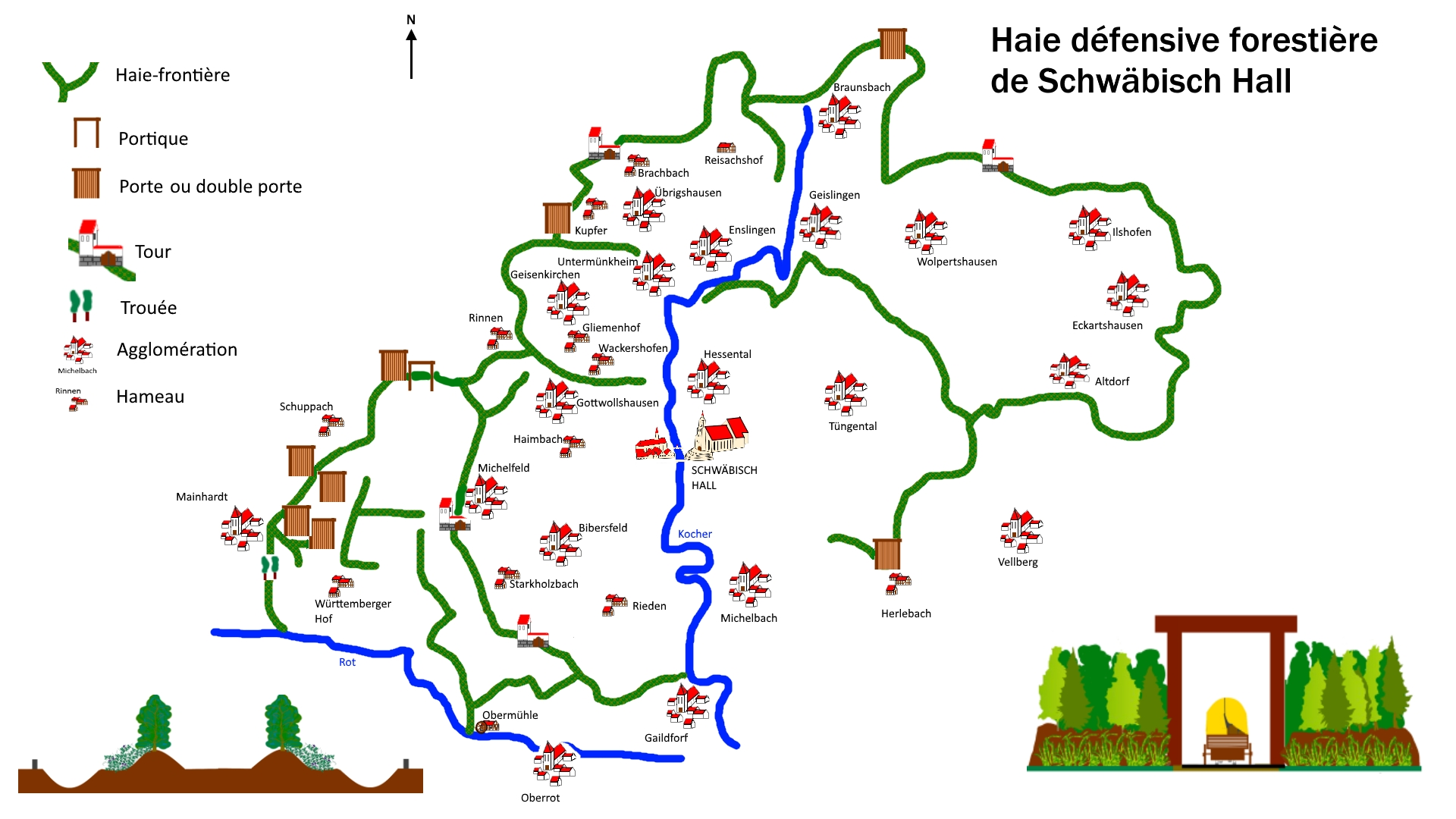
Haie défensive forestière de la ville libre d'Empire Schwäbisch Hall.

Les monts de Souabe et Franconie sont touchés sur le flanc occidental à l’ouest du Kocher par l’ancienne haie-frontière ou haie défensive forestière de la ville libre d'Empire de Schwäbisch Hall, ce qui n’est pas étonnant puisque ces moyennes montagnes se caractérisent d’abord par leur vocation frontalière. Le magistrat hallois devait matérialiser sur le terrain les limites du territoire souverain de la cité impériale : à l’ouest dans la forêt de Mainhardt, la haie défensive la sépare des seigneuries de Hohenlohe et au sud, dans la forêt de Murrhardt, la haie indique le passage vers les terres des Limpurg ou des Wurtemberg. Le reste de la frontière verte est en plaine vers le nord et l’est en direction de la ville impériale libre Rothenburg ob der Tauber dotée elle aussi d’une haie forestière défensive.
La commune de Mainhardt lui consacre une page sur son site officiel pour décrire les différentes actions réalisées la reconstitution partielle de la haie défensive avec des panneaux informatifs, des statues de bois représentant les brigands locaux qui passent par les trouées de la haie. La population locale peut mieux visualiser à quoi à ressembler cette frontière historique insolite par des images de synthèse car les traces sur le terrain ne sont plus visibles à l’œil nu.
La haie défensive avait une longueur d’environ 200 km. Plutôt rares en Allemagne et Europe occidentale, les haies-frontières étaient plus répandues en Europe centrale comme en Pologne ou en Hongrie. Elle comportait des tours de guet, des portiques et portes sur toute la circonférence de la frontière végétale. Sécurisée par des abattis, des fossés et des passages obligés, la haie était parfois gardée par des fortins. En taillant et entretenant les arbres de telle sorte qu’ils poussent plutôt en largeur et bien resserrés, les ronces et les buissons épineux pouvaient pousser dans les petits intervalles restants et engendrer des haies semblables à des murs difficilement franchissables sans provoquer de dégâts aux chevaux ou aux hommes qui restent coincés dans l’enchevêtrement de branchages et d’épines. Au cas où une personne arrive à passer le premier abattis, il en existe un second douze mètres après le premier, ce qui permet aux défenseurs d’agir pendant que l’intrus tente de se démêler de la première, puis de la deuxième haie.
Pour traverser la haie forestière, les marchands itinérants, les voyageurs et les troupes pouvaient passer soit un portique simple (3,5 m de hauteur et 4,5 m de largeur), soit par des portes fermées avec bâtiment annexe pour les gardes. Des trouées étaient volontairement réalisées dans la haie pour que les paysans frontaliers de la partie montagneuse puissent se rendre dans leurs champs situés de l’autre côté.

#### Parcours du chemin jacquaire dans le massif

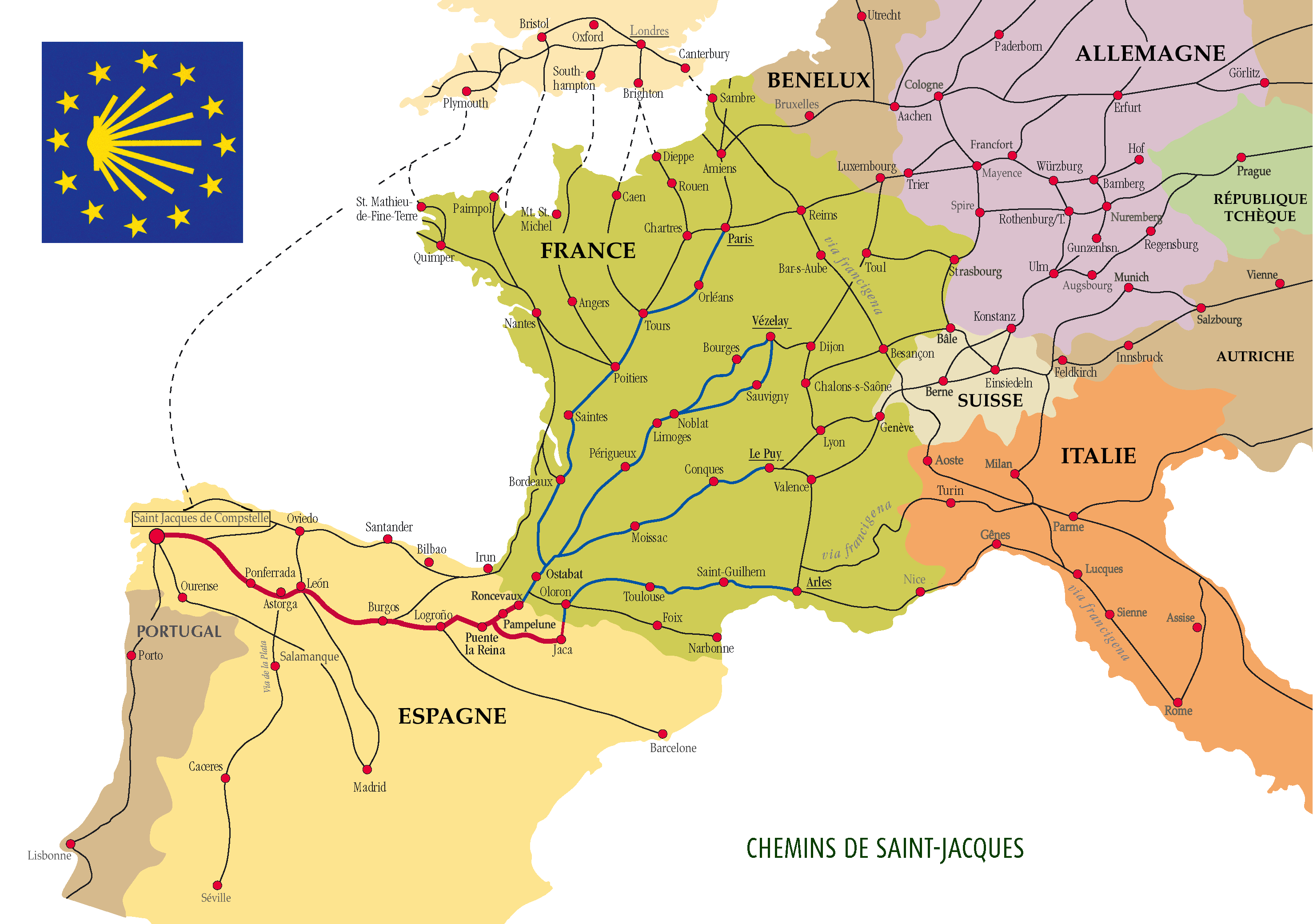
Chemins de Saint-Jacques-de Compostelle en Europe. Les monts de Souabe et Franconie sont sur la carte entre Rothenburg et Ulm.

Les pèlerins de Saint-Jacques-de-Compostelle venant du Nord de l’Allemagne arrivaient dans la sphère souabe-franconienne par Wurtzbourg ou Rothenburg ob der Tauber. Ils poursuivaient soit :
- par le chemin supérieur (« Hohe Straße ») en poursuivant vers Spire à l’ouest, puis Strasbourg, Toul, Dijon et se rassemblaient avec les autres pèlerins au sanctuaire de Vézelay pour parcourir la Via Lemovicensis ;
- par le sud en prenant le chemin de pèlerinage médiéval de l’abbaye territoriale d'Einsiedeln en Suisse, importante station du Pèlerinage de Saint-Jacques-de-Compostelle dans le bassin germanophone. Cette voie conduit à la via Podiensis qui démarre au Puy-en-Velay.

C’est le second chemin jacquaire qui traverse les monts de Souabe et Franconie en partant de l’ancienne ville épiscopale princière jusque Constance.

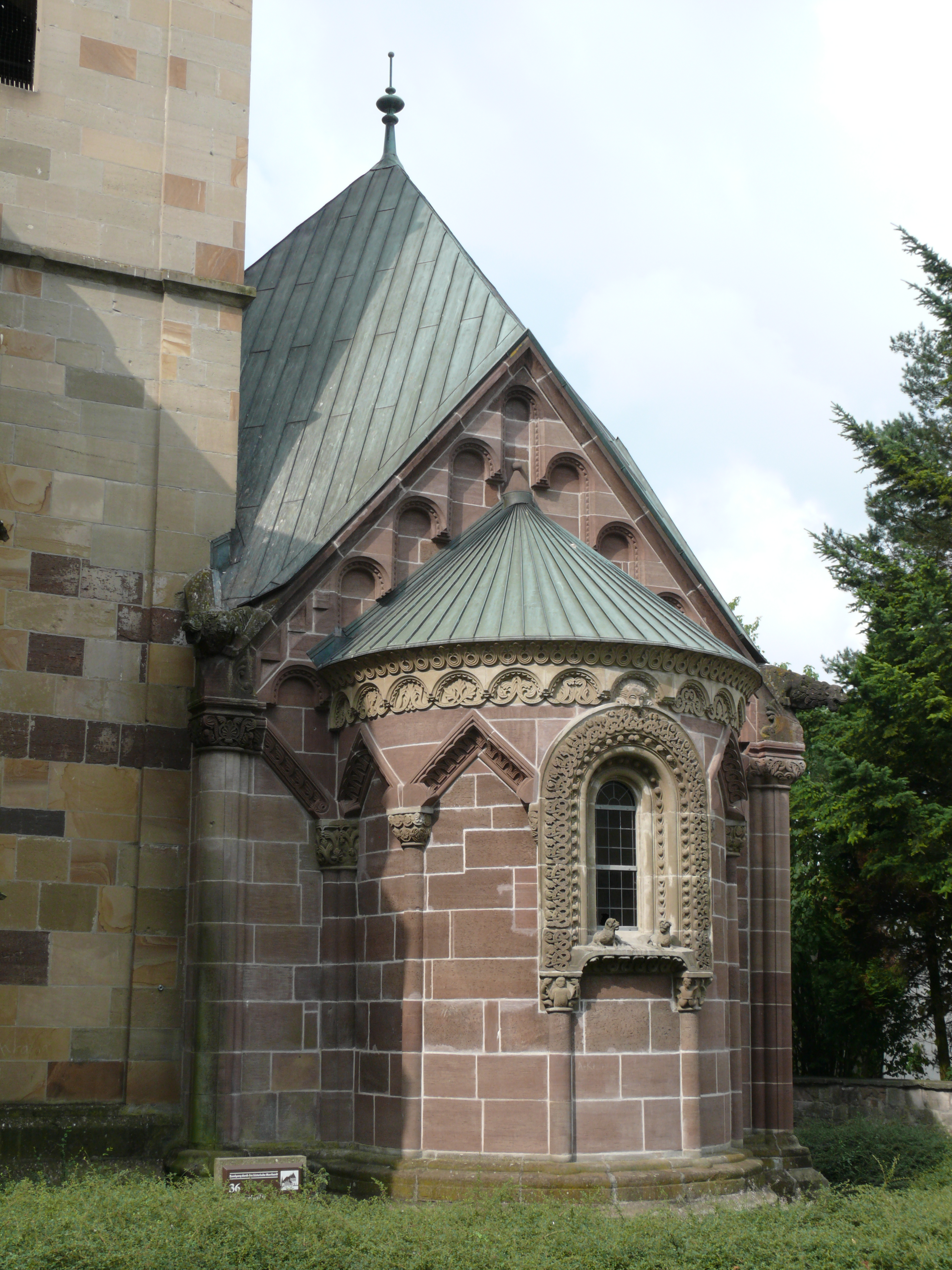
Chapelle romane, église Walterich de Murrhardt..

Il fallait compter environ sept stations entre Rothenburg et Esslingen en Souabe. Une seule est dans les monts de Souabe et Franconie, partie occidentale : Murrhardt. La traversée du massif se faisait difficilement en une fois en démarrant à Schwäbisch Hall pour se rendre à Oppenweiler ou Winnenden, la distance est de 53 km pour le prochain gîte. Donc l’étape de Murrhardt, à 23 km de Schwäbisch Hall, était souvent nécessaire. Le dénivelé est environ de 250 m et on met aujourd’hui environ cinq heures de marche entre les deux étapes.
La ville-étape de Schwäbisch Hall était importante puisqu’il y avait un hôpital pour les pèlerins et plusieurs couvents dont l’ancien monastère franciscain et l’église Saint-Jacques en plein centre-ville qui ont entièrement brûlé pendant le grand incendie de la ville au XVIIIe siècle. Un accueil jacquaire se trouvait également dans la ruelle Gelbinger Gasse. Dans l’église Saint-Michel actuelle, une peinture représente un pèlerin de Saint-Jacques avec une cape rouge vif qui est en train de monter un chemin dans une moyenne montagne boisée avec la plaine derrière lui en arrière-plan. Le titre latin Patriarcha Iacobus Vita Christianorum Peregrinatio avec un renvoi à la genèse, chapitre 47 vers 9 indique clairement qu’il s’agit du pèlerinage de Saint-Jacques.

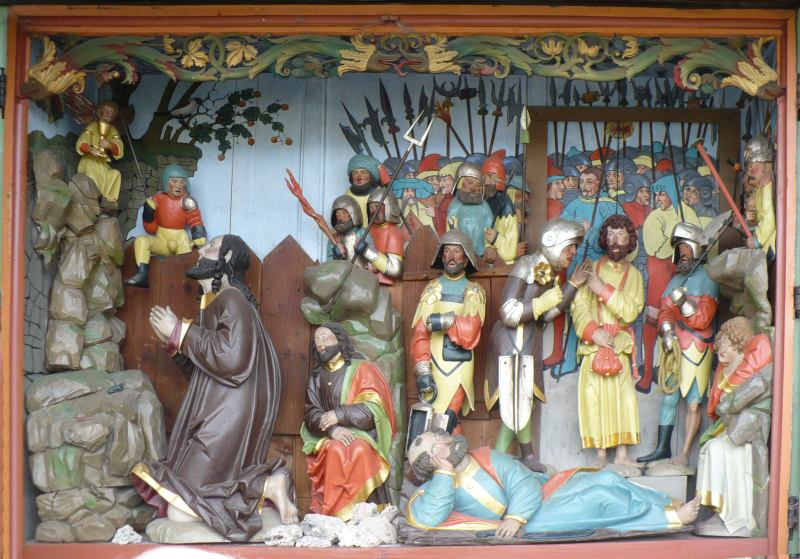
Le Mont des Oliviers, autel sculpté à l'église Walterich de Murrhardt, pour pèlerins jacquaires et la procession pascale, 1512.

Pour traverser les monts de Souabe et Franconie depuis la plaine halloise, il faut traverser le Kocher, puis la Bibers. L’ascension des côtes de keuper commencent après Uttenhofen (aujourd’hui annexe de Schwäbisch Hall-Rosengarten vers Oberrot. Il faut descendre dans la vallée de la Rot puis remonter la forêt de Murrhardt en passant à côté du Flinsberg (535 m). Murrhardt fut longtemps siège d’une prélature territoriale dans le duché de Wurtemberg avec un monastère très ancien datant de l’époque des pippinides sous l'autorité d'un abbé. La paroisse et la communauté monacale de Murrhardt accueillaient et offraient le gîte aux pèlerins. Son église comporte une partie romane ancienne. La particularité de cette église se situe peut-être davantage à l'extérieur sur la façade nord de la tour du chœur où se trouve dans une niche l'autel Mont des Oliviers sculpté exprès pour les pèlerins de Saint-Jacques qui ne pouvaient pas entrer dans une église trop petite pour se recueillir. Il s'agit d'un bas-relief en bois peint dont l'exécution est estimée à l'année 1510. À côté de Jésus priant à genoux, le pèlerin aperçoit assis à côté de lui saint Jacques vêtu d'une tunique brune et verte. La curiosité de l'église et de son autel réside dans le fait qu'une tradition locale se perpétue depuis des siècles dans la région sous la forme d'une procession aux flambeaux annuelle vers la tombe de Walterich dans la nuit du Jeudi saint au Vendredi saint dans une région qui est pourtant protestante luthérienne. Les pèlerins et les organisateurs mettent en avant non pas la vénération du saint en particulier mais l'esprit pascal et l'atmosphère de la Passion que la procession engendre.
Aujourd'hui, il est toujours possible de faire le pèlerinage jacquaire avec une structure d'accueil mise en place par les différents acteurs cultuels et culturels locaux. Quatre gîtes-étapes délivrent le tampon pour la crédential (carnet du pèlerin) : l'église Saint-Michel à Schwäbisch Hall, l'église mariale de Rosengarten-Rieden, le moulin Ebersberger à Oberrot et le centre du parc naturel à Murrhardt. La 6e réédition du dépliant informatif « Chemin de Saint-Jacques de Schwäbisch Hall à Esslingen en passant par le parc naturel de la forêt souabe-franconienne » en 2017 intègre les nouvelles technologies pour les détenteurs de téléphones portables connectés. Sur tout le parcours du chemin, des bornes dotées d'un QR ou d'un numéro de téléphone fournissent des informations complémentaires sur les lieux traversés. L'option de télécharger une application permet également de s'orienter par GPS et d'obtenir des pistes de réflexion sur les sites du parcours.

#### Route du sel et les emplois des montagnards souabes et franconiens

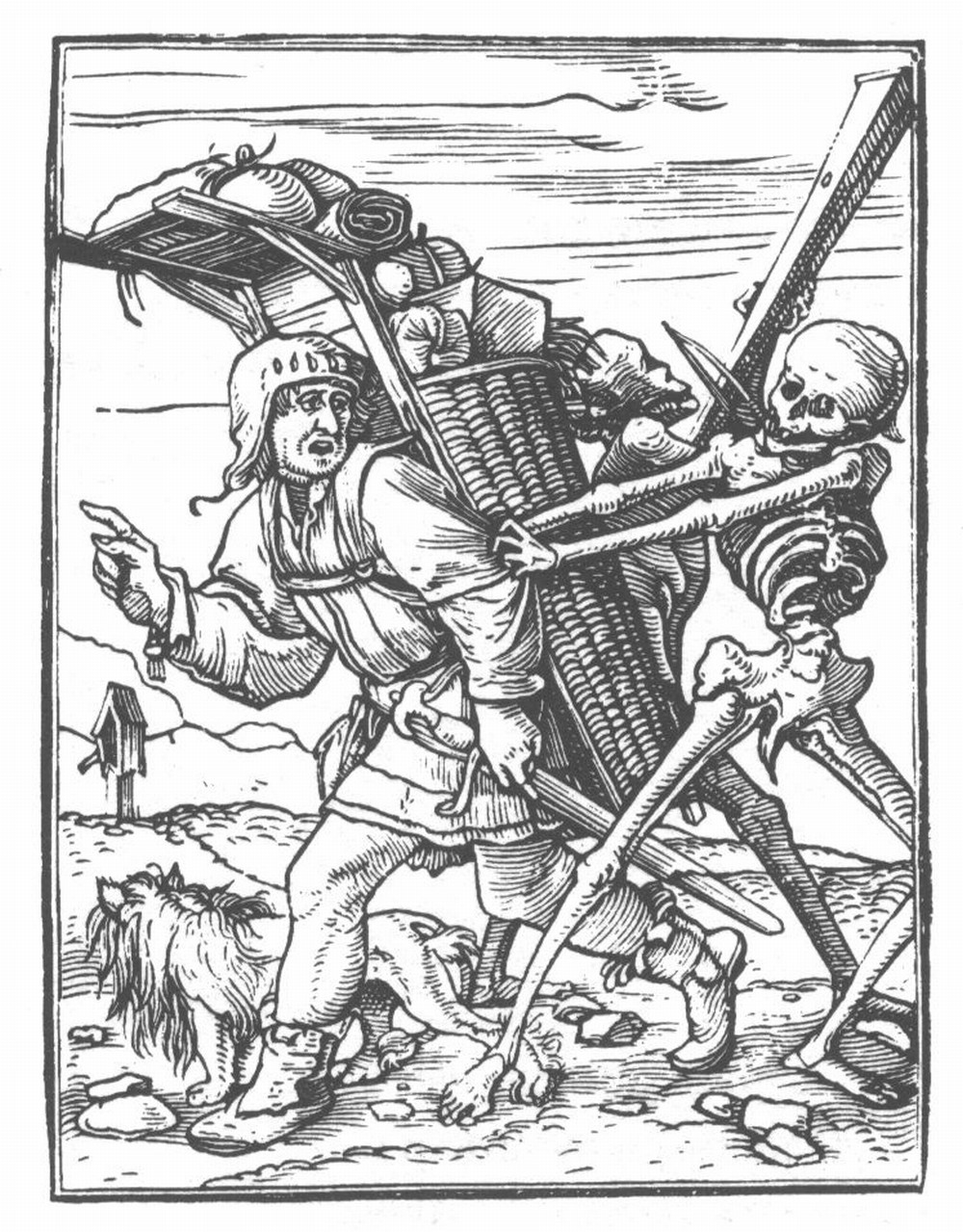
Danse macabre de Hans Holbein le Jeune, no XXXVII : le colporteur. La hotte du porteur en prise avec la Mort est très similaire au Reff utilisé pour le sel en Franconie.

La ville libre d'Empire Schwäbisch Hall, en bordure du massif souabe-franconien, a bâti sa prospérité sur sa saline : elle remonte certes à l’époque celtique et romaine, mais elle a connu son véritable premier essor avec les Hohenstaufen au Moyen Âge ; elle perdure jusqu’au XXe siècle. Située sur le Kocher qui sépare à mi-chemin le massif souabe-franconien, la ville à l’industrie salicole florissante a fourni des emplois indirects aux populations des monts environnants de la partie occidentale.
Au début du XVIIIe siècle, la saline produisait environ 20 000 quintaux par an ; à la fin du même siècle, la production était passée à 65 000 voire 80 000 quintaux. Cette augmentation du rendement s’explique par l’introduction des installations permettant la graduation de la saumure venant compléter la technique classique par ébullition dans la poêle à sel qui ne sera pas abandonnée pour autant. En conséquence, les quantités de sel à transporter ont tellement augmenté que certains fermiers-forestiers des monts environnants y ont vu une source de revenus complémentaires.
Les populations des plaines utilisaient d’ailleurs souvent le sobriquet péjoratif de « Klämmerlesgäu » (le gau des pinces à linge) pour désigner les monts de Souabe et Franconie peu hospitaliers avant l’introduction du confort moderne ; c’est une allusion aux multiples activités annexes que faisaient les montagnards pour survivre, entre autres la fabrication de pinces à linge en bois. Les habitants des hauteurs cherchaient les « petits boulots » ne nécessitant aucune qualification ni aucune appartenance à une confrérie. En dehors des métiers de colporteurs ou marchands itinérants partis pour des semaines, les fermiers des forêts virent avec le développement de la saline halloise l’opportunité de gagner un revenu complémentaire non négligeable car le commerce du sel était très rémunérateur pour de nombreux secteurs économiques d’une région à cette époque.
Traditionnellement, dès le Moyen Âge, le sel était transporté à dos d’hommes avec des hottes, mais aussi parfois sur la tête avec des corbeilles. Les porteurs de sel étaient originaires des monts de Limpurg, d’Ellwangen, de Waldenburg, de Mainhart et de Löwenstein. Ils se procuraient le sel directement auprès des sauniers hallois et le vendaient dans les environs immédiats de leur domicile. Au Moyen Âge, avant l’augmentation de la production annuelle, le transport sur sentier muletier avec des animaux de bât était le plus répandu. Au XVIIIe siècle, les transporteurs de sel utilisent des tombereaux tractés par un cheval. Le sel était chargé à la saline et il était écoulé dans la vallée du Neckar à l’ouest ou dans le Odenwald au nord-ouest. Les transporteurs travaillaient à leur compte. Une fois leur marchandise écoulée, ils revenaient avec des produits de la plaine rhénane pour leurs propres besoins ou pour le compte d’autres négociants de la région.
Quand certaines « factories », nom qu’on donnait autrefois à des comptoirs d’établissements commerciaux, furent créées à Heilbronn et à Neckarsulm, le sel fut essentiellement vendu par des intermédiaires. Du coup, les transporteurs de sel hallois avaient juste à monter et traverser les monts de Mainhardt avec leurs charrettes vers Heilbronn pour liquider leur marchandise en une fois. Parce que la part du sel vendue par les factories du Neckar a diminué progressivement de 90 % à 30 % entre 1702 et 1793,, les grandes quantités à transporter par les manœuvriers, journaliers et petits fermiers des campagnes environnantes ont atteint un tel volume que cette activité est devenue insensiblement un quasi-monopole des populations montagnardes de la forêt de Mainhardt. En 1702, seul un quart des porteurs ou transporteurs de sel, inscrits dans les registres de vente de la saline, provenaient du pays de Mainhardt. Plus de la moitié était originaire de Michelfeld dans la plaine de Hall au pied des premières côtes du massif. En 1794, 89,6 % des transporteurs venaient du pays de Mainhardt actuel avec 60 % pour le village de Bubenorbis et 10 % pour le hameau voisin de Riegenhof. Donc deux tiers des porteurs de sel étaient citoyens hallois. La frontière matérialisée par la haie arborée défensive est juste avant Mainhardt où il fallait passer le portique douanier pour franchir le territoire de la principauté de Hohenlohe-Bartenstein. Plus aucun transporteur ne venait de Michelfeld, donc également des ressortissants hallois, à la fin du XVIIIe siècle.
Le passage de témoin s'est fait en corrélation avec l'amélioration sensible des techniques de production agricoles plus rentables à cette époque. La plaine de Hall est fertile et profite d'un climat d'abri grâce aux monts de Waldenbourg qui prennent une grande partie des précipitations annuelles venant de l'ouest. Les hauts plateaux des monts de Souabe et Franconie sont en revanche recouverts de forêts parce que leur sol gréseux n'est pas propice à l'agriculture. Quelques trouées dans les forêts donnent de maigres revenus aux habitants dispersés qui cumulent les tâches secondaires: fermier-charbonnier, manœuvrier-bûcheron, manœuvrier-colporteur par exemple. Le pasteur de Mainhardt, Johann Ph. E. Comberger, écrit dans un rapport de 1796 que les sources de revenus pour se nourrir dans le pays de Mainhardt sont en premier lieu la forêt, puis le colportage et en troisième position le transport du sel (par charretiers ou hottiers),. Le pasteur précise que « les porteurs de sel ont si peu de biens qu'ils doivent se résoudre à transporter du sel jusque dans les pays rhénans et même jusque dans les terres françaises », c'est-à-dire ici l'Alsace. Environ 300 km séparent l'Alsace de Schwäbisch Hall de sorte que le transporteur franconien a quitté son foyer pour un certain temps laissant sa famille gérer les tâches quotidiennes de la petite exploitation. La manière de décrire cette activité du transport du sel par le pasteur prouve de manière univoque qu'il s'agissait d'un labeur pénible que les fermiers locaux ne souhaitaient faire qu'en dernier recours, faute de ressources suffisantes. Certaines pièces d'archive halloises évoquent une charge de 6 mess sur la hotte, soit environ 98 kg. La hotte brise-dos qu'on nomme localement « Reffe » avait également une tablette au-dessus de la tête pour déposer davantage de charge. Le transport du sel ne rapportait pas forcément le gain espéré aux petits porteurs. Les registres d'inventaire des salines consignent également les dettes que certains transporteurs individuels ont dû contracter chez des gestionnaires de la saline. C'est le cas d'un citoyen de Gailsbach en 1780, Philipp Kircher, donc sujet de la commanderie des hospitaliers de Saint-Jean de Jérusalem, qui devait la somme impressionnante de 164 florins au gestionnaire Bonhöfer de Hall,.

### Fiefs et possessions à l'est du massif

#### Margraviat d’Ansbach
En dehors des abbés, puis de la prévôté princière d’Ellwangen, la partie orientale des monts de Souabe et Franconie (partie franconienne) a partagé pour la partie à l’est de la Jagst dans le massif du Virngrund aux portes de la Frankenhöhe l’histoire du margraviat de Brandebourg-Ansbach, devenu par la suite principauté avec immédiateté impériale dans le Saint-Empire romain germanique. Les margraves étaient issus des maisons de Brandebourg, puis Hohenzollern. Aujourd’hui, Ansbach est situé en Bavière dans le district de Moyenne-Franconie.

#### Ville libre d’Empire Dinkelsbühl

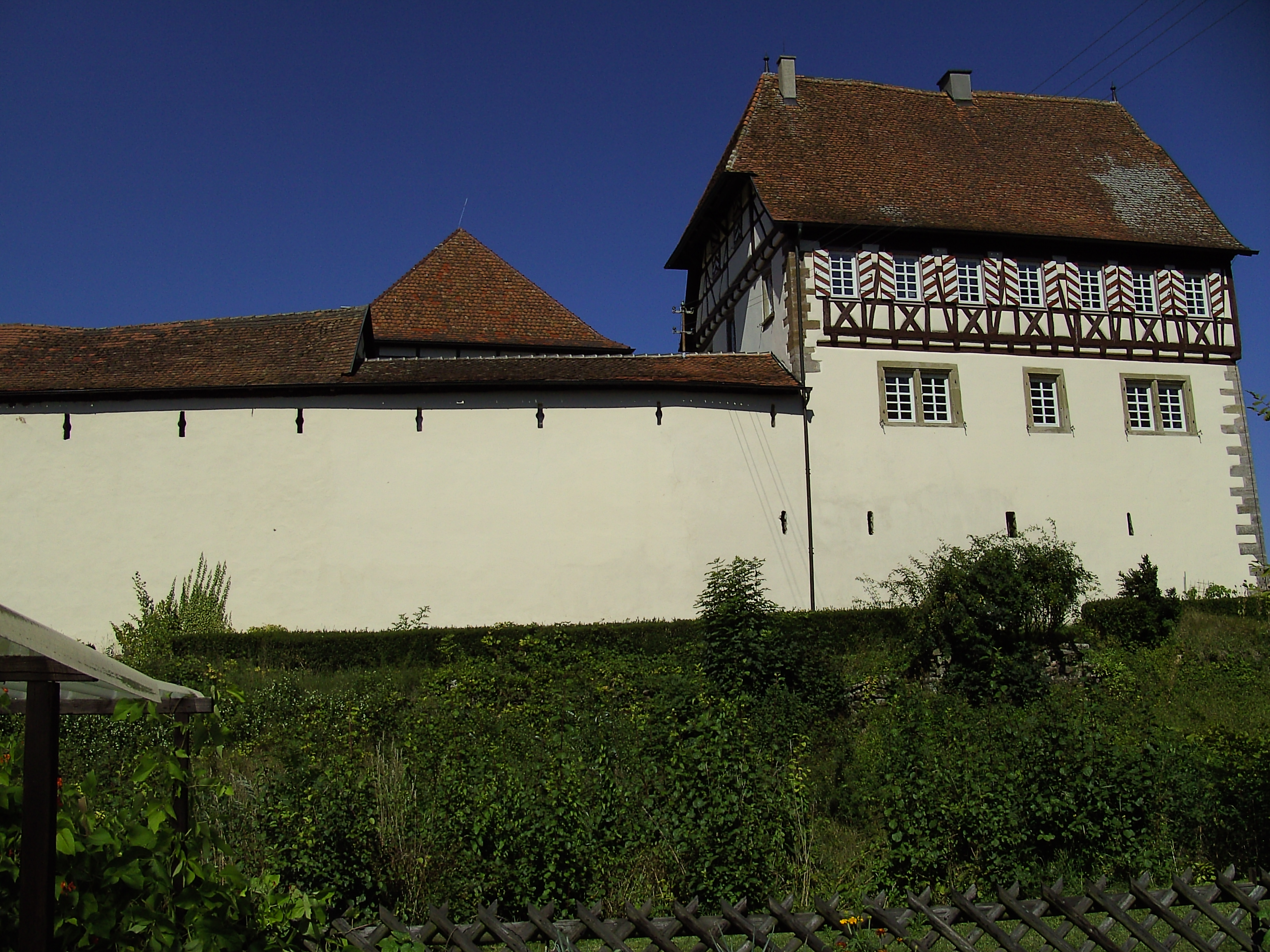
Château de Honhardt, ancien siège des représentants locaux des villes de Dinkelsbühl et Schwäbisch Hall.

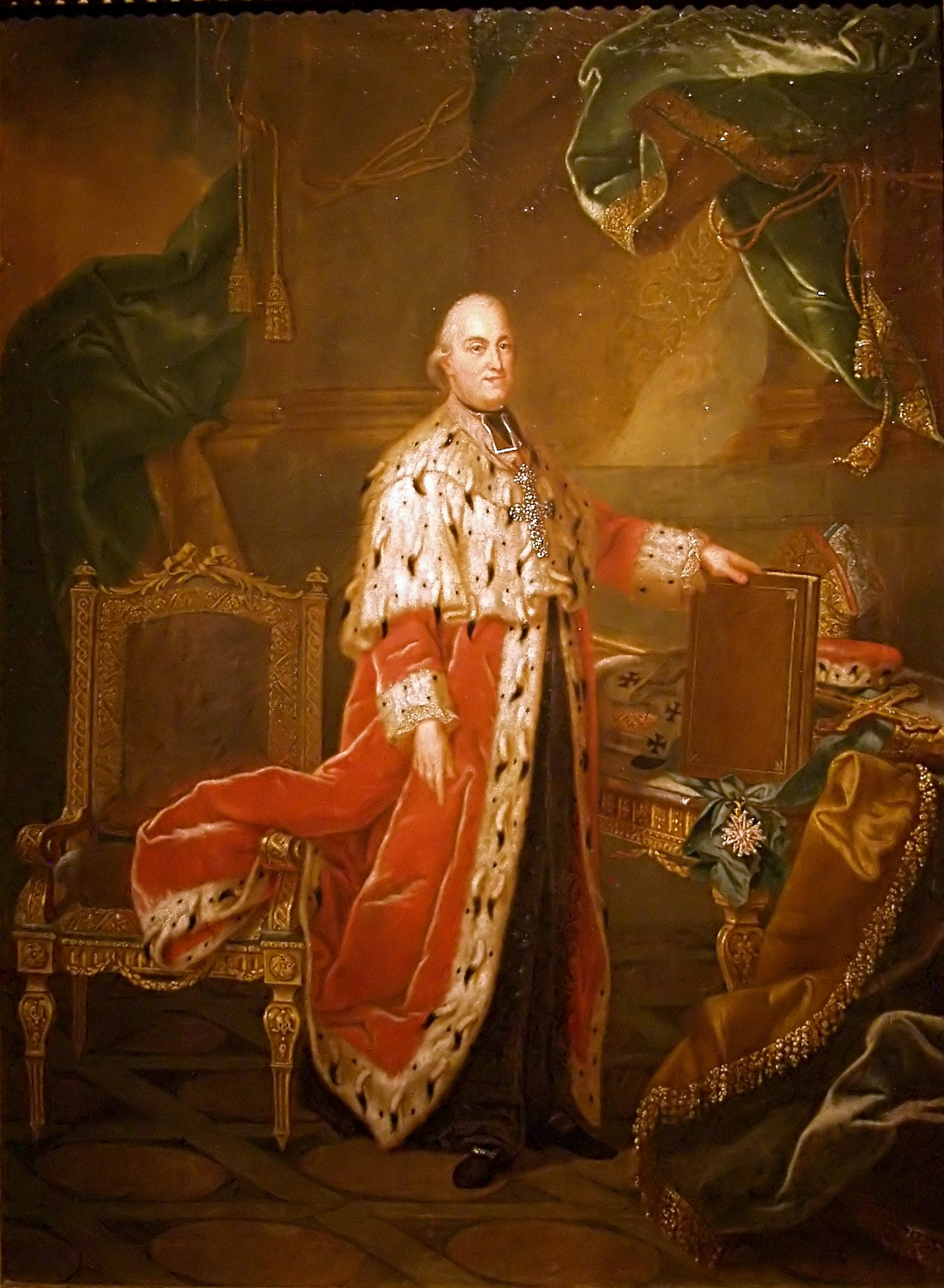
Clément Wenceslas de Saxe, prince-prévôt d’Ellwangen, électeur de Trèves, électeur d'Augsbourg.

Aux confins des monts de Souabe et Franconie à l’est des Ellwanger Berge, deux villes libres d’Empire contrôlaient les territoires très ruraux parsemés de hameaux et lieux-dits autour de scieries, moulins ou métairies : Schwäbisch Hall et Dinkelsbühl, en totalité ou en coseigneurie.
La première est de par sa situation géographique très implantée dans le massif, partie occidentale jusqu’aux terres des Hohenlohe à Mainhardt (mais aujourd’hui dans l’arrondissement de Schwäbisch Hall) ou les possessions des ducs de Wurtemberg. La seconde possède juste quelques fiefs autour de Honhardt.
Dinkelsbühl, aujourd’hui en Bavière, district de Moyenne-Franconie, arrondissement d'Ansbach, est une ville touristique sur la Route romantique en raison de sa vieille ville richement dotée en vieilles maisons à colombage et des vestiges médiévaux qui rappellent son rayonnement politique et économique dans la région. Elle s’est développée grâce à sa position stratégique à la croisée de deux routes commerciales internationales : Hambourg-Augsbourg-Rome et Worms-Prague-Cracovie. Avec les Hohenstaufen au XIIe siècle, elle se fortifie et acquiert son indépendance relative grâce à son statut de ville libre d'Empire acquis en 1274. De plus, la Wörnitz est un affluent du Danube qui permit le commerce et le flottage du bois en trains vers le bassin danubien en direction de l’Europe de l'Est. Le gué où se croisaient les routes commerciales a été protégé et gardé très tôt par une enceinte fortifiée à partir de laquelle s'est développée la cité médiévale. La ville entretenait dès le haut Moyen Âge des relations régulières avec Crailsheim, Nuremberg, Ellwangen, Ulm et Rothenburg ob der Tauber. Les pèlerins en provenance du Nord de l’Allemagne empruntaient également une voie de pèlerinage vers Rome en faisant étape à Dinkelsbühl.
La ville libre se développa et étendit son territoire d’abord aux alentours de la cité, puis en obtenant des coseigneuries dans les régions périphériques dont les monts de Souabe et Franconie, riches en bois de chauffage et de construction. De même, c’est dans ces massifs forestiers à l’habitat très dispersé que travaillaient les charbonniers, les verriers et plus tard les fonderies. Dinkelsbühl devint un petit cité-état avec son propre territoire. À la Diète impériale, Dinkelsbühl était placée dans le banc ou collège des villes souabes. Cette appartenance à la mouvance souabe fut confirmée au moment de la réforme territoriale (1500-1512) de l’empire par son rattachement au cercle de Souabe aux confins nord-est du cercle de Franconie. Dans ce cercle impérial, la ville libre appartenait toujours au banc des villes impériales. Dans l’ordre protocolaire, Dinkelsbühl arrivait en 13e position sur 31 villes représentées par un député ou son plénipotentiaire. Au XVIe siècle, c'est le stettmeister de Dinkelsbühl qui se rend lui-même aux diètes impériales de Worms (1521) de Nuremberg (1522, 1523), accompagné des stettmeister des villes libres d'Augsbourg, Nuremberg, Schwäbisch Hall et Ulm qui se sont associés pour donner plus de poids à leur représentation pendant les délibérations, mais aussi pour éviter les frais importants qu'impliquait l'envoi d'une délégation à la diète impériale qui durait plusieurs jours. Cela se reproduira dans les diètes suivantes pendant tout le XVIe siècle avec d'autres stettmeister et leur secrétaire ou plénipotentiaire respectif.
En 1802, Dinkelsbühl perdit son statut de ville libre d’Empire et fut rattachée à l’électorat de Bavière. En 1804, elle fut intégrée au territoire prussien Ansbach-Bayreuth. En 1806, elle repassa dans le royaume de Bavière. Lorsque la Bavière fut subdivisée en trois districts (Bavière, Franconie, Souabe), Dinkelsbühl fut rattachée à la Franconie centrale bien qu’elle ait été dans les siècles précédents pratiquement toujours dans la sphère d’influence souabe. Les possessions qu’avait la cité impériale dans le massif de Souabe et Franconie sont en revanche passées dans le Wurtemberg, arrondissement de Schwäbisch Hall comme d’autres régions franconiennes du Nord-Wurtemberg. Ce chasser-croiser illustre très bien l’imbroglio de la refonte territoriale initiée par Napoléon avec les souverains qui lui étaient favorables comme les rois de Bavière ; Dinkesbühl de culture souabe se situe aujourd’hui en Franconie bavaroise alors que les hameaux de culture franconienne appartenant à l’ancienne ville impériale comme Oberspeltach, Unterspeltach ou Honhardt sont aujourd’hui dans le land de Bade-Wurtemberg.

#### La prévôté princière d’Ellwangen

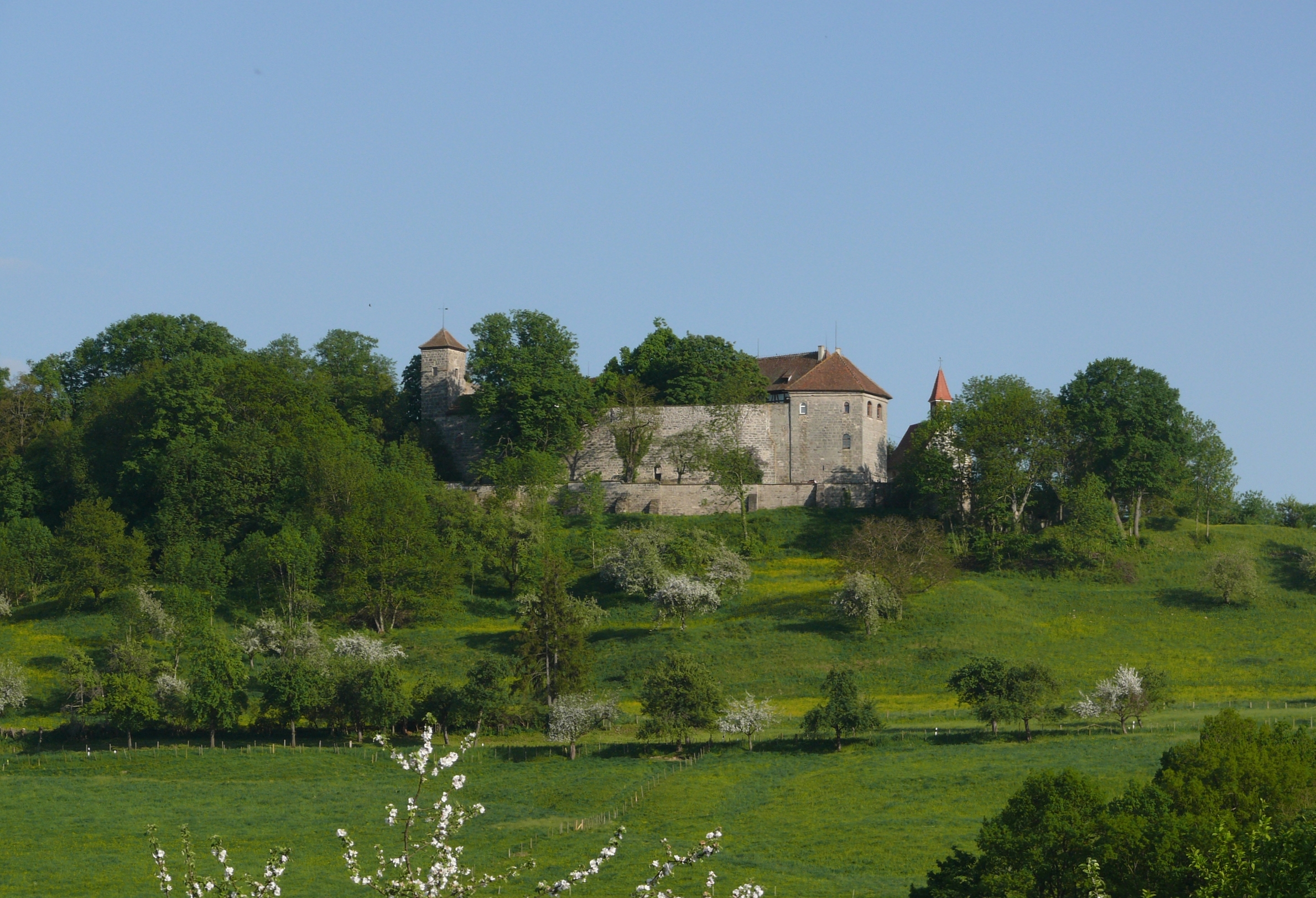
Tannenburg, siège local du prince-prévôt d’Ellwangen.

Sur la Jagst entre les monts d’Ellwangen et le Virngrund, l’abbaye fondée vers 764 devient une prévôté en 1460. C’est le dernier abbé qui prend le titre de prévôt du chapitre princier. La prévôté princière est sécularisée et rattachée au duché de Wurtemberg en 1803 à la suite du Recès d'Empire. Le prince-prévôt d'Ellwangen conduit les affaires séculières du chapitre de chanoines de la collégiale Saint-Vit d'Ellwangen. Les détenteurs du titre de prince-prévôt d’Ellwangen ne séjournent pas tous à Ellwangen dans le château prévôtal car quelques-uns parmi sont de très haute extraction noble en charge d’un électorat épiscopal, d’un évêché ou de l’ordre Teutonique. Ils cumulent les fonctions et parfois même les épiscopats. Parmi les plus recherchés, on les trouve à Trèves, Mayence, Augsbourg ou Worms.
Les possessions de la prévôté se situent entre les vallées de la Bühler et de la Jagst. Le siège administratif de la prévôté princière d’Ellwangen pour les terres au sein des monts de Souabe-Franconie est au château Tannenburg qui est à ce jour dans l’arrondissement de Schwäbisch Hall. La prévôté possedait l’enclave Hausen entre les terres halloises et celles de Limpurg-Sontheim et un territoire plus homogène de Bühlertann à Gerabronn, de Kottspiel à Fronrot et Kammerstett. Ce sont des régions faiblement peuplées et très forestières. Le château de Tannenburg a été érigé par les abbés d'Ellwangen aux XIe et XIIe siècles dans les monts de Souabe et Franconie comme avant-poste à la frontière des terres ellwangoises. La petite noblesse de Tannenburg a longtemps servi de châtelain pour le compte de l'abbaye. Détruit et reconstruit au XIVe siècle, le château a été rénové à différentes périodes successives, il est toujours habité à ce jour par son dernier acquéreur.

### Éclatement territorial du Moyen Âge à la médiatisation

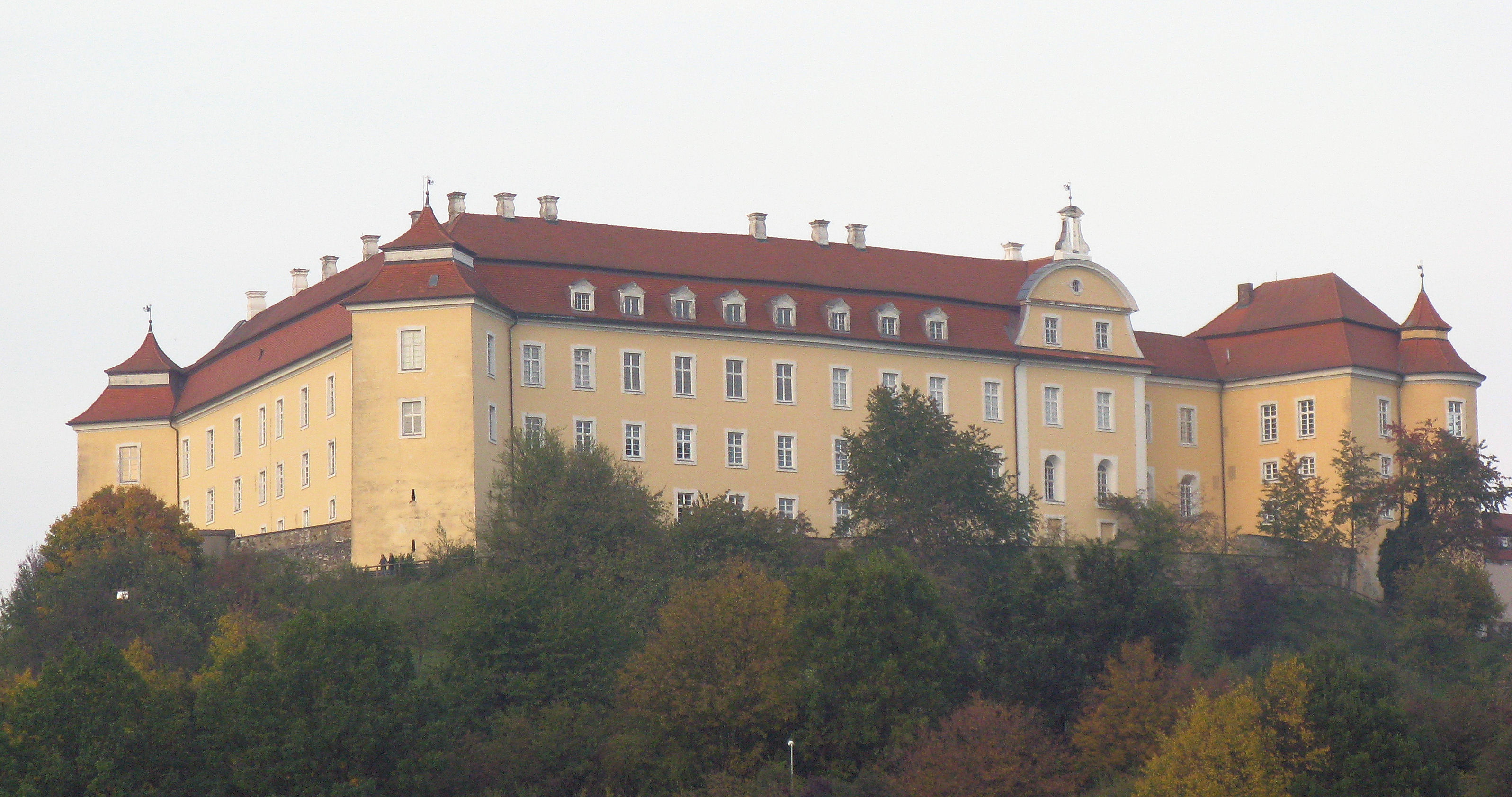
Château de Ellwangen, résidence des princes-prévôts de la prévôté princière d'Ellwangen, partie orientale des monts de Souabe-Franconie.

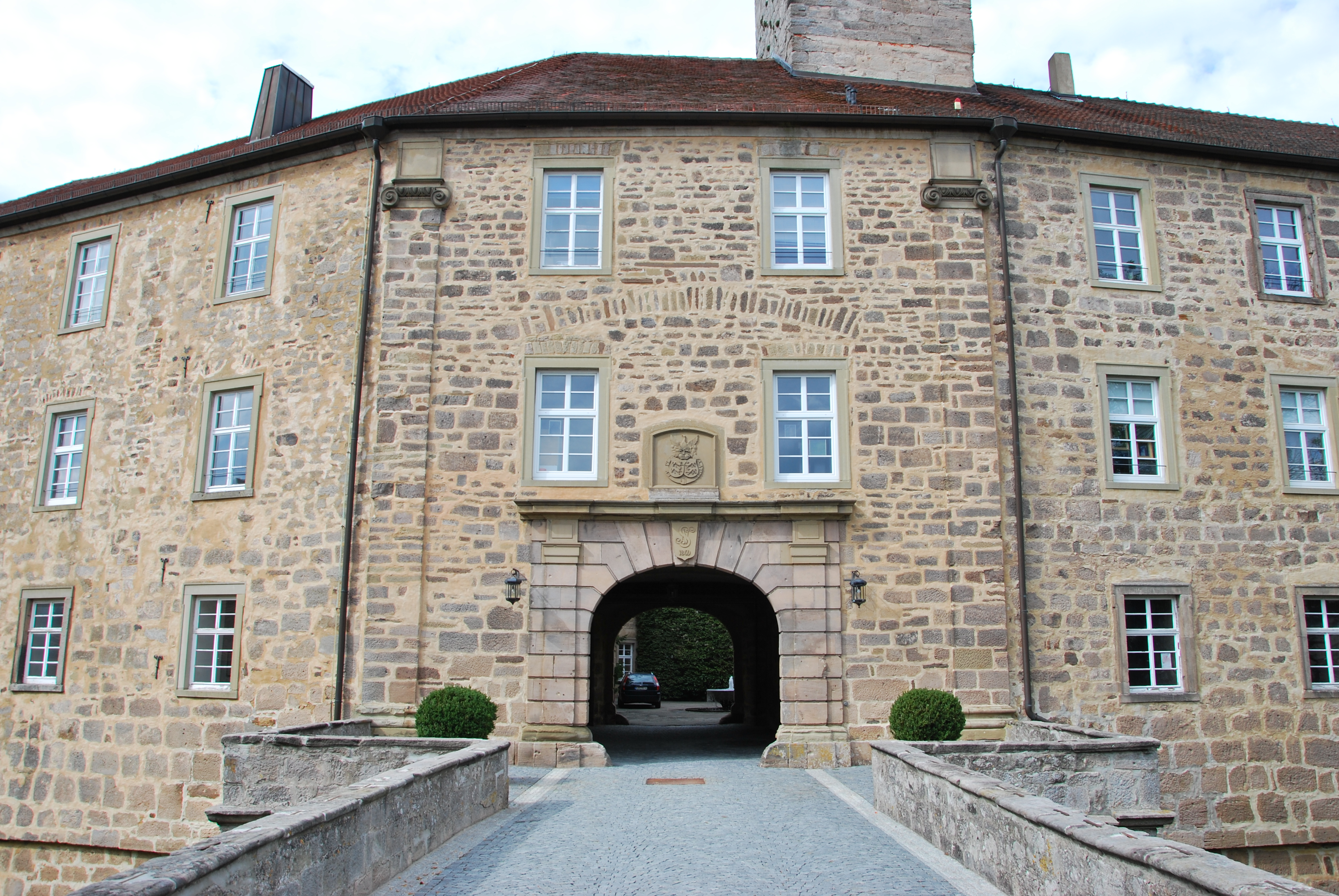
Porte d'entrée du château de Waldenbourg des Hohenlohe-Waldenbourg.

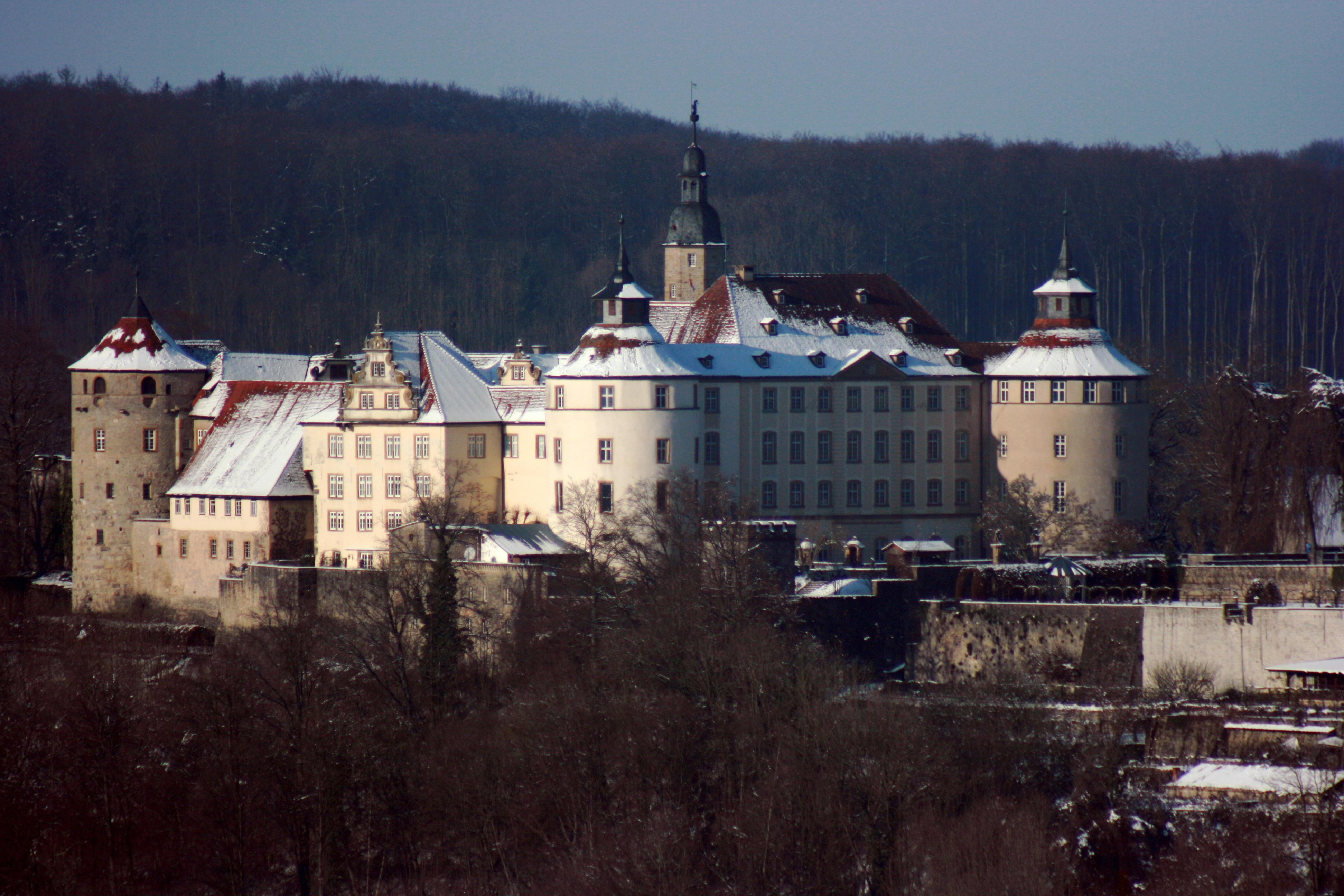
Château de Langenbourg des princes Hohenlohe-Langenburg, partie nord du parc de la Forêt souabe-franconienne.

Jusqu’à la médiatisation de nombreux petits États enclavés à partir de 1802, initiée par Napoléon Ier, les monts de Souabe et de Franconie restent fidèles à leur fonction frontalière même si certaines petites seigneuries aux statuts juridiques les plus divers viennent également s’insérer entre les territoires plus vastes qui se jouxtent sur les lignes de crêtes.
Les plus grands seigneurs régaliens en situation de voisinage dans cette région montagneuse furent : 
- au nord dans la partie franconienne :
  - les Hohenlohe[49],
  - le magistrat de la Ville libre d’Empire de Schwäbisch Hall,
  - le magistrat de la Ville libre d’Empire de Rothenburg,
  - les chevaliers de la collégiale de Comburg,
  - les margraves, puis princes d'Ansbach de la maison de Hohenzollern ;
- pour la partie souabe du massif :
  - les comtes, ducs puis rois de Wurtemberg,
  - les princes-prévôts de la prévôté princière d’Ellwangen[50],
  - les comtes de Limpurg[51], échansons héréditaires de l’empereur,
  - le magistrat de la ville libre d’Empire de Dinkelsbühl,
  - les princes de Löwenstein-Wertheim[52].

La partie occidentale est dominée par les princes d’Empire Hohenlohe dont plusieurs branches cadettes se partageront le territoire familial (les Hohenlohe-Waldenbourg, les Hohenlohe-Bartenstein, les Hohenlohe-Schillingfürst, les Hohenlohe-Kirchberg et les Hohenlohe-Langenbourg), les Löwenstein-Wertheim qui passeront sous domination wurtembergeoise dès le XVIe siècle et la ville d’Empire Schwäbisch Hall. L’Ordre de Saint-Jean de Jérusalem y possédait en totalité ou en partie quatre commanderies hospitalières à Hall-Affaltrach, Gottwollshausen, Gliemenhof, Gailsbach et Neunkirchen.
Des seigneurs dont les fiefs principaux se trouvaient en dehors du massif possédaient néanmoins des villages et manses dans le massif comme les barons de Gemmingen, (pays de Heilbronn Kraichgau) à Bibersfeld et les barons de Seckendorf de Erkenbrechthausen (Franconie, Cadolzburg) à Oberschmerach et Rudelsdorf en co-seigneurie. Démarrée en 1802, la réforme territoriale se termina en 1813. Elle aboutit à la perte totale de souveraineté des Hohenlohe,(avec l’acte de la confédération du Rhin en 1806 ainsi que quelques enclaves de chevaliers et collégiales) et de la ville d’Empire Schwäbisch Hall (avec la résolution finale de la commission impériale de la Diète impériale en 1802, en même temps que l’abbaye de Comburg, Vellberg et Rosengarten) dont les territoires sont cédés au Wurtemberg. La commanderie hospitalière de Hall et les autres suivent en 1805. Le royaume de Wurtemberg sort gagnant de la réforme en raison de son soutien à Napoléon. La Franconie ayant pris le parti des adversaires a été scindée en deux parties : la majeure partie est annexée à la Bavière et le reste dans le Wurtemberg.

### Les brigands de la forêt de Mainhardt

#### Du larcin aux meurtres

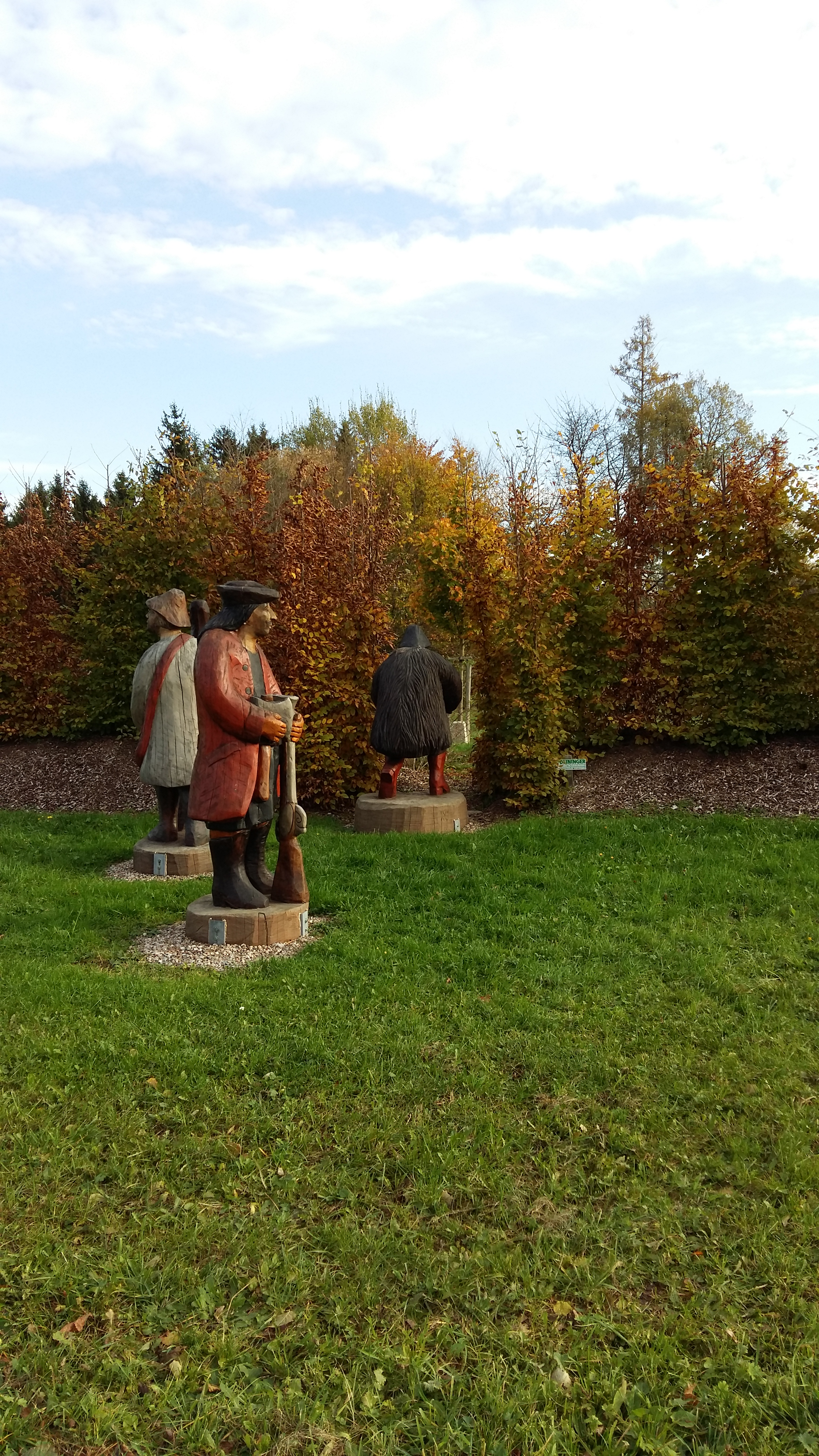
Statues en chêne représentant les brigands de Mainhardt devant la haie défensive de Schwäbisch Hall.

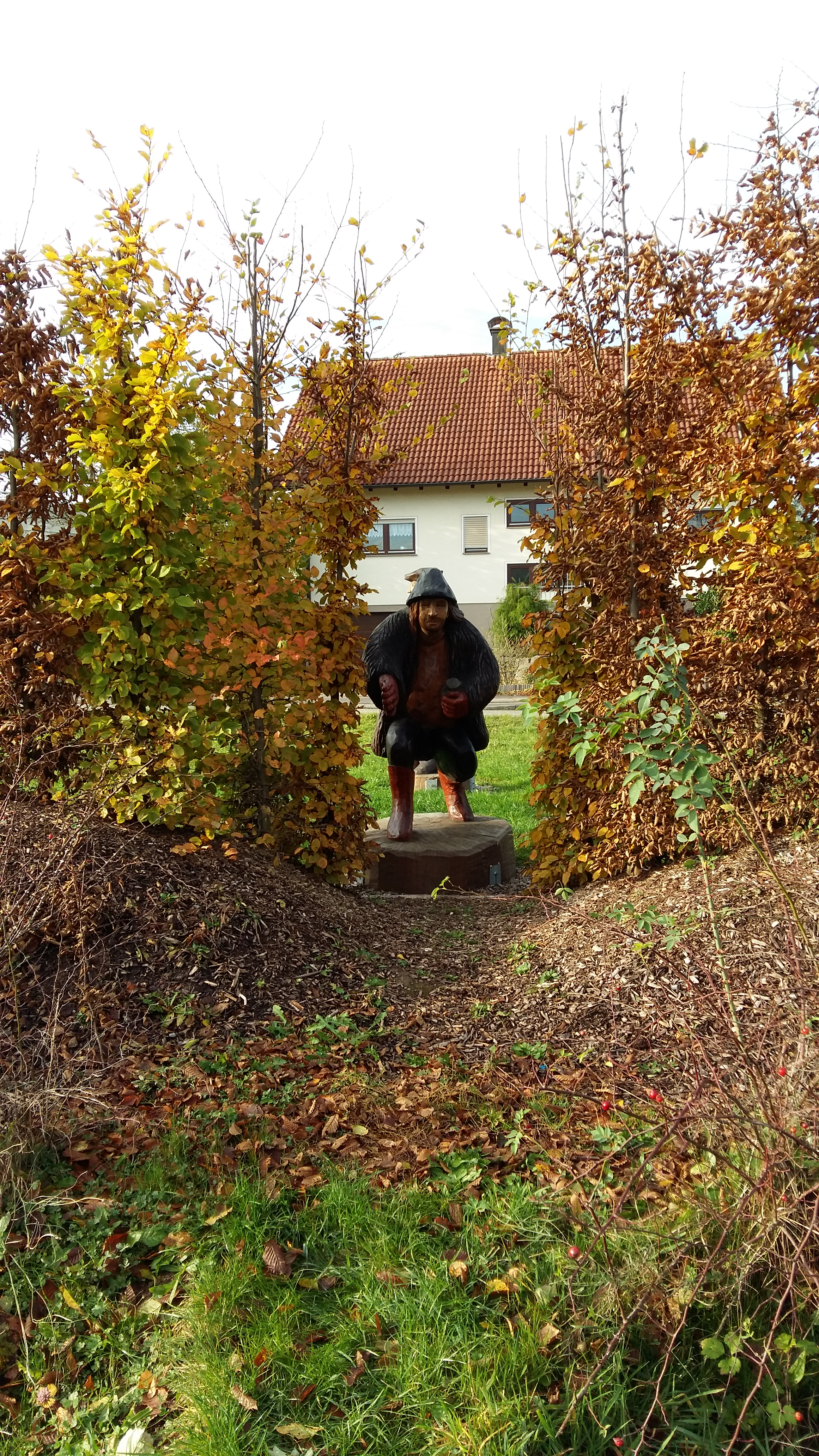
Brigand de Mainhardt dit Göckelbua passant une trouée dans la haie défensive de Hall.

Au XVIIIe siècle, époque de misère et de disette pour les populations rurales de la forêt de Mainhardt à l’ouest des monts de Souabe et Franconie, quelques journaliers ou manœuvriers se laissèrent tenter par la facilité du brigandage pour survivre au lieu de poursuivre leurs activités professionnelles peu rémunératrices ou pénibles. La famine atteint en effet des proportions inquiétantes dans les régions moins fertiles et plus isolées comme les monts souabes et franconiens au climat rude et ingrat. Les manants ne peuvent plus se faire de pain par manque de céréales, les rares denrées alimentaires à acheter sont trop chères pour les miséreux, parmi lesquels en premier lieu ceux qui ne possèdent aucun lopin de terre d’où ils pourraient tirer quelques moyens de subsistance. En conséquence, la très forte majorité des délits commis par les bandes organisées dans les années 1771 et 1772 se concentraient sur le bétail revendu et non consommé (Bœufs, veaux, oies, chèvres), les céréales et assimilés (graines, pain, farine, pommes de terre) ou ce qui se vendait (drap, chanvre). Les produits volés étaient écoulés chez les bouchers et aubergistes locaux, mais aussi à des marchands juifs des environs.
Bien que les brigands soient en majorité originaire de la forêt de Mainhardt, leurs méfaits s'étendent sur toute la partie occidentale des monts de Souabe et Franconie, voire au-delà puisqu'ils faisaient des sorties en terres souabes ou palatines sur la rive gauche du Rhin comme à Germersheim. Il y avait parmi eux des porteurs de sel habitués à sillonner les chemins vers les plaines. La recherche dans les archives centrales de la principauté de Hohenlohe à Neuenstein permet de dégager les modes de recrutement parmi les plus pauvres ou désespérés. Une fois recruté, le chef de bande indiquait au nouveau membre de la faction le lieu de rassemblement tenu secret ; Très souvent ce fut la tour de guet de Michelfeld sur le territoire de la ville d’Empire Schwäbisch Hall en bas de la descente des monts de Mainhardt et Waldenburg. Les brigands devaient donc traverser en catimini la haie défensive douanière par les trouées nommées « Schlupf ». Avec le temps, les délits et crimes commis ne s’arrêtent plus aux larcins. Les qualifications pénales correspondraient aujourd’hui à des vols à main armée en bande organisée, accompagné ou non de violences sur autrui, ayant parfois entraîné la mort avec ou sans intention de la donner. Le plus souvent, il s’agissait d’extorsion par violence, contrainte ou menace, donc du racket. Le braquage, le vol avec effraction et le braconnage s’ajoutaient aussi aux vols avec violence.
La commune de Mainhardt a par exemple relaté le destin de trois brigands de la région avec des statues de bois peintes et des panneaux explicatifs au même endroit que les panneaux expliquant la haie défensive halloise et la palissade reconstituée du limes romain. Les trois statues représentent Johann Adam Eichel, dit Mausfänger, Johann Georg Schoch, surnommé Langer Weber, et Johann Martin Haas, dit Göckelbua. Le premier était dératiseur, le deuxième tisserand et porteur de sel, et le troisième était garçon de ferme. Tous les trois ont été arrêtés en 1772 et condamnés à mort par l’épée en 1773 à Maienfels ou Pfedelbach. Par exemple, Göckelbua a été recruté vers 1768. 4 ans plus tard, à son arrestation, les chefs d’accusation sont accablants : attaque de la diligence postale dans la côte de Cröffelbach en 1768, quatre vols à main armée ayant entraîné la mort (1768, 1770,1771), une tentative d’homicide volontaire sur le baron de Gemmingen, 40 vols (bétail, aliments, draps), un vol à la tire et 85 délits de braconnage. Ces crimes en disent long sur l’évolution qu’a connue ce valet de ferme depuis son recrutement par les brigands.
Grâce aux interrogatoires de clôture et tous les procès-verbaux des audiences et auditions conservés aux archives de Wüstenrot, Neuenstein ou Schwäbisch hall, il a été possible de reconstituer la fin des brigands dont les méfaits auront duré environ 13 ans. 21 suspects, dénommés « délinquants » ou « maléfiçants » dans les actes, sont arrêtés et mis en détention à Maienfels. Selon la procédure en vigueur à cette époque, les récalcitrants furent aussi soumis à la question en présence du juge. Avant la question, ils étaient rossés avec des bâtons. Un « medicus » était présent pendant l’interrogatoire. Pratiquement, tous les accusés ont été torturés à divers degrés selon la « sensibilité du délinquant ». Le premier supplice utilisé était les poucettes, un petit mécanisme en bois ou métal qui sert à écraser les deux pouces. Il était souvent accompagné des « bottes espagnoles » c’est-à-dire les brodequins. Quand le suspect refusait d’avouer, il subissait l’estrapade avec ou sans poids attachés aux doigts de pied par exemple. Sur les 21 prisonniers, Johann Marti Haas n’eut pas besoin de passer à la question, il avoua ses méfaits mais donna également les noms de ses complices ; 39 hommes supplémentaires furent emprisonnés à la suite de sa déposition. Sept prisonniers torturés sont décédés des suites de leurs blessures en prison à Maienfels. Quatre hommes sont également décédés pendant leur incarcération à Pfedelbach.
La sentence prononcée par le tribunal et conservée dans le dossier « Aveux et méfaits » des archives centrales de la principauté de Hohenlohe est d’être livré au bourreau afin que celui-ci leur ôte la vie par l’épée, empale leur tête sur un pic et fixe leur dépouille décapitée sur une roue, « et ceci pour une punition méritée qui serve d’exemple ou provoque le dégoût chez les autres ». Les exécutions ont eu lieu à Pfedelbach les 9 mars et 18 octobre 1773, à Maienfels le 17 septembre 1773.

#### Le spectacle de théâtre amateur «Les brigands de la forêt de Mainhardt»
Plus de deux siècles plus tard, le regard sur les méfaits des brigands de Mainhardt a fortement évolué : un spectacle vivant intitulé « Les brigands de la forêt de Mainhardt » utilise en 2002 pour la première fois la population locale pour monter une reconstitution de scènes basées sur des faits réels qui se sont produits entre 1750 et 1773. Les amateurs, acteurs et figurants, sont encadrés par des professionnels du spectacle et les spectacles se succèdent et se rénovent depuis des années jusqu’à ce jour. L’association « Le théâtre amateur forêt de Mainhardt » fédère et organise la troupe. C’est Martin Herrmann qui a écrit le scénario du premier spectacle en s’inspirant du récit d’Egil Pastor. Le décor naturel est pour la première celui de la ferme Gögelhof près d’Ammertsweiler. La ferme était effectivement un des repères habituels des brigands. Les brigands prennent presque le caractère de héros locaux contraints de recourir au brigandage violent pour survivre dans une région rude à tout point de vue. Le dernier spectacle s’intitule « Rébellion dans la forêt de Mainhardt », écrit par Wolfgang Truckenmüller avec la collaboration de l’archiviste Heike Krause à l’origine de plusieurs publications sur ces brigands. Le spectacle doit expliquer les faits sociohistoriques antérieurs qui conduisent au brigandage dans les monts de Souabe et Franconie.

## Activités

### Protection environnementale

#### Transition énergétique et énergie éolienne classique ou hybride
Alors que l’Allemagne exploitait en priorité les parcs éoliens offshore sur ses côtes de la mer du Nord ou de la mer Baltique, la volonté politique s’est affirmée à partir de 2013 pour une accélération de la transition énergétique en augmentant les éoliennes onshore très loin à l’intérieur des terres. Les projets de construction de parcs éoliens dans le périmètre des monts de Souabe et de Franconie se multiplient d’année en année.

##### Record mondial de hauteur et projet pilote novateur de Gaildorf

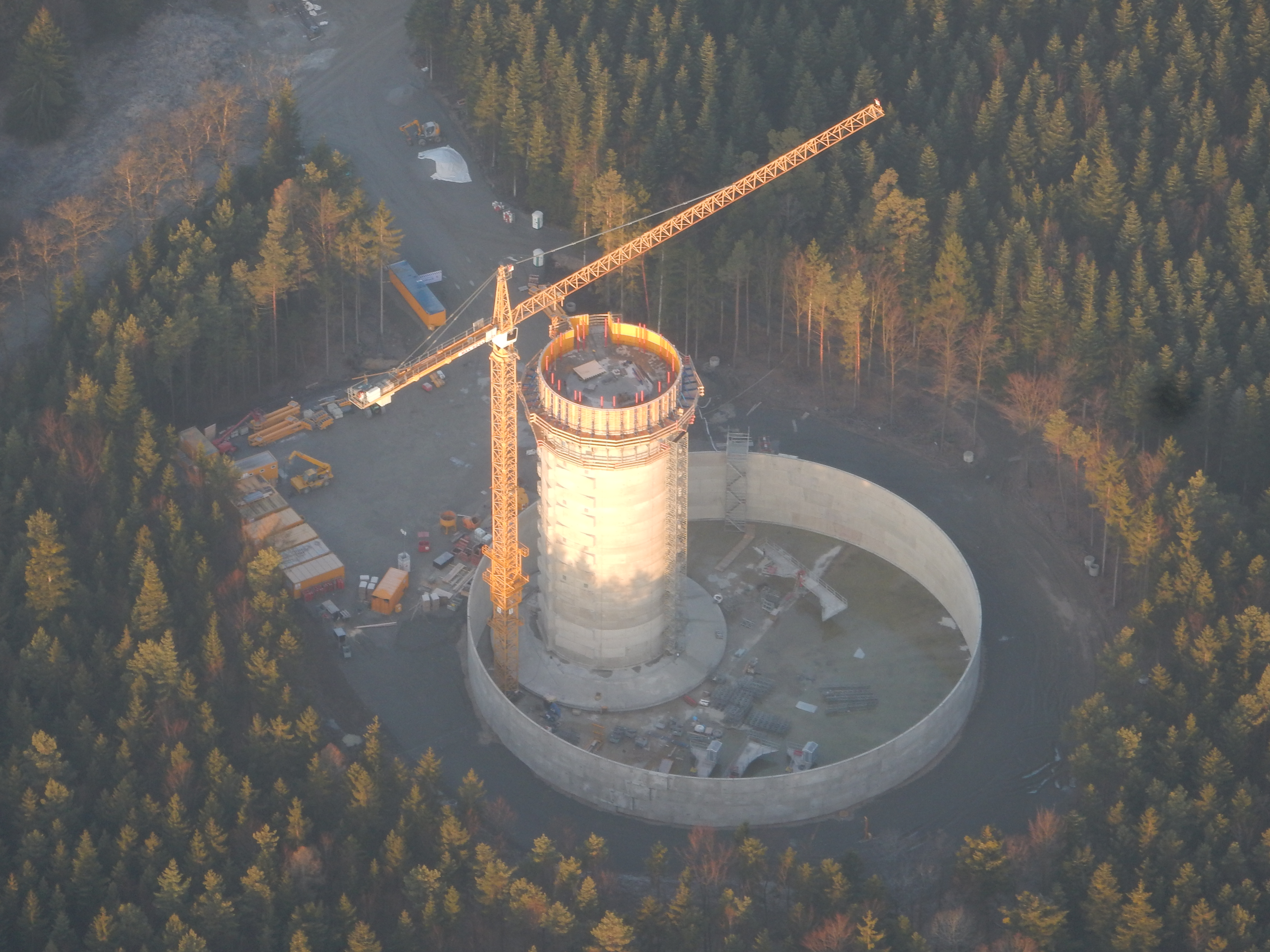
Batterie d'eau au pied d'une future éolienne, projet pilote de Gaildorf, début 2017.

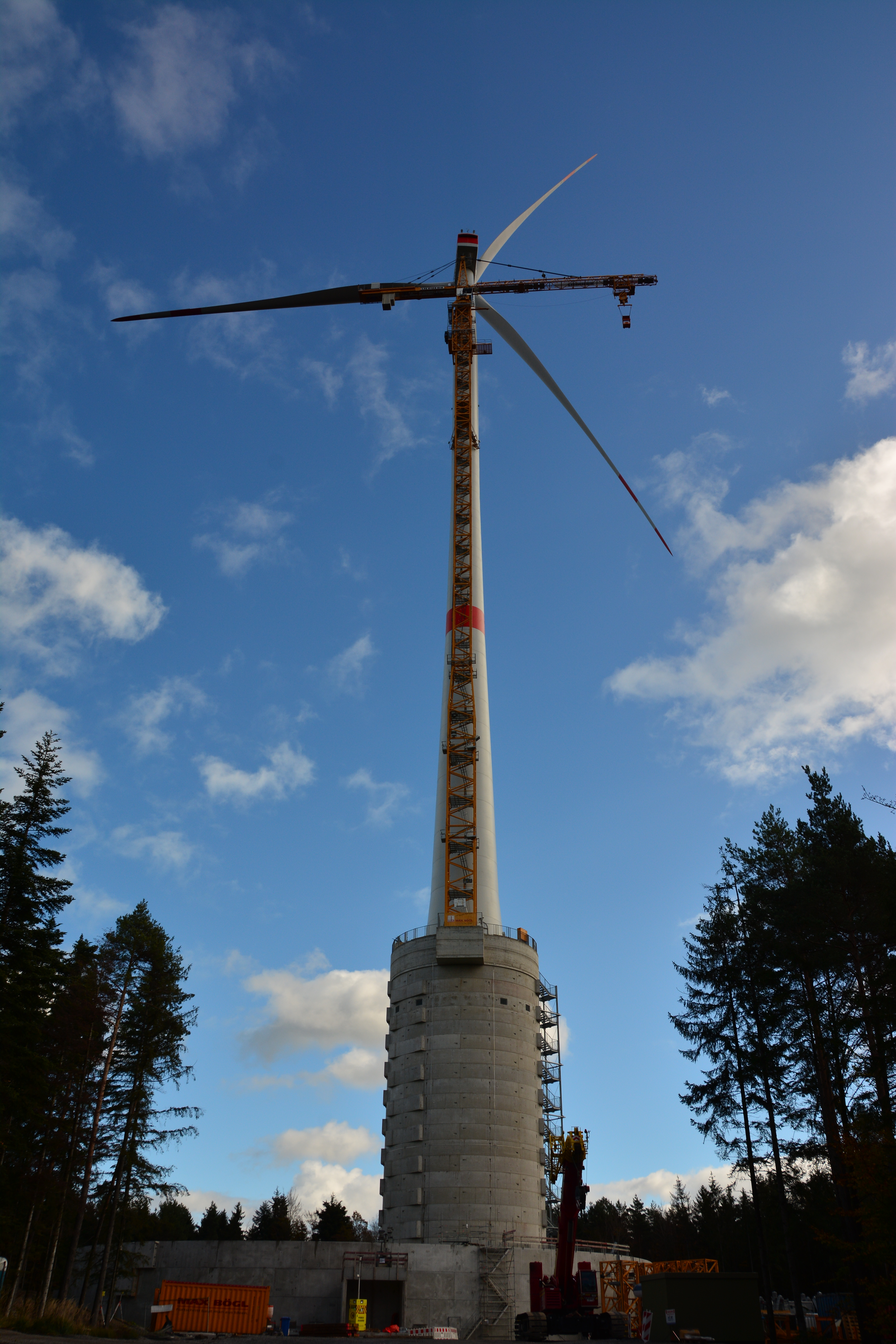
Construction d'une éolienne au parc pilote de Gaildorf, 2017.

Le premier projet qui attire tous les regards internationaux à la fin de 2017 est le parc éolien pilote de Gaildorf dans la vallée du Kocher et sur les hauteurs des monts de Limpurg (Limpurger Berge), au centre-est du massif. Les éoliennes les plus hautes du monde ont été en effet construites depuis octobre 2017 à Gaildorf,,. La hauteur mesurée jusqu'au moyeu du rotor est de 178 m et la hauteur totale en comptant jusqu'à l'extrémité des pales est de 246,5 m. Mais c’est surtout son fonctionnement hybride qui intéresse les ingénieurs et les concepteurs de parcs éoliens pour l’avenir du secteur : il s'agit d'une centrale hybride qui combine les énergies éolienne et à réserve pompée. Chaque éolienne est équipée d'un générateur de 3,4 MW combiné avec une centrale de pompage-turbinage plus bas dans la vallée. Les fondations des tours des éoliennes ont été conçues comme des réservoirs d'eau gigantesques, appelés par les concepteurs « batteries d’eau », qui ont une capacité de stockage de 70 MWh et qui, en même temps, permettent d'augmenter la hauteur globale de 40 m. Or chaque mètre gagné en altitude permet d'augmenter le rendement annuel d'électricité de 0,5 à 1 %. De même, plus le rotor de l'éolienne est élevé en altitude, moins elle est soumise aux turbulences du vent ; cela permet une meilleure utilisation des vents d'altitude plus réguliers notamment dans les régions à l'intérieur des terres où les vents fluctuent énormément .
Le principe consiste à jouer sur les deux tableaux afin d’assurer une alimentation en électricité continue. C’est un procédé qui alterne pompage et turbinage . Si la demande en électricité est faible, l’eau est pompée dans les bassins ou batteries ; dès que la demande augmente, on fait turbiner cette eau en réserve. Le basculement du pompage au turbinage ne dure que 30 secondes . En d’autres termes, l’accent est mis sur la polyvalence pour donner davantage de possibilités de stockage et un fonctionnement flexible. Les concepteurs des nouvelles centrales hybrides, qu’elles soient solaires ou éoliennes, visent à gaspiller le moins possible d’énergie renouvelable ; pour ce faire, il faut stocker l’énergie éolienne excédentaire lorsqu’il y a des surplus ou l’inverse. La centrale à réserves pompées en bas peut libérer cette électricité d’origine renouvelable sur le réseau au moment désiré. La ferme d’éoliennes peut continuer à fonctionner et le réseau est plus stable. Il serait possible d’utiliser environ 70 % des surplus énergétiques provenant des sources éoliennes si elles sont couplées au stockage par réserve pompée.
Le plus du parc éolien pilote de Gaildorf est qu’il intègre directement la technologie de réserve pompée dans les turbines éoliennes sur place. C’est la société Voith qui fournit l’équipement nécessaire à ce projet considéré dans les publications spécialisées comme très novateur et dirigé par l’entreprise allemande Naturstromspeicher, spécialisée dans le stockage d’énergie naturelle. La différence de la centrale de Gaildorf par rapport à d’autres projets novateurs de centrales hybrides avec réserve pompée réside dans son réservoir inférieur naturel qui alimente quatre petits réservoirs supérieurs, construits directement au pied de quatre mâts éoliens.
Pour renforcer le caractère novateur du projet de Gaildorf, un second volet se rajoute à l’interaction de deux types d’énergie, ici hydraulique et éolienne, la volonté de mieux gérer l’empreinte écologique. Le dossier presse de la société Naturstromspeicher évoque en effet l’aspect suivant : « Une forêt possède ses propres rues et son infrastructure (…) ». Un tuyau type passe en ligne droite et il est nécessaire de couper des arbres pour lui faire de la place. En courbant les tuyaux le long de la structure existante, nous pouvons optimiser l’impact environnemental ». Pour pallier ce problème de détérioration du milieu naturel au profit d’une installation industrielle, la société propose la construction de conduites forcées en plastique polyéthylène flexible et de les mettre en place dans les chemins existants.
Le parc de Gaildorf représente encore une petite structure par rapport à la configuration topographique et la situation géographique. Il sert clairement de vitrine pour les sociétés allemandes Voith, Max Bögl Wind, Liebherr et Naturstromspeicher qui veulent exporter leur savoir-faire et construire davantage de centrales hybrides de ce type si l’essai est concluant. La ferme éolienne alimentera le réseau à partir du printemps 2018 ; elle permettrait de produire plus de 10 GWh par an pour alimenter 2 500 foyers de quatre personnes et ce n’est qu’à partir de là que les observateurs spécialisés pourront confirmer le concept qui aura démarré dans les monts de Souabe et Franconie.

##### Multiplication des parcs éoliens dans le massif ou le parc souabe-franconien
En dehors du projet vitrine de Gaildorf, les décideurs politiques locaux et fédéraux ont lancé la construction de nombreuses éoliennes sur le pourtour du massif ou à l’intérieur d’ouest en est, ce qui insère le massif de Souabe et Franconie dans la dynamique de transition énergétique voulue par la fédération. Sa faible densité de population est un atout évident, et pourtant, les réticences de la population ou des conseils municipaux ou d’intercommunautés ramènent systématiquement au même débat : la distance à respecter entre les habitations et les éoliennes.
À Crailsheim, le parc éolien devrait mesurer environ 158 ha de surface et le projet prévoit une distance minimale de 700 m entre les éoliennes et toutes formes d’habitation.
Le parc éolien de la Rote Steige, nom donné au col qui monte de Michelfeld à la forêt de Mainhardt, devait au départ avoir six éoliennes, mais seules trois sont en construction fin 2017. La société Électricité de Schwäbisch Hall a fait appel à une entreprise des monts d’Ellwangen plus à l’est du massif. Il n’y a aucune habitation dans cette partie forestière, de ce fait les tractations ont plutôt eu lieu avec les propriétaires de forêts privées. Les mesures de rentabilité avec les vents qui soufflent entre le col et le hameau de Bubenorbis ont été concluantes. Les concepteurs du projet espèrent un coût de production de 8,08 cents par kWh vers 2017-2018. Plus tard, il ne faudrait pas dépasser les 7 cents/kWh. Pour les éoliennes de la forêt de Mainhardt, les défenseurs de la nature demandent plus de garantie pour les plantes et les animaux du parc naturel des monts de Souabe. Dans le cahier des charges des éoliennes de Michelfeld et de Mainhardt, il a été prévu de faire attention aux animaux volants du parc : d’avril à octobre, en cas de vent faible, les éoliennes seront mises à l’arrêt si le passage de chauve-souris est attesté. Un détecteur nommé « Bat-Detektor » est capable de reconnaître les espèces et de transmettre l’information à la centrale. Les rotors seront à l’avenir également à l’arrêt si les jeunes bondrées apivores ou les milans royaux vont quitter les nids et faire leurs premiers essais de vol. Concernant le déboisement, il est estimé à 10 % de ce coupent les services forestiers en une année. Cela a été considéré comme acceptable et intégré au plan annuel de coupe. D’autres secteurs seront reboisés et entretenus pendant dix ans en compensation des zones défrichées.
À Gerabronn-Langenbourg, dans l'arrondissement de Hohenlohe, le parc éolien géré par le fournisseur d’électricité EnBW est construit dans la forêt de Brüchlingen près du village d'Atzenrod ; il devrait comporter 13 éoliennes démarrées en 2016. Le conseil municipal de Gerabronn et la maison princière de Hohenlohe qui habite le château de Langenbourg et gère une fondation pour l'entretenir, sont les deux gros partenaires du projet écologique.
La commune de Fichtenau dans l’arrondissement de Schwäbisch Hall participe également en 2016 au projet « 36 SHA » qui doit gérer la construction de plusieurs parcs éoliens à l’ouest de l’autoroute A 7 et au sud de la route régionale L 2218. À cause de la forme courbée de la zone retenue pour installer les éoliennes, les locaux nomment ce projet la « banane ». Il s’agit pour le parc de Fichtenau d’une surface de 34 ha avec l’obligation de respecter une distance de 700 m avec la Z.A. Neustädtlein. La gestion est prévue par une filiale de la EnBW, la EnBWOstwürttemberg Donau Ries SA. Il devrait y avoir quatre éoliennes de type « Vestas V 126 » d’une hauteur au moyeu de 149 m pour une production de 3,3 MW.
Également dans les monts de Limpurg, comme pour le parc de Gaildorf, sept éoliennes sont en fonction dans la commune de Michelbach, arrondissement de Schwäbisch Hall. Un projet complémentaire est à l’étude pour en construire d’autres au Einkorn qui surplombe la ville de Schwäbisch Hall.
Dans les monts de Waldenbourg, dans un secteur forestier entre les hameaux de Fronrot et de Kammerstatt, le fournisseur d’électricité EnBW a projeté quatre éoliennes de 212 m sur le terrain de Bühlertann. Une autre demande a été déposée à la préfecture de Schwäbisch Hall pour quatre autres éoliennes à l’est du village de Mangoldshausen dans le bois de Schönbronn sur investissement d’une société en commandite EE énergie citoyenne Bühlerzell. Dans le même secteur, la préfecture halloise a également à traiter un projet d’un parc de dix éoliennes dans les communes de Bühlerzell et Obersontheim. Ce parc serait pris en charge par une entreprise d’Ellwangen et les éoliennes devraient atteindre une hauteur de 217 m.
Dans la partie orientale des monts de Souabe et Franconie, dix éoliennes fonctionnent déjà dans le secteur dénommé « Parc éolien monts d’Ellwangen ». Cinq autres doivent suivre dans le parc éolien de Rechenberg. Les éoliennes existantes mesurent 207 m de hauteur et sont limitrophes des territoires communaux de Jagstzell-Ropertshof et Rothof dans l’arrondissement d'Ostalb.
Dans l’arrondissement d'Ostalb, le parc éolien d’Oberkochen est géré par une intercommunauté et il a été construit par la société JUWI Energieprojekte Sarl et son exploitation est assurée par le fournisseur d’électricité basé à Tübingen, la firme SWT (Stadtwerke Tübingen Sarl). Ce parc est le deuxième plus gros parc de la SWT dans le Wurtemberg. Il est situé à mi-chemin entre Heidenheim et Aalen. Il s’agit de quatre éoliennes de type « Nordex N 117 » d’une hauteur de 141 m et d’un diamètre de rotor de 117 m. Le gérant espère un rendement annuel de 23,4 millions de kWh, donc environ pour 6 000 foyers dans le secteur de Tübingen. Le parc a commencé la production en janvier 2016.
Le troisième plus gros parc éolien de la société SWT se situe à Jagstzell et Ellenberg en collaboration avec la Sarl W-I-N-D Energien basée non loin de là à Kirchheim unter Teck. Il se trouve directement en bordure de l’autoroute A7. Ce sont des éoliennes de type Enercon E-115. 33 millions de kWh sont produits par le parc, soit assez pour plus de 8 000 foyers. La production a commencé en janvier 2017.

#### Parc naturel de la forêt de Souabe et Franconie
Bien que le parc naturel créé en 1979 porte le même nom que la région naturelle des monts de Souabe et Franconie, il a une surface plus grande que celui du massif montagneux. Il englobe les forêts vallonnées du Schurwald et de la forêt de Welzheim, une partie des plaines de Hohenlohe et de Schwäbisch Hall, le piémont du Jura souabe et le bassin du Neckar. Ses limites sont grossièrement définies par les agglomérations en bordure de parc que sont Backnang, Beilstein, Weinsberg, Öhringen, Schwäbisch Hall, Gaildorf, Lorch und Schorndorf. Le parc naturel se situe à 47 % dans l’arrondissement de Rems-Murr, 22 % dans l’arrondissement de Schwäbisch Hall, 11 % dans l’arrondissement de Heilbronn, 10 % dans l’arrondissement de Hohenlohe, 9 % dans l’arrondissement d'Ostalb et 1 % dans l’arrondissement de Ludwigsburg. La partie souabe y est donc très bien représentée.

### Randonnée

#### Circuits thématiques majeurs

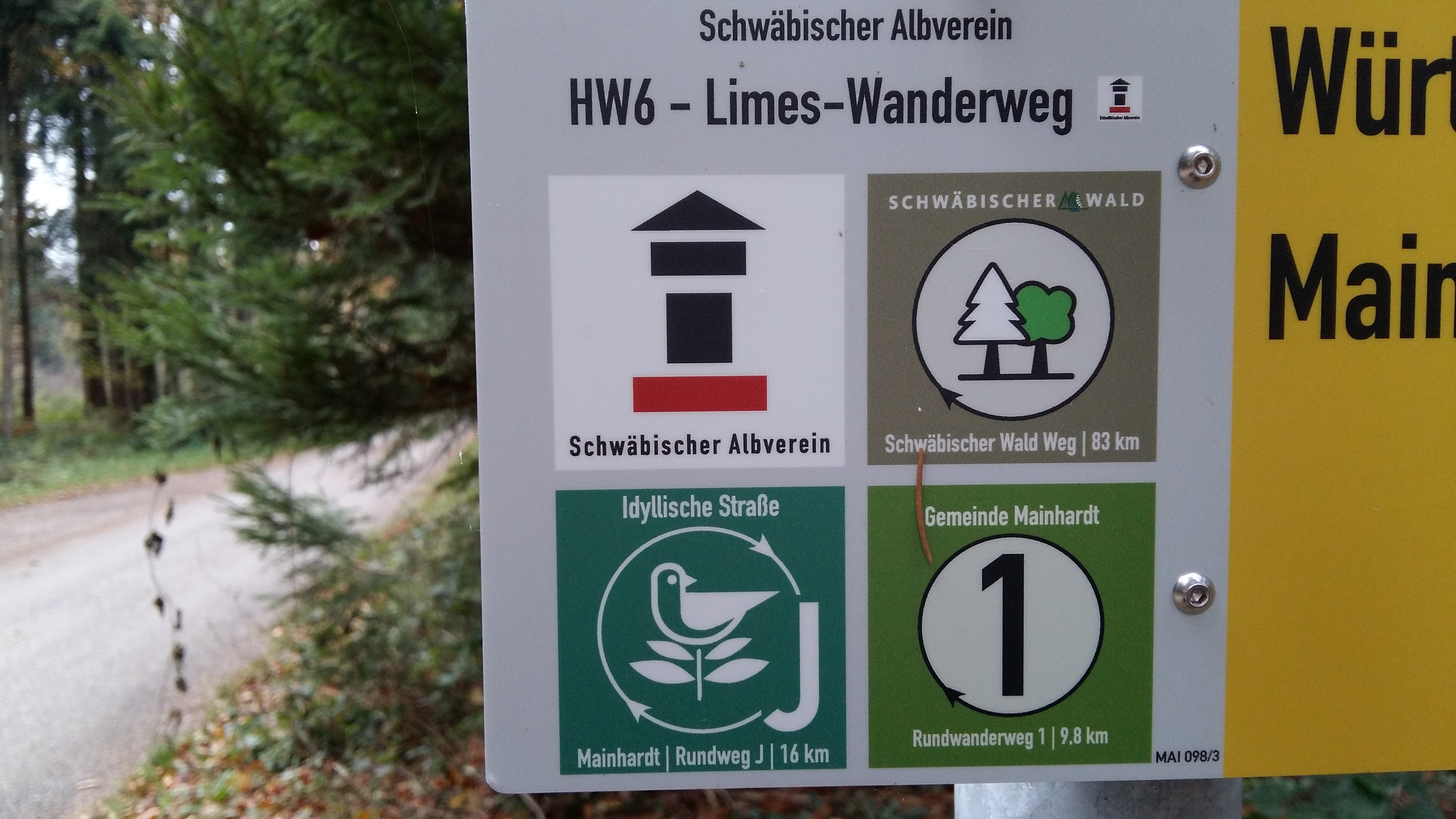
Panneaux de randonnée des grands circuits thématiques, forêt de Mainhardt.

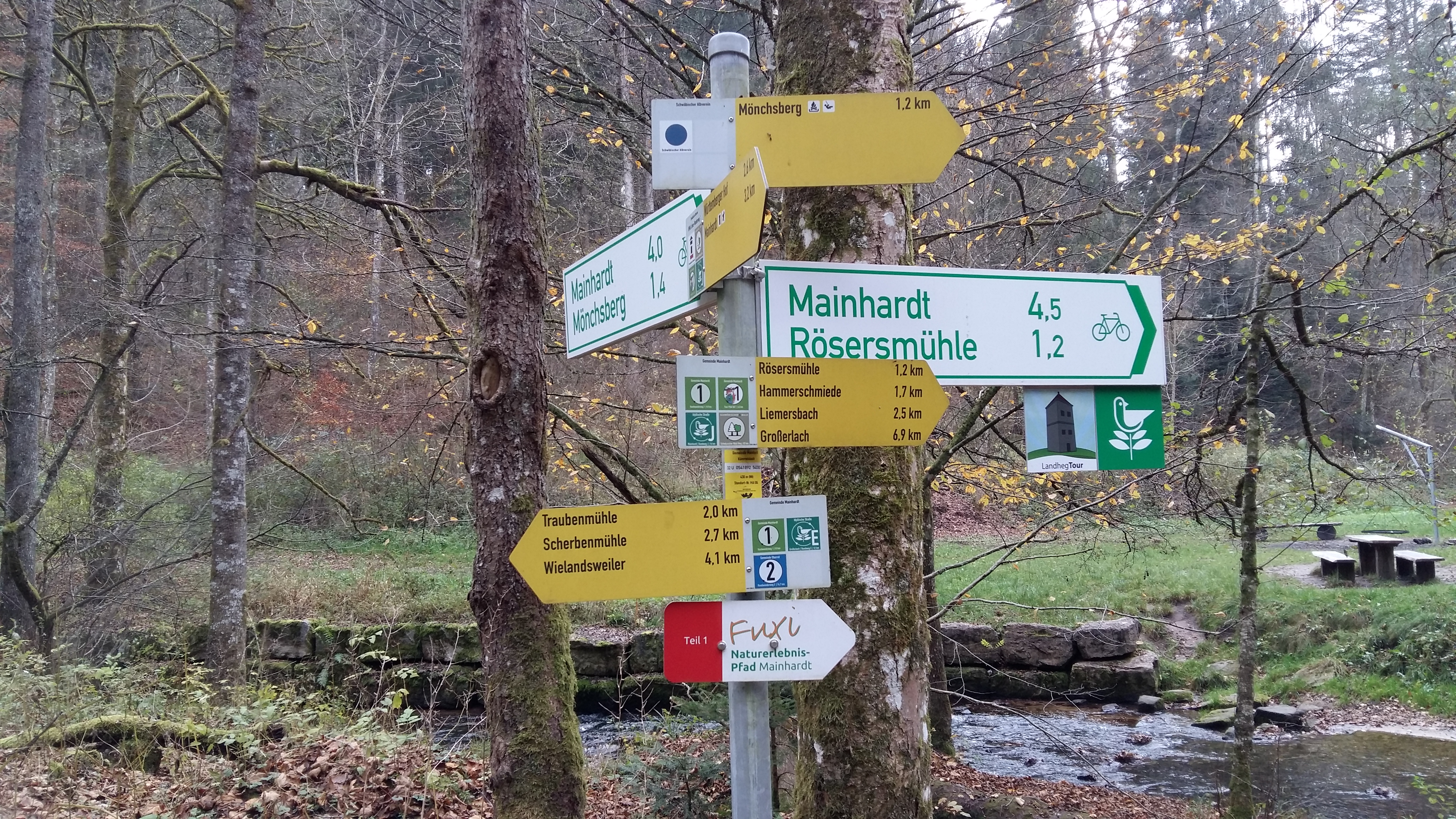
Circuits thématiques et pistes cyclables de la forêt de Mainhardt, vallée de la Rot, Hankertsmühle

Les atouts des monts de Souabe et Franconie sur le plan touristique sont relativement restreints en dehors du capital nature et culture. Les activités sportives et culturelles représentent l'essentiel des programmes de mise en valeur du patrimoine locale par les communes ou les associations du massif. Le choix des décideurs politiques s'est porté sur la randonnée pédestre et le cyclisme. Les projets ont été financés par le Fonds européen agricole pour le développement rural.
De ce fait, de nombreux circuits de randonnée pédestre à thème et un parcours pédagogique destiné aux enfants quadrillent la partie occidentale qui couvre les communes de Wüstenrot, Mainhardt et Großerlach :
- le sentier pédagogique du Limes géré par le Club du Jura souabe est le plus long car il ne se limite pas au massif ;
- le sentier de la forêt souabe géré par l'association Schwäbischer Wald, d'une longueur totale de 83 km ;
- la route idyllique avec plusieurs sentiers circulaires différents avec une lettre distinctive ;
- le tour de la haie défensive de Schwäbisch Hall ;
- le sentier du vignoble wurtembergeois ;
- le sentier des penseurs et poètes de Heilbronn ;
- le sentier des amis de la nature ;
- le sentier pédagogique dénommé « Goupil » (Fuchsi) pour les enfants sur Mainhardt.

La commune de Wüstenrot gère cinq sentiers circulaires et le tronçon de la route idyllique, dénommé « circuit R »(20,4 km). Mainhardt ajoute 10 sentiers circulaires de longueur variable et gère le tronçon de la route idyllique intitulé « circuit J » (16 km). Großerlach propose 3 circuits et prend en charge le « circuit E » de la route idyllique (12 km).
Certains sentiers thématiques traversant une partie du massif de manière rectiligne ou sans circuit permettant de revenir sur ses pas, le projet de valorisation du patrimoine naturel et historique engagé pour le massif occidental inclut un service de ramassage des randonneurs aux arrêts de bus avec la signalétique « arrêt bus du Limes » et « arrêt bus des brigands ». Probablement destiné à attirer les plus jeunes dans les forêts souabes, les concepteurs ont intégré les nouvelles technologies : le randonneur ou cycliste peut trouver un arrêt de bus par des codes QR sur les panneaux informatifs jalonnant les sentiers et les sites majeurs des sentiers à thème comportent des numéros de téléphone que l'on peut appeler avec un téléphone portable pour obtenir des explications sur le lieu où l'on se trouve.
Dans le secteur de Gschwend, le sentier de découverte de la forêt porte le nom de Tännli, le « petit sapin ». Sa création récente est le fruit de la fondation Zukunftswerkstatt Wald (« Atelier pour l'avenir de la forêt ») dont le concept global consiste à créer des stations consacrées à différents aspects de la forêt, soit sur des sujets biologiques ou écologiques, soit sur des faits historiques comme la tempête Lothar, le flottage du bois ou les origines du sapin de Noël.

#### Club du Jura souabe

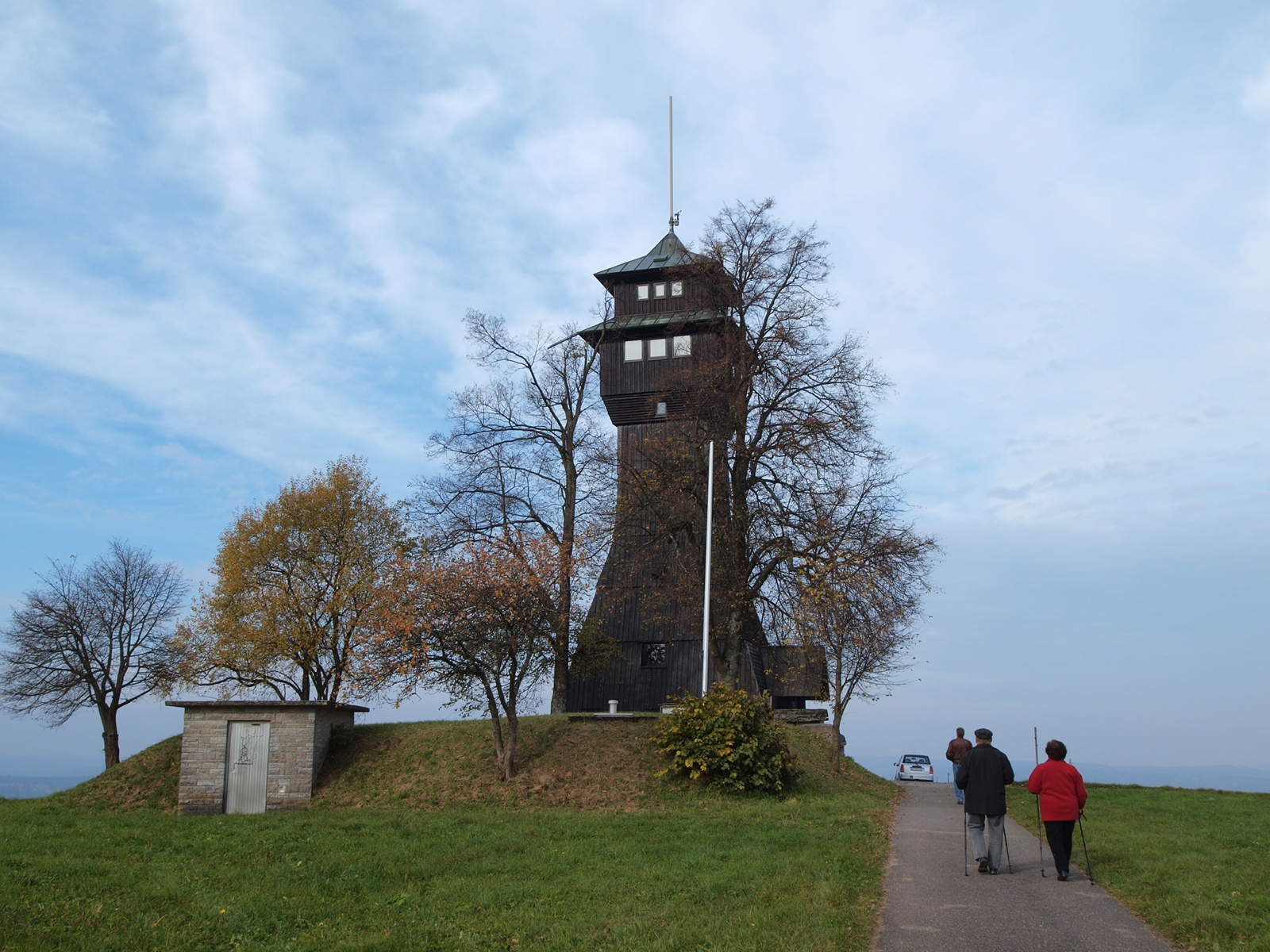
Tour panoramique du Club du Jura souabe sur le Hagberg, forêt de Welzheim, 585 m.

À l’instar du Club vosgien ou du Club alpin, l’association à but non lucratif qui gère les sentiers de randonnée, les refuges et les activités à caractère culturel et environnemental dans les monts de Souabe et Franconie est le Club du Jura souabe, CJS (en allemand Schwäbischer Albverein, SAV), dont le secteur initial était à sa création le massif montagneux éponyme. Il a étendu ses activités aux petits massifs environnants entre la Tauber et le lac de Constance à l’exclusion du massif de la Forêt-Noire.
Créé le 13 août 1888, il fait partie des plus anciens clubs de randonnée d’Allemagne. Avec environ 100 000 adhérents, il est le plus gros club de randonnée en Allemagne et peut-être de la plupart des pays de l’Union européenne[réf. nécessaire]. Il est inscrit à la fédération allemande de la randonnée pédestre et à la Fédération européenne de la randonnée pédestre. Depuis 1994, il porte le label d’association œuvrant pour la sauvegarde de l’environnement. Comme en Forêt-Noire ou dans les Vosges, le club finance des tours panoramiques à l’occasion d’événements festifs ou en hommage à des personnalités reconnues de la région. Les deux tours du CJS qui sont dans le parc de la forêt souabe-franconienne sont celle du Juxkopf et celle du Hagberg.
Le CJS possède deux gîtes-refuges dans les monts de Souabe et Franconie :
- le refuge du Juxkopf (533 m) à l’ouest. Il est géré par des bénévoles les week-ends et les jours fériés ;
- le refuge du Eschelhof (492 m) au centre-sud du massif. Il est également géré par des bénévoles pendant la belle saison et les week-ends.

Parmi les chemins de grande randonnée gérés par le CJS, deux traversent le massif de Souabe et Franconie :
- le GR 8, ou chemin de la Franconie, de Pforzheim à Rothenburg ob der Tauber, sur une distance de 220 km ;
- le GR 10, ou chemin de la forêt de Souabe, de Pforzheim à Lorch, 170 km.

Le réseau de chemins de randonnée du CJS comprend la plupart des sentiers à thèmes nommés plus haut auquel il faut ajouter le chemin de grande randonnée 8 et le sentier Georg Fahrbach.

## Les monts dans l’art et l'artisanat

### Décor du film fantastique basée sur la nouvelle La Couleur tombée du ciel

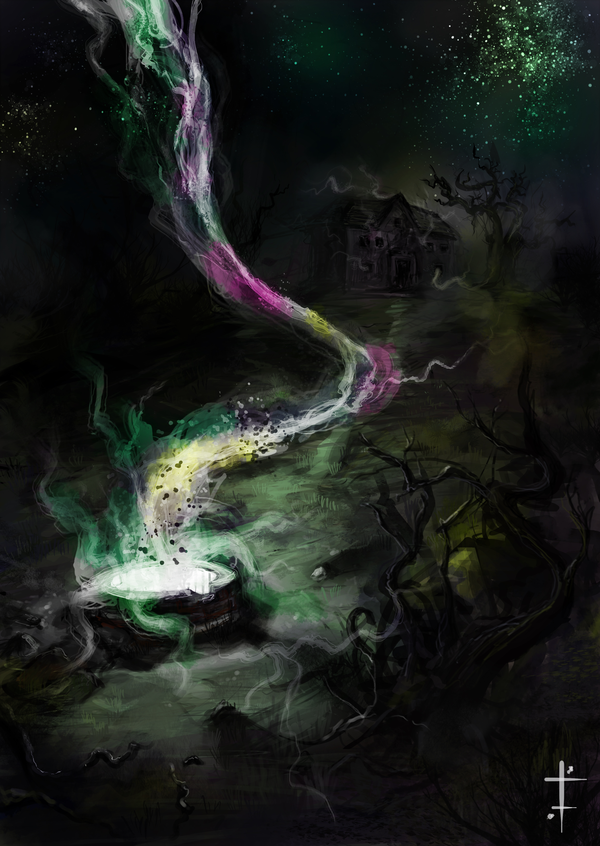
Illustration de La Couleur tombée du ciel par Ludvik Skopalik.

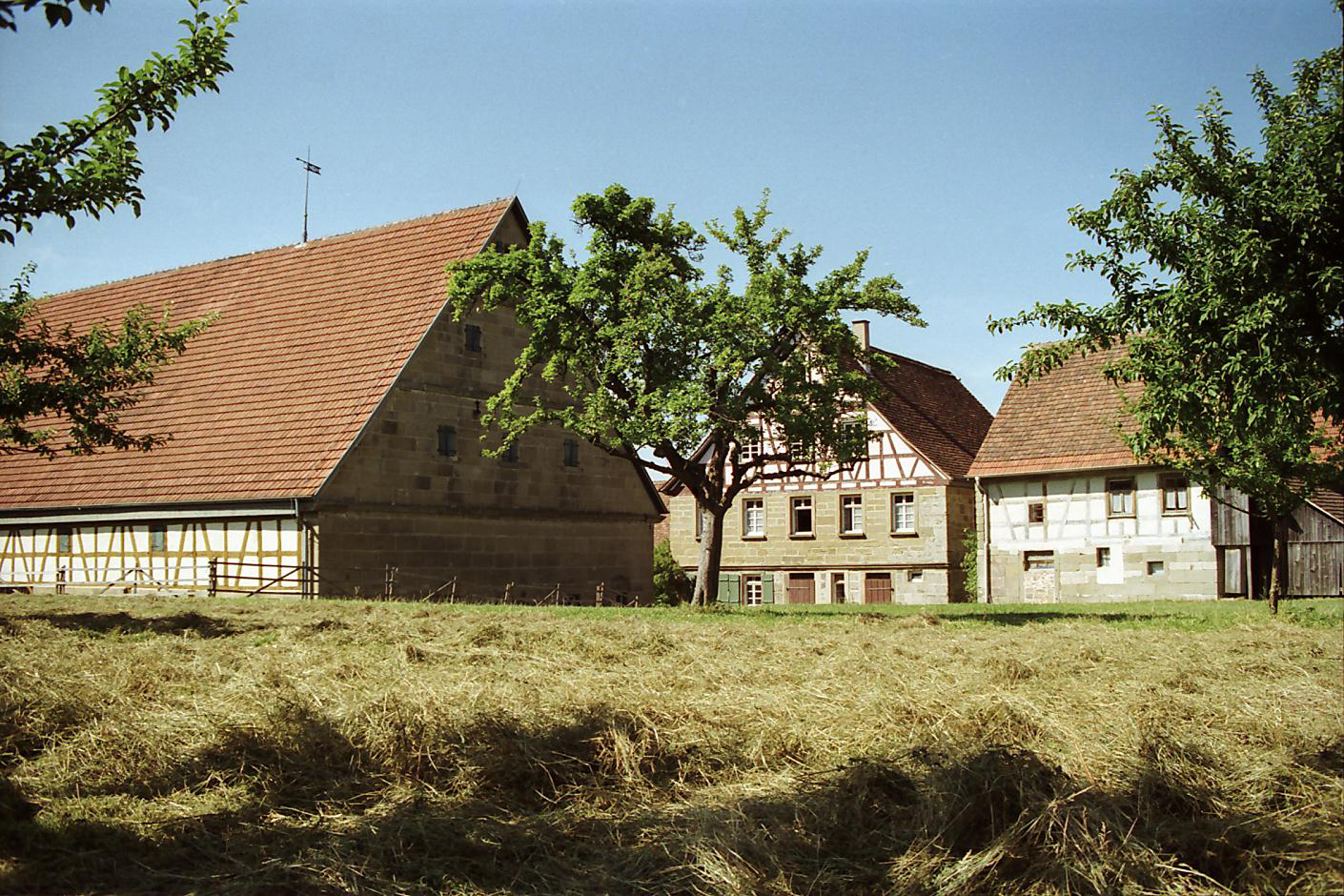
Maisons traditionnelles déplacées à l'écomusée Hohenloher Freilandmuseum Wackershofen-Schwäbisch Hall, lieu de tournage du film La Couleur tombée du ciel.

Basé sur la nouvelle fantastique et de science-fiction La Couleur tombée du ciel (The Colour Out of Space) de Howard Phillips Lovecraft, le film Die Farbe réalisé par Huan Vu, produit en Allemagne, mais que les médias internationaux désignent par le titre en anglais The Colour Out of Space, déplace le lieu de l’intrigue de la ville imaginaire d'Arkham (Massachusetts, États-Unis) en Allemagne dans les monts de Souabe et Franconie. Il n’y a aucune équivoque puisque le film l’indique en surbrillance dès les premières images et l’acteur américain s’efforce de parler allemand avec les travailleurs qui ont barré la route qu’il emprunte.
Grâce à une excellente réception dans les milieux amateurs de films fantastiques à travers le monde, cette région allemande voyage et se fait connaître par le biais de ce long-métrage bien qu'il génère objectivement une image très spécifique du massif pour les besoins du film. De fait, le film a été lauréat du Big Bear Horror Film Festival aux États-Unis, du meilleur film et meilleur metteur en scène au festival de la Competencia Internacional Montevideo Fantastico, du meilleur film de science-fiction du 6e Cine Fantasy São Paulo, du festival Buffalo Screams de New York et de la meilleure adaptation au H.P. Lovecraft Film Festival en 2012. Il reçut les palmes d’argent au Fantastisk Filmfestival en Suède et fut nommé à plusieurs autres festivals.
Le film — produit par Huan Vu, Jan Roth, Peter Tillisch avec comme acteurs principaux Ingo Heise, Jürgen Heimüller, Paul Dorsch — sorti en 2010 se caractérise par le fait qu’il est sciemment tourné en noir et blanc à la seule exception de la couleur tombée du ciel, en l’occurrence un rose très flashy. Anglais et allemand cohabitent sur tout le film avec le sous-titrage car l’histoire repose sur un jeune Américain qui vient en Allemagne dans les années 1940 pour retrouver son père, ancien médecin militaire en poste dans la région au moment où les faits fantastiques se sont produits. On apprend par les analyses et les sites consacrés au cinéma que les principaux lieux de tournage du film ont été l’écomusée de Wackershofen, à Schwäbisch Hall, à Gschwend et à Backnang, donc dans les monts de Souabe et Franconie ou en marge. La plupart des scènes impliquant le monde rural ont été tournées dans l’écomusée de Wackershofen-Schwäbisch Hall qui, à l’instar de son pendant badois, le Musée de plein air Vogtsbauernhof, a l’avantage d’avoir rassemblé de nombreux exemplaires de maisons rurales des quatre coins des monts de Souabe et Franconie sur un seul et même site pour servir de référence de la culture locale disparue ou en voie de disparition. L’écomusée a donné de l’authenticité aux scènes bucoliques traditionnelles.
Huan Vu a choisi les monts de Souabe et Franconie parce qu’il les connaît forcément par son lieu de naissance, Stuttgart à moins de 100 km du massif au sud. Ensuite, le parti pris de placer l’intrigue dans un lieu reculé très faiblement peuplé et au climat rude sert la trame scénaristique sur l’ensemble du film : au lieu de choisir un lieu imaginaire, il enchâsse son film dans un paysage clos, délimité par des lignes de crêtes qui forment les contours d’une vallée où va se passer l’essentiel de l’histoire. Peut-être joue-t-il également sur le manque de notoriété du nom du massif en dehors de l’Allemagne du Sud-Ouest de sorte que le spectateur étranger est plongé dès les premières images dans un décor qu’il devra davantage imaginer que reconnaître. Du coup, le choix correspond plutôt bien à l’image globale des monts de Souabe et Franconie dans leur vocation de hauteurs inhospitalières aux confins des régions historiques, lieux de nature et de détente pour les citadins environnants à l’image des parcs et forêts montagneux qu’on voit également dans les films américains qui placent volontiers leurs scènes de crime ou d’horreur dans les cabanes isolées dans les forêts profondes accessibles après de longues routes isolées.
Pour les spectateurs qui connaissent la région, de nombreux aspects confirment l'ancrage de l'intrigue dans les monts de Souabe et Franconie : l'architecture franconienne des fermes, la langue régionale adaptée de certains acteurs bien qu'ils soient en minorité (de nombreux acteurs parlent en effet un allemand trop standard pour les années après la Seconde Guerre mondiale), l'isolement des fermes et leur nécessaire vie en autarcie et enfin la neige qu'on voit souvent dans le film. En revanche, les sommets sont étrangement très hauts et très prononcés pour être dans les monts de Souabe et Franconie. Il y a manifestement soit retouche soit des prises de vue venant d'autres massifs ou des angles de vue sur place qui accentuent à dessein l'effet d'encaissement de la vallée où se passe l'intrigue. La pauvreté et les aléas du climat s'exprime par la joie d'un paysan qui s'étonne et se réjouit à la fois que ses poires ont triplé de volume après l'incident de la météorite qui est tombée près d'une ferme. De nombreux fruits sont plus gros, les récoltes sont meilleures ou à l'inverse tout dépérit.
Les premières scènes sont également destinées à placer les spectateurs dans un décor dissuasif : une vallée isolée va être inondée pour un barrage, le travailleur devant la barrière dit au jeune Américain assis dans une Audi louée qu'il devra emprunter une autre route de contournement, mais le met en garde immédiatement en lui disant qu'on ne peut plus appeler cela une route, mais un « sentier de forêt ». Une fois parti, le travailleur se moque de l'Américain qui ne comprend pas où il a atterri et résume en disant « moi rien comprendre ». Ces premières images peuvent également évoquer aux locaux une réputation tenace des monts de Souabe et Franconie à héberger les missiles balistiques américains Pershing pour lesquels de nouvelles routes sommaires faites de gravillons avaient été aménagé en pleine forêt avec des barrages de soldats américains qui barraient le passage. L'ambiance est étrangement similaire au début pour ceux qui ont connu cette époque où près de 380 Pershing II ont été fabriqués et déployés dans trois bases du Bade-Wurtemberg dépendant du 56th Field Artillery Command à partir de janvier 1984 jusqu'en 1991 malgré les grandes manifestations anti-missiles de 1981 et 1983 à Bonn. Lorsque le spectateur se rend compte que l'intrigue est ramenée aux années 1940 et qu'un jeune prisonnier de guerre allemand rentre à pied dans sa ferme familiale en traversant des forêts et des champs isolés dans un paysage où apparaît une jeep américaine avec des soldats qui fouillent les maisons abandonnées, il comprend que l'histoire ouest-allemande des années 1980 n'est pas le contexte du film, mais le difficile début de l'Allemagne après la guerre et le retour des prisonniers de guerre dans leurs terres.
Une fois le décor posé, les monts de Souabe et Franconie ont joué leur rôle et n'ont plus d'autre fonction que de justifier qu'un tel phénomène bizarre peut plus facilement se produire dans l'anonymat d'une vallée reculée aux habitants crédules et superstitieux. Le reste du film peut se passer ailleurs dans le monde avec les mêmes conditions géographiques ; il suffit d'avoir un puits, une maison à l'écart, des pauvres honnêtes gens qui seront la victime de la lumière tombée du ciel.

### Dans la peinture et la sculpture

#### Peinture de paysage souabe

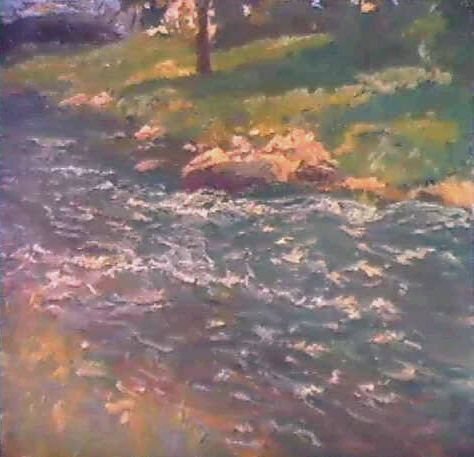
Otto Reiniger, paysage fluvial.

La peinture de paysage souabe englobe de très nombreux peintres renommés préromantiques ou classicistes, romantiques ou de style néo-Renaissance.
Le fondateur de la peinture de paysage souabe est Gottlob Friedrich Steinkopf formé par son père et plus tard à l’académie des beaux-arts de Vienne ; il s’entoura à Rome de peintres allemands comme Koch, Reinhart, Schick et Wächter. Tout en restant fidèles au classicisme français, ils se tournèrent progressivement vers le romantisme souabe. Les influences de Claude Lorrain et de Nicolas Poussin sont manifestes. Pendant les balades dans la nature souabe, ces artistes ne peignaient pas souvent ; ils dessinaient ou faisaient des esquisses. De ce fait, les lithographies et dessins de peintres paysagistes souabes sont parfois plus connus que la peinture à l’huile qui en sortit. Steinkopf enseigna son art et dirigea l’école d’art de Hambourg. Son style servit de référence pendant longtemps pour les dessins de paysages en Souabe grâce à ses disciples comme Ebert, Herdtle ou Schüz.
De l’école de Munich sous l’égide de Karl von Piloty, on trouve aussi des paysagistes souabes comme le Saxon Karl Emil Ludwig qui enseigna et influença de nombreux peintres locaux à l’école des beaux-arts de Stuttgart ou le Souabe Jakob Grünenwald. Le premier s’est beaucoup intéressé à tous les massifs de haute et moyenne montagne de l’Allemagne avec une passion pour le vert, les nuages et le soleil au service de l’atmosphère picturale ; le second s’est distingué comme illustrateur et peintre de genre.
Theodor Christoph Schüz, disciple rhénan de Steinkopf et Piloty, fait figure de peintre authentique du paysage et des mœurs souabes avec une tendance à la fois émotive et populaire et humoristique dans ses motifs et son style pictural.
Tous les peintres de paysages souabes se sont passionnés pour différents types de paysages et en l’occurrence pour un massif de montagne plus spécifiquement. La Forêt-Noire ou le Jura Souabe ont évidemment attiré de nombreux peintres. Les vallées romantiques du Neckar ou du Danube ont livré de nombreux motifs aux artistes.
Les monts de Souabe et Franconie ont été source d’inspiration pour le peintre paysagiste de Stuttgart, Otto Reiniger, qui passa son temps entre Stuttgart, Paris et Venise. Il fut élève de Joseph Wenglein. Il affectionne les cours d’eau, la neige, les journées automnales et hivernales troubles. Il représente le mouvement de l’eau et l’humidité du paysage avec finesse. En dehors de la rivière Feuerbach, il trouve dans la région natale de sa mère, les vallées du Kocher aux alentours de Schwäbisch Hall et de la Bühler, de nombreux motifs pour son art. Il loge dans le moulin de Oberscheffach. Il aperçoit donc les monts de Waldenbourg, de Mainhardt et d’Ellwangen. Malheureusement, de nombreux tableaux de cette période ont été détruits dans l’incendie qui a ravagé son atelier. Il reste un tableau de 1893 intitulé « Kocher » à la galerie nationale de Berlin.

#### Peinture contemporaire

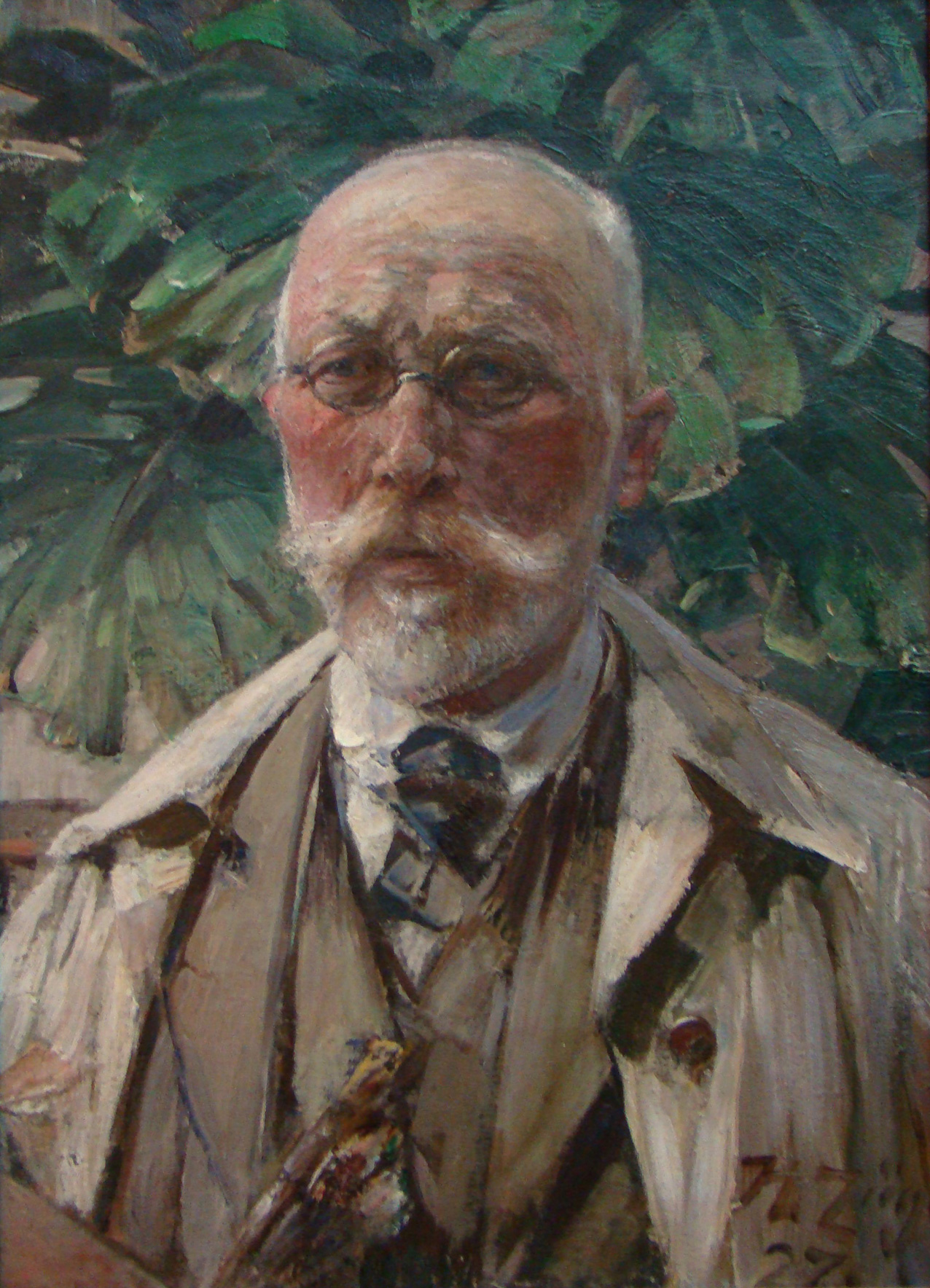
Autoportrait de H. von Zügel, 1927.

Heinrich von Zügel est un peintre allemand appartenant entre autres à la Sécession de Munich où il sera professeur à l’académie des beaux-arts de cette ville. À côté de Max Liebermann, Max Slevogt et Lovis Corinth, H. von Zügel représente l’impressionnisme allemand. Appartenant au Deutscher Künstlerbund, il est connu pour être un peintre animalier ou de scènes de genre. Pendant 40 ans, il a peint la vie rude des paysans de sa région natale, la forêt de Murrhardt au centre-sud du massif. Un de ses motifs favoris qu’il a décliné des dizaines de fois est l’attelage de bœufs qui a été utilisé par les paysans des monts souabes plus longtemps dans le pays montagneux du Nord-Wurtemberg. Von Zügel est aussi le maître d’autres peintres animaliers comme le sécessionniste de Dresde, Emanuel Hegenbarth.
Également formé à la peinture artistique à Munich, son fils Willy Zügel (de) est directement influencé par le violon d'Ingres de son père car il préfère la sculpture et devient célèbre davantage comme sculpteur animalier. Il réalise de nombreux modèles pour la réalisation de figurines animalières par les grandes manufactures de porcelaine et céramique allemandes : la manufacture de Philipp Rosenthal (1911-1926), celle de Nymphenburg (1911–1913), celle de Meißen et, depuis 1935, pour la manufacture de Munich-Allach. Willy Zügel a également réalisé des monuments comme le monument aux morts de la commune de Murrhardt et le monument en hommage à Theodor Christomannos, pionnier du tourisme dans le Tyrol du Sud.
Le peintre, graveur et illustrateur réaliste Leopold von Kalckreuth qui œuvra dans les écoles d'art de Weimar, Karlsruhe et Stuttgart a fait une gravure du château de Waldenbourg dans les monts de Waldenbourg qui se trouve aujourd'hui au Musée d'art de Hambourg.
Dans son atelier situé à Mainhardt, le peintre Reiner Cornelius, de la même famille que le peintre Peter von Cornelius ou le compositeur Peter Cornelius, s’inspire également de la forêt souabe-franconienne dont il dessine surtout des paysages à l’huile. Il fait ses études à l’académie des beaux-arts de Munich. Il s’installe à Mainhardt dans les années 1970 ; il y peint des paysages, des natures mortes et des portraits. Ses œuvres ont été exposées dans des expositions qui lui ont été consacrées à la chapelle des Hospitaliers (1988, 1999, 2003) et au Musée Hallois-Franconien (2008) de Schwäbisch Hall.
Le musée de Murrhardt héberge également des peintures de paysages locaux de Reinhold Nägele, natif du village.

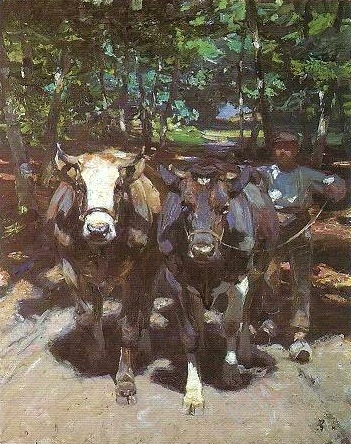
Von Zügel, É travers la forêt.
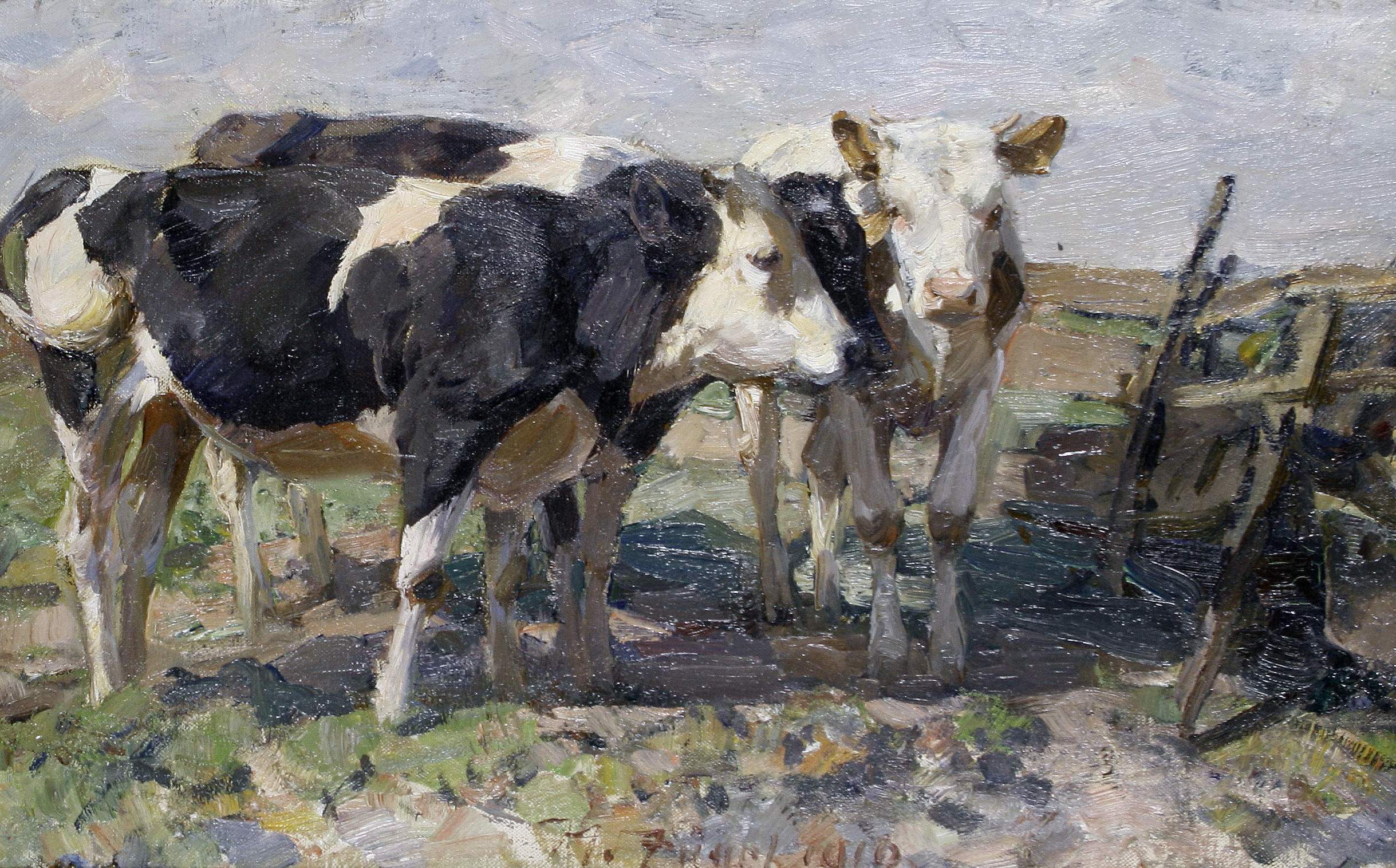
Von Zügel, Trois vaches dans un champ.
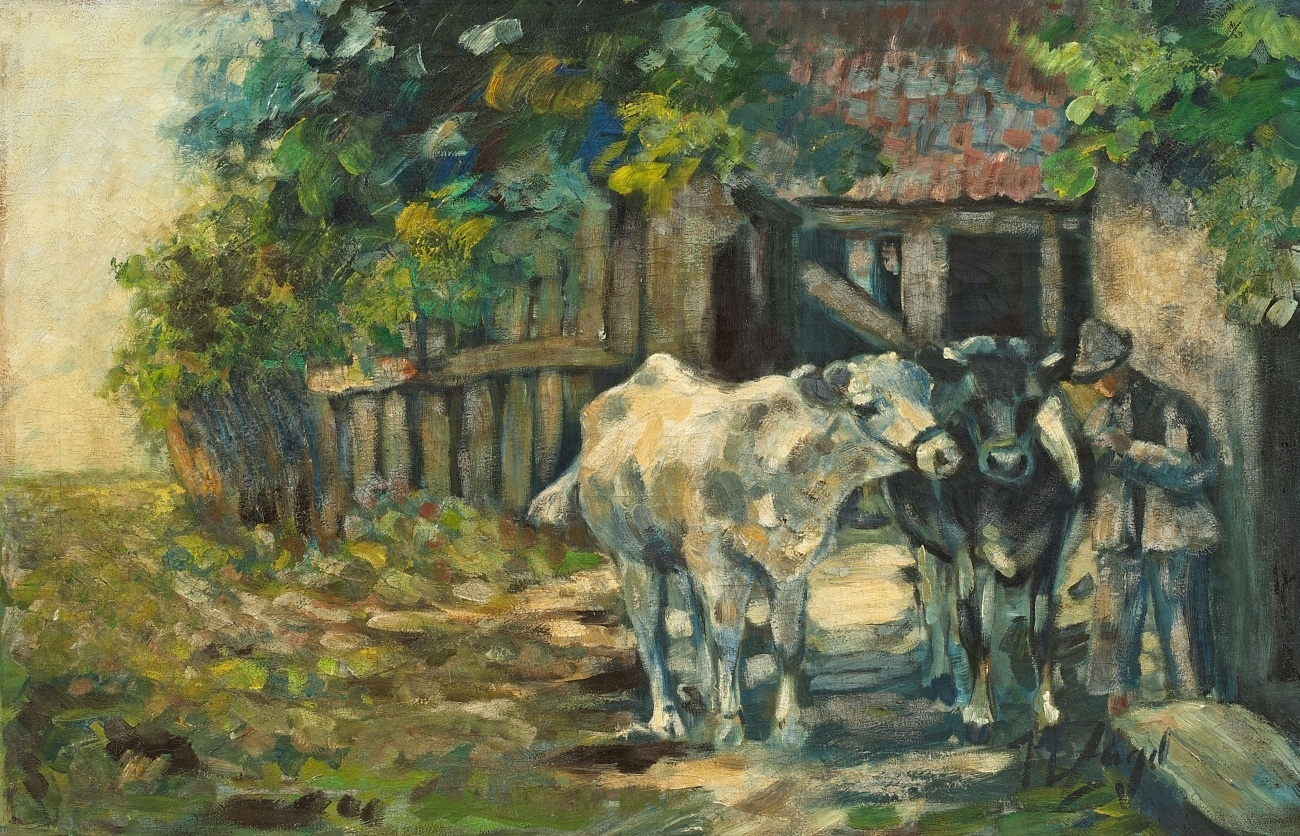
Von Zügel, Deux vaches avec vacher à la ferme.
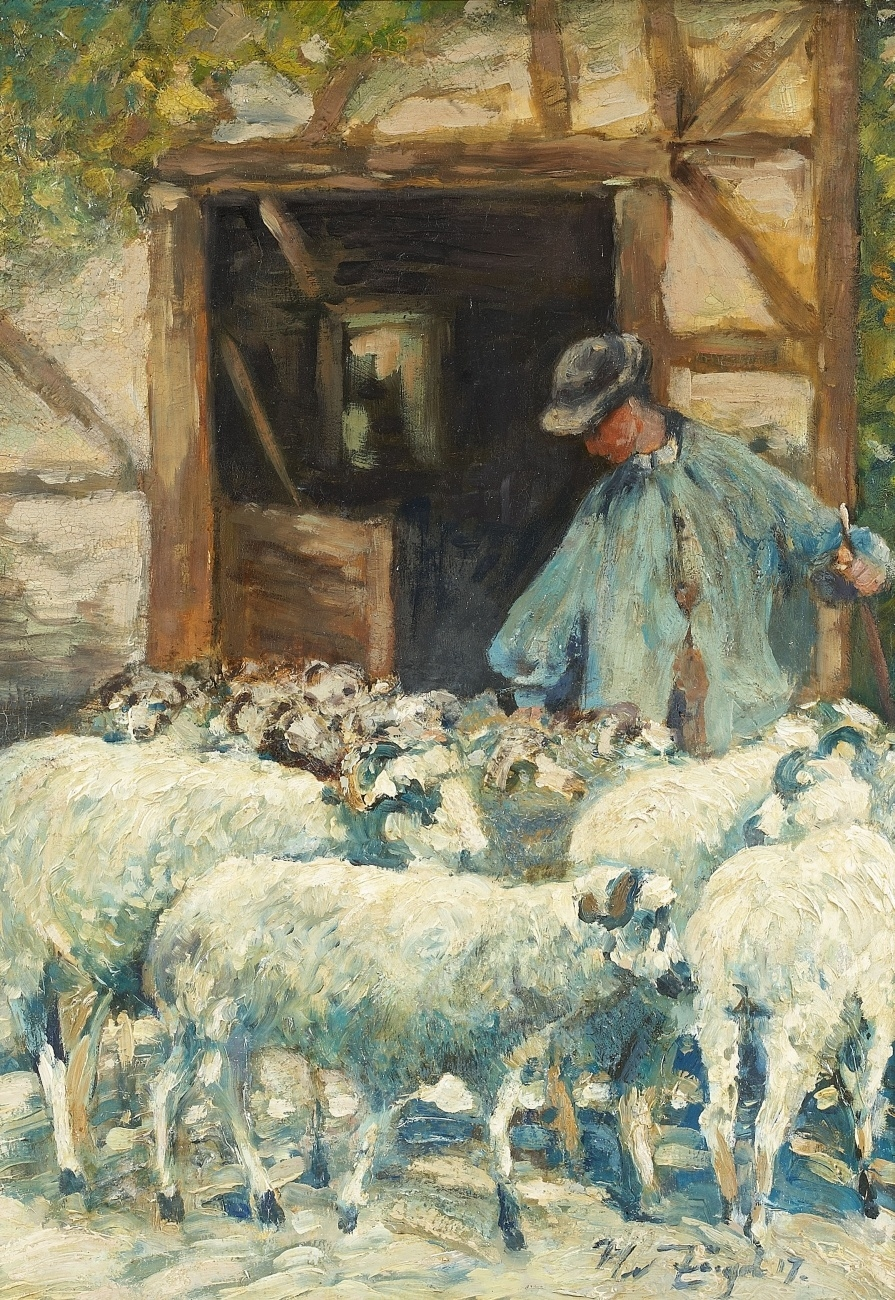
Berger et son troupeau de moutons devant la bergerie.
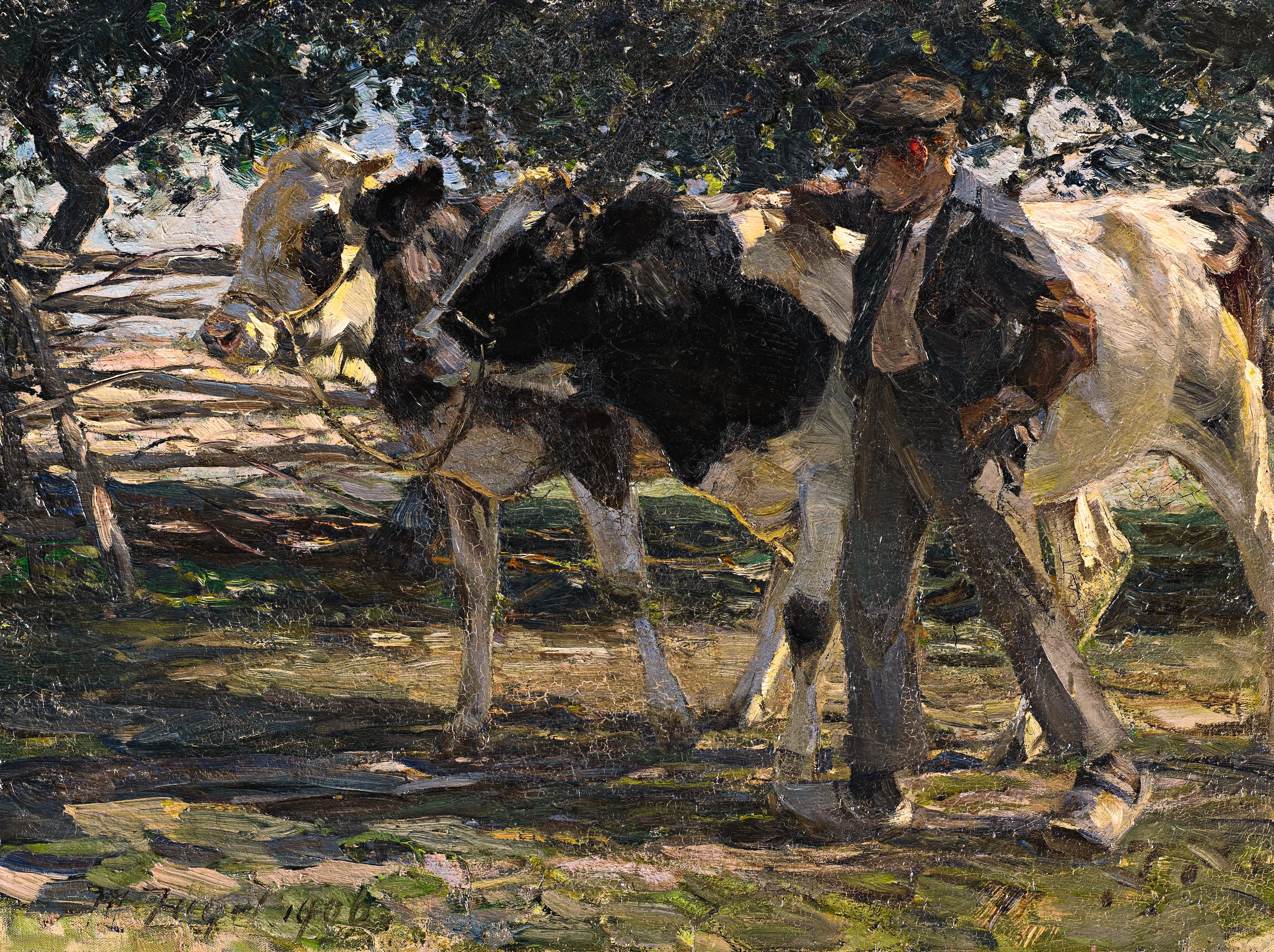
Paysans et bœufs.
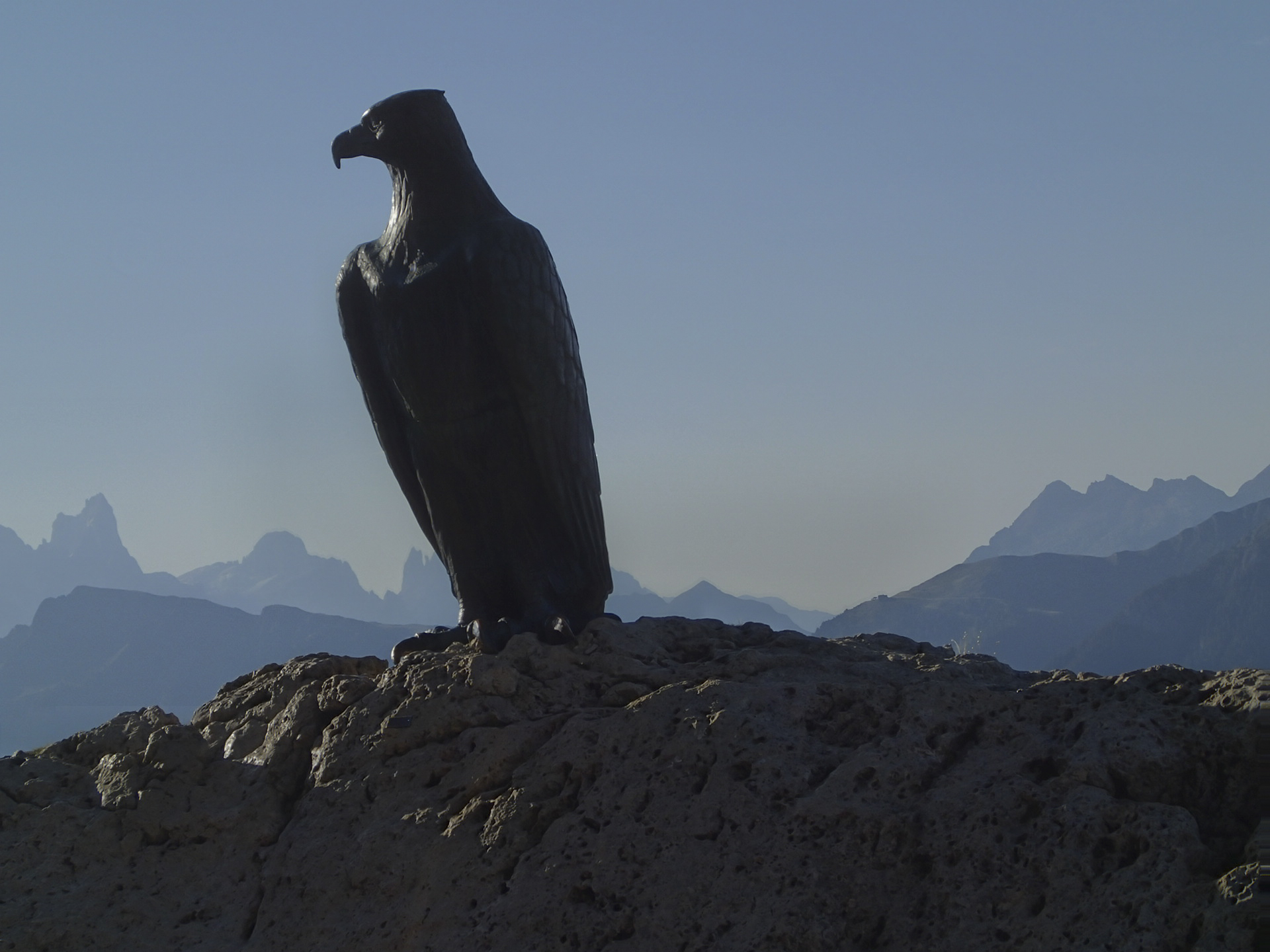
Willy Zügel, Monument hommage à Th. Christomannos.

### Poterie et céramique
La tradition potière dans le massif de Souabe et Franconie remonte à l’époque romaine comme les fouilles le long du limes et autour des sites d’habitation romains ont pu le mettre en évidence, essentiellement pour la céramique sigillée. Avec d’autres régions allemandes localisées dans les grands secteurs romanisés (Cologne, Trèves, Mayence) de l’Allemagne actuelle, la région compte parmi les endroits les plus anciens du pays pour le maintien de cet artisanat potier sur des siècles. Tombée dans l’oubli il y a un peu plus d’un siècle, la céramique régionale a été redécouverte par des artisans locaux qui ont fait un travail de recherche et de création pour relancer ce savoir-faire. C’est le cas de Heike Becker qui a créé en 1999 un atelier de poterie du style « vallée de la Lauter », donc dans la partie souabe du massif à l’ouest près de Wüstenrot-Neulautern. Son travail se concentre sur les saladiers et assiettes réalisés sur un tour de potier, décorés à la main avec les motifs historiques et cuits à 1 080 °C dans des fours électriques situés un bâtiment vieux de deux siècles qu’elle a réussi à rendre exploitable. Cette poterie ressort rouge après la cuisson.
La région d'Alfdorf comptait de nombreux artisans potiers utilisant la « terre d’Alfdorf » dans la partie souabe du massif. Les portiers d’Alfdorf livraient dans leur période faste la cour du roi de Wurtemberg à Stuttgart. Il reste encore quelques artisans dans ce secteur.

### Land art
Avec les subventions du land de Bade-Wurtemberg, du parc régional naturel de la forêt souabe-franconienne et le Fonds européen agricole pour le développement rural, un atelier sculpture a été organisé à l’occasion de l’année internationale de la forêt en 2011. Divers projets artistiques impliquant le bois et l’image que l’on veut renvoyer de la forêt ont été mis en place dans plusieurs endroits du parc, essentiellement dans la vallée de la Wieslauf. Sculptures, objets décoratifs ou des conceptions artistiques innovantes comme un « fleuve de branches » ou un « hôtel pour insectes » en voie de disparition. Des ateliers de création sur deux jours mirent également la vie forestière en avant comme l’atelier intitulé « La forêt après l’assaut des flammes ». L’objectif initialement didactique débouche sur une création artistique : avec une hachette et un chalumeau à gaz, les participants réalisèrent une sculpture sur une surface hérissée de 100 troncs d’arbre solidement plantés dans le sol. La forme du tronc sculpté ou brûlé était à la seule discrétion de l’auteur du jour. L’œuvre finale dénommée Brand-Wand (jeu de mots signifiant « mur de feu » ou « mur de refend » si on rattache les deux mots sciemment séparés) appartient au land art et elle reste sur site pour les futurs visiteurs et marcheurs pour attirer leur attention sur les interactions entre la forêt, le bois, le feu et la production d’énergie régénérative.
Les objets et œuvres du land art se multiplient dans l’ensemble du parc également par l’école interne du parc naturel de la forêt de Souabe et Franconie qui organise des ateliers et des sorties dans le parc qui cumulent la découverte du milieu naturel et l’expression artistique des émotions ressenties en utilisant les matériaux naturels que fournit la forêt environnante (pays de Wüstenrot, Waldenbourg, Welzheim, Mainhardt par exemple). Les guides de l’école du parc intègrent les fêtes régionales mais aussi les anciennes pratiques fortement liées à la forêt, aux sources et au milieu montagnard comme les fêtes de solstice, les pleines lunes particulières, les fêtes cultuelles celtiques ou germaniques. Les activités peuvent être récurrentes et se diversifier d’année en année comme à Wüstenrot avec le point de rencontre « Wellingtonienplatz » d’où partent les équipes des divers ateliers axés sur l’art en forêt ; parfois, il s’agit de land art éphémère réalisé par les écoles locales en association avec des guides agréés du parc ou des artistes qui s’impliquent dans la vie locale.
Le Club du Jura souabe organise également des sorties guidées autour du land art. Il envoie des chargés de mission en formation parmi les spécialistes du genre et s’inspirent des références de cet art comme l’Écossais Andy Goldsworthy. Cela débouche sur des ateliers et sorties thématiques à l’intention des adultes le plus souvent, parfois des familles. Les thèmes retenus sont associés à la forêt comme « Les fées et les esprits de la forêt » en 2012.